# Valentino Rossi
 (août 2023).
La mise en forme du texte ne suit pas les recommandations de Wikipédia : il faut le « wikifier ».
Les points d'amélioration suivants sont les cas les plus fréquents. Le détail des points à revoir est peut-être précisé sur la page de discussion.
- Les titres sont pré-formatés par le logiciel. Ils ne sont ni en capitales, ni en gras.
- Le texte ne doit pas être écrit en capitales (les noms de famille non plus), ni en gras, ni en italique, ni en « petit »…
- Le gras n'est utilisé que pour surligner le titre de l'article dans l'introduction, une seule fois.
- L'italique est rarement utilisé : mots en langue étrangère, titres d'œuvres, noms de bateaux, etc.
- Les citations ne sont pas en italique mais en corps de texte normal. Elles sont entourées par des guillemets français : « et ».
- Les listes à puces sont à éviter, des paragraphes rédigés étant largement préférés. Les tableaux sont à réserver à la présentation de données structurées (résultats, etc.).
- Les appels de note de bas de page (petits chiffres en exposant, introduits par l'outil «  Source ») sont à placer entre la fin de phrase et le point final[comme ça].
- Les liens internes (vers d'autres articles de Wikipédia) sont à choisir avec parcimonie. Créez des liens vers des articles approfondissant le sujet. Les termes génériques sans rapport avec le sujet sont à éviter, ainsi que les répétitions de liens vers un même terme.
- Les liens externes sont à placer uniquement dans une section « Liens externes », à la fin de l'article. Ces liens sont à choisir avec parcimonie suivant les règles définies. Si un lien sert de source à l'article, son insertion dans le texte est à faire par les notes de bas de page.
- La présentation des références doit suivre les conventions bibliographiques. Il est recommandé d'utiliser les modèles {{Ouvrage}}, {{Chapitre}}, {{Article}}, {{Lien web}} et/ou {{Bibliographie}}. Le mode d'édition visuel peut mettre en forme automatiquement les références.
- Insérer une infobox (cadre d'informations à droite) n'est pas obligatoire pour parachever la mise en page.

Pour une aide détaillée, merci de consulter Aide:Wikification.
Si vous pensez que ces points ont été résolus, vous pouvez retirer ce bandeau et améliorer la mise en forme d'un autre article.
Pour les articles homonymes, voir Rossi.

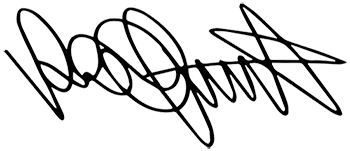
Signature du pilote.

Valentino Rossi, né le 16 février 1979 à Urbino (Marches), est un pilote de vitesse moto et pilote automobile italien.
Sacré neuf fois champion du monde en Grand Prix Moto, dont sept en catégorie reine (un titre en 500 cm3 et six en MotoGP), il est un des pilotes de vitesse moto les plus titrés et les plus victorieux, avec 199 podiums et 89 victoires en catégorie reine des Grand Prix Moto.
Surnommé « The Doctor », il est fortement associé au numéro 46, qu'il a choisi en tant que numéro permanent au début de sa carrière.
Sa carrière en vitesse moto s'étend de 1996 à 2021. Après avoir quitté le MotoGP à l'issue de la saison 2021, l'Italien oriente la suite de sa carrière en sport automobile.

## Biographie
Né le 16 février 1979 à Urbino, Valentino Rossi déménage ensuite à Tavullia, avec sa famille.
Influencé par son père Graziano Rossi, lui-même pilote de Grand Prix en 250 et en 500 cm3, l'Italien commence les compétitions moto en Italie au cours de son enfance.

### Débuts en125cm3et250cm3
Rossi fait ses débuts en Grands Prix en 1996 avec Aprilia, dans la catégorie 125 cm3. Il obtient sa première victoire au Grand Prix de République tchèque, à Brno. Il devient champion du monde de la catégorie l'année suivante, malgré son gabarit plutôt inadapté à cette catégorie, mesurant déjà 1,80 m.
Il rejoint ensuite la catégorie 250 cm3, encore en tant que pilote officiel Aprilia. En 1998, il termine vice-champion derrière Loris Capirossi, trois points derrière ce dernier. Il remporte ensuite le titre dans la catégorie intermédiaire en 1999.

### Montée chez Honda en500cm3et premiers titres dans la catégorie reine

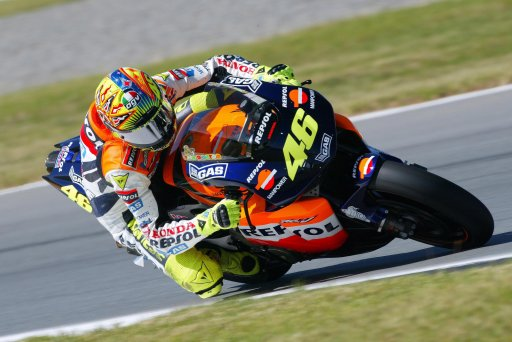
Valentino Rossi sur une Honda RC 211V.

En 2000, Rossi signe un contrat avec l'usine Honda et passe dans la catégorie reine des 500 cm3. Il termine le championnat du monde à la deuxième place derrière Kenny Roberts Jr avec deux victoires en poche. C'est pendant cette année qu'il découvre son chef mécanicien Jeremy Burgess (ancien chef mécanicien de Mick Doohan) qui le suivra jusqu'en 2013.
L'année suivante, il remporte le championnat du monde 2001 sur une Honda NSR 500 en étant apparu treize fois sur le podium dont onze fois sur la plus haute marche. Il occupe déjà une place de choix dans l'histoire du Continental Circus. En effet, à 23 ans, il est le deuxième pilote italien au nombre de victoires en Grand Prix avec 39 victoires toutes cylindrées confondues, derrière l´indétrônable Giacomo Agostini et ses 122 victoires en carrière.
En 2002, il remporte la manche d'ouverture du championnat disputée au Japon sur le circuit de Suzuka, première course MotoGP de l'histoire. Avec ses 14 victoires sur 33 courses disputées en MotoGP, il détient le meilleur taux de réussite (42 %), ce qui le place devant Mick Doohan, qui a décroché 54 victoires en 137 courses (39,4 %). Pour ce qui est du nombre de podiums et non de victoires, il est uniquement devancé par Wayne Rainey et ses 64 podiums en 83 courses (77,1 %) contre 24 podiums en 33 courses (72,7 %). Les chiffres viennent confirmer la supériorité de Valentino Rossi dans la catégorie reine. En prenant le départ du Grand Prix de Grande-Bretagne, il atteint le nombre de 100 participations en Grand Prix Moto. Au remportant le Grand Prix de Rio de Janeiro, et alors qu'il reste encore quatre Grand Prix, il remporte le championnat pour la deuxième fois consécutive en ayant remporté 10 courses sur les 12 déjà disputées dont 7 consécutives, série qui s’interrompit à la suite de l'explosion de son pneu arrière en course à Brno, et en s'emparant de 270 points sur un maximum de 300 disponibles. Il clôt la saison avec 15 podiums dont 11 victoires (355 points) et 7 pole positions.
En 2003, il est présent sur les 16 podiums de la saison, dont 9 en tant que vainqueur, et réalise également 9 pole positions. En remportant le Grand Prix de Malaisie, sa septième victoire de la saison, il devient champion du monde pour la cinquième fois de sa carrière et la troisième fois consécutive en catégorie reine avec 367 points. En sortant vainqueur de la dernière épreuve de la saison à Valence, il égale le record de podiums consécutifs de Giacomo Agostini, qui avait signé 22 podiums consécutifs sur MV Agusta à la fin des années 1960 et porte son nombre de podiums en catégorie reine à 54, égalant ainsi Randy Mamola.
Après ce succès au Grand Prix de Valence, il annonce lors d'une conférence de presse qu'il quitte Honda, au profit de Yamaha pour les saisons 2004 et 2005.

### Transfert chez Yamaha et suite de la domination

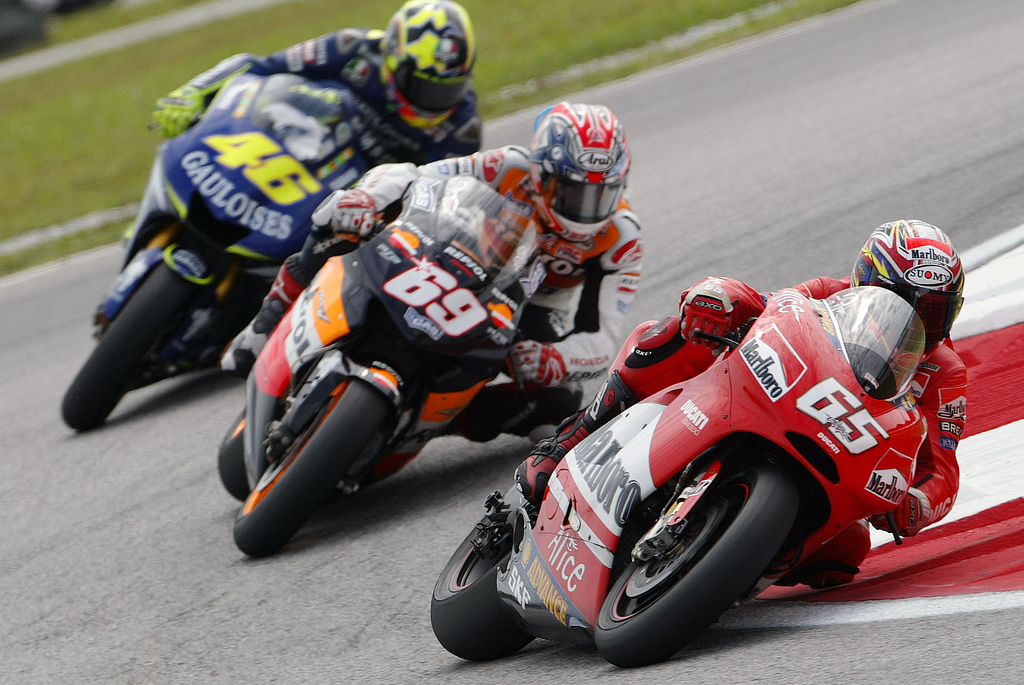
Capirossi, Hayden, Rossi (2005).

En 2004, il rejoint l'écurie Yamaha suivi de toute son équipe technique, fait assez rare. Il remporte la première course de la saison en Afrique du Sud après avoir bataillé avec Max Biaggi jusque dans le dernier tour. Cette victoire s'apparente à une revanche pour lui, après que Honda a refusé qu'il teste la M1 avant la fin de son contrat prenant fin le 31 décembre, l’empêchant ainsi de participer aux premiers tests de l'intersaison. C'est également la première victoire de Yamaha depuis celle de Max Biaggi en 2002 au Grand Prix de Malaisie, soit 18 Grand Prix sans victoire. Cette victoire lui permet aussi de devenir le premier pilote de l'histoire enchaînant deux victoires consécutives avec deux constructeurs différents (Valence 2003 sur Honda, Welkom 2004 sur Yamaha).
Avec sa victoire en Australie, il devient champion du monde pour la sixième fois de sa carrière, la quatrième fois consécutive en catégorie reine. Elle marque également son 100e podium en 139 départs, toutes catégories confondues. Il est le sixième pilote parvenant à franchir la barre des 100 podiums dans l'histoire du Championnat du monde. On peut considérer qu'il a remporté le titre MotoGP au guidon de trois machines différentes : la Honda NSR500 V4 2-temps, la Honda RC211V V5 4-temps, la Yamaha YZR-M1 4 cylindres en ligne 4-temps. Il est également le deuxième pilote de l'histoire, après Eddie Lawson, à décrocher deux titres consécutifs avec deux constructeurs différents.
Il commence la saison 2005 par une victoire au Grand Prix d'Espagne, disputée sur le circuit de Jerez, après une bataille acharnée avec Sete Gibernau, qu'il sortit de la piste après un dépassement viril dans le dernier virage. Il rentre dans l'histoire en étant le premier à remporter le Grand Prix de Chine, troisième rendez-vous de la saison. En prenant le départ du Grand Prix d'Allemagne, dixième manche du championnat, il franchit le cap des 150 participations en Grand Prix. Avec cette nouvelle victoire lors du rendez-vous allemand, il compte 76 victoires, 111 podiums et 40 pole positions en 150 départs toutes catégories confondues et rejoint Mike Hailwood au nombre de victoires en carrière, seuls Angel Nieto (90) et Giacomo Agostini (122) le devancent. Peu de temps après, il annonce qu'il restera chez Yamaha pour la saison 2006. En prenant la deuxième place derrière Loris Capirossi en Malaisie, il conserve son titre, son cinquième consécutif en catégorie reine. Il célèbre son titre avec une nouvelle pitrerie organisée avec son fan-club. Il fut en effet accueilli à l'arrivée par Blanche-Neige et sept nains, en référence à ses sept titres. Il conclut la saison avec 5 pole positions et 16 podiums dont 11 victoires.

### Premières désillusions

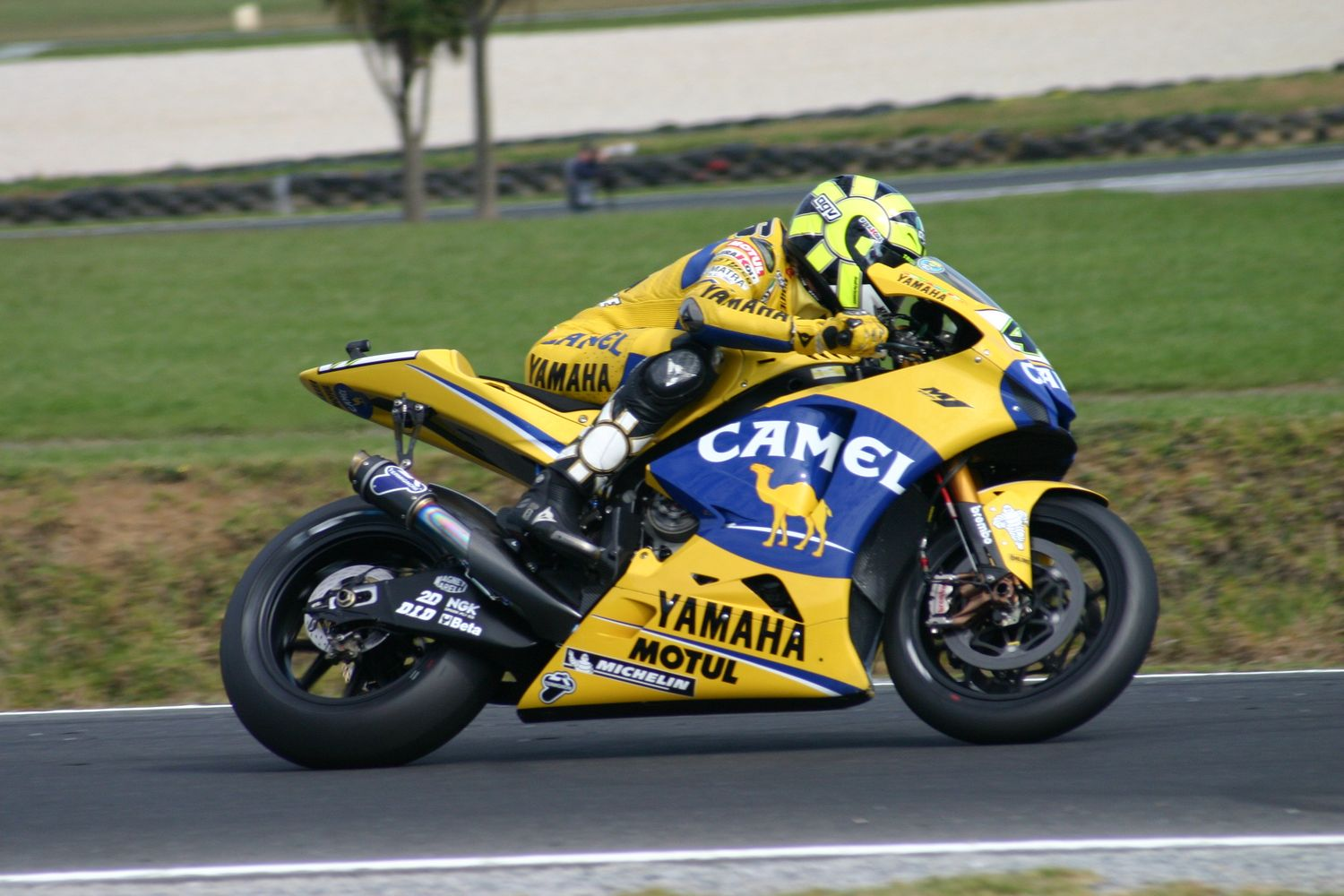
Rossi en 2006.

Pour sa troisième saison chez Yamaha, sa septième en catégorie reine, il entame le championnat par une chute au Grand Prix d'Espagne, due à une erreur de Toni Elias dans le premier virage. Il clôt la course en quatorzième position, soit son plus mauvais résultat depuis ses débuts en 500 cm3 en 2000 au Grand Prix d'Italie (17e). Cet accrochage met aussi fin à sa série de victoires en manche d'ouverture du championnat entamée au Grand Prix du Japon en 2001. Avec une nouvelle victoire lors de la deuxième course de la saison disputée au Qatar, il rejoint Mick Doohan au nombre de victoires en catégorie reine (54). Pour la troisième manche, le MotoGP pose ses valises en Turquie. Il terminera en quatrième position, ratant le podium pour 8 dixièmes. Sur le circuit de Shanghaï, en Chine, il est contraint à l'abandon à la suite de problèmes pneumatiques. La série noire continue le week-end suivant au Mans où il abandonne une nouvelle fois à la suite de problèmes techniques. Malgré ces déboires, il annonce, lors de la conférence de presse du Grand Prix d'Italie, avoir signé pour une année supplémentaire chez Yamaha. Il remporte ce Grand Prix d'Italie pour la cinquième année consécutive et dépasse ainsi Mick Doohan avec 55 victoires. Il enchaîne avec une 56e victoire lors du Grand Prix de Catalogne. Alors qu'il commence à revenir au championnat, il se blesse lors des essais libres du jeudi matin du TT d'Assen. Le diagnostic indique qu'il souffre de contusions à la poitrine, de fractures à la malléole de la cheville gauche et à la main droite. Il prendra quand même le départ du Grand Prix pour terminer à la huitième place. Il retrouve le chemin de la victoire lors des Grands Prix d'Allemagne et de Malaisie, respectivement dixième et treizième manches du championnat. Au Grand Prix du Portugal, il finit deuxième pour deux millièmes derrière Toni Elias après que celui-ci l'a doublé sur la ligne. Quant à son principal rival au championnat, Nicky Hayden, il se faisait percuter par son coéquipier Dani Pedrosa. Ce résultat lui permet donc de reprendre la tête du championnat pour 8 points (244 points contre 236). Le titre se joue donc lors du dernier rendez-vous de la saison à Valence, ce qui n’était plus arrivé depuis le sacre de Wayne Rainey en 1992 en Afrique du Sud. Tout ne se passe pas comme prévu. En effet, il commet une première erreur lors du tour de chauffe puis une seconde dans le 5e tour de course le reléguant ainsi en fond de peloton et anéantissant toute chance de titre. Il prend la treizième place alors que Nicky Hayden, lui, prenait la troisième et filait ainsi vers son premier titre pour 5 points. Il conclut tout de même la saison avec 5 pole positions et 10 podiums dont 5 victoires.
Bien avant de commencer cette nouvelle saison 2007, il annonce avoir resigné avec Yamaha pour l'année 2008. Il entame la saison par une seconde place au Grand Prix du Qatar derrière Casey Stoner. Au Grand Prix d'Espagne, il renoue avec la victoire en terminant devant Dani Pedrosa et son coéquipier Colin Edwards. Sur le circuit d'Istanbul, en Turquie, il termine à la dixième place alors que Casey Stoner, son principal rival, enchaîne une nouvelle victoire. Il remonte à nouveau sur le podium (2e) en Chine avant de conclure l'étape française en sixième position. Il faut attendre son Grand Prix national au Mugello pour le revoir sur la plus haute marche du podium. Avec cette sixième victoire d'affilée au Grand Prix d'Italie, il atteint les 60 victoires en MotoGP et égale le record de podium en catégorie reine (95) détenu jusqu'ici par Mick Doohan. Il enchaîne une seconde victoire deux semaines plus tard en Catalogne. Il faut ensuite attendre le Grand Prix d'Allemagne pour le voir accrocher une autre victoire à son palmarès. À la reprise du championnat en République tchèque, il compte 44 points de retard sur le leader Casey Stoner. Sur le circuit tchèque de Brno, il prend la septième place. Pour son Grand Prix à domicile, le circuit de Misano étant situé à une quinzaine de kilomètres de son village de Tavullia, il rencontre des problèmes techniques au troisième tour qui l'obligent à abandonner. Il assiste impuissant à une nouvelle victoire de Casey Stoner qui porte ainsi son avance à 85 points alors qu'il ne reste que cinq rendez-vous.

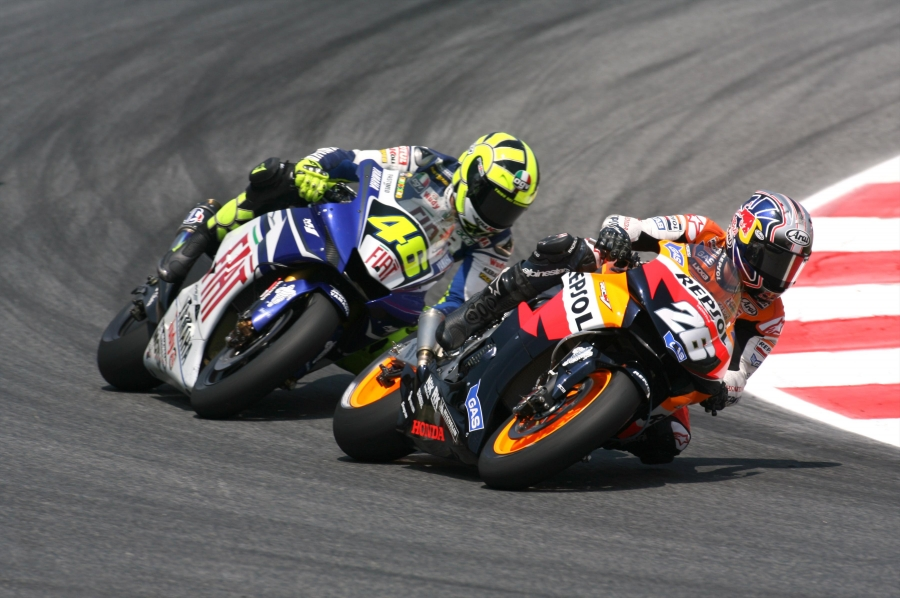
Dani Pedrosa et Valentino Rossi en Catalogne.

Il parvient tout de même à remporter le Grand Prix suivant, celui du Portugal, et à terminer le Grand Prix d'Australie sur le podium (3e). Il se blesse lors des essais de Valence, la dernière manche de 2007, avant d'abandonner en course. Il conclut cette saison avec quatre victoires et une troisième place sur le podium final à 126 points de Casey Stoner (367 points), Champion du monde en titre, et à un point du vice-champion du monde Dani Pedrosa (242 points). C'est son plus mauvais classement en championnat du monde depuis 1996. Pire, il est dominé par les deux plus grands espoirs de la catégorie. En plus des difficultés rencontrées au niveau sportif, Rossi est rattrapé par le fisc italien qui lui réclame environ 60 millions d'euros au prétexte que sa domiciliation londonienne serait fictive.

### Retour au sommet avec deux nouveaux titres
En 2008, Jorge Lorenzo, issu de la catégorie 250 cm3 qu'il vient de remporter les deux années précédentes, remplace Colin Edwards comme coéquipier de Valentino Rossi. Ce dernier étant équipé pour la première fois de pneumatiques Bridgestone alors que Lorenzo roule en Michelin, les deux coéquipiers font « box à part » afin de prévenir tout risque d'espionnage industriel. Fin janvier Valentino déclare lors de la présentation de la moto engagée en 2008, qu'il souhaite vraiment finir sa carrière chez Yamaha. Il entame la saison avec une cinquième place au Grand Prix du Qatar et conclut le Grand Prix d'Espagne et celui du Portugal, respectivement, à la deuxième et troisième place. Il faudra attendre le Grand Prix de Chine pour le voir à nouveau renouer avec la victoire, après sept courses sans victoire (Estoril 2007). C'est sa première consécration avec Bridgestone. Deux semaines plus tard, au Grand Prix de France, il remporte sa deuxième victoire consécutive, la 90e de sa carrière. Il égale donc le nombre de victoires d'Angel Nieto. En Italie, il augmente encore son nombre de succès en Grand Prix puisqu'il ressort vainqueur du Grand Prix, son septième triomphe d'affilée au Mugello. Au Grand Prix suivant, celui de Catalogne, il monte à nouveau sur le podium après trois victoires d'affilée. En Grande-Bretagne, il célèbre son 200e départ en Grand Prix avec une nouvelle deuxième place. Cette série de podiums prend fin au Grand Prix des Pays-Bas au cours duquel il franchira la ligne d'arrivée en onzième position après avoir chuté dans le premier tour. Il retourne sur le podium au Grand Prix suivant, celui d'Allemagne, avec une deuxième place et reprend la tête du championnat. Avant de reprendre la piste sur le circuit de Laguna Seca, il annonce avoir signé avec Yamaha jusqu'en 2010. Au terme d'un duel épique avec Casey Stoner, il remporte le Grand Prix des États-Unis pour la première fois. Deux semaines plus tard, il ajoute un nouveau succès à son palmarès en remportant le Grand Prix de République tchèque après avoir poussé Casey Stoner à la faute. Le 31 août 2008, il remporte le Grand Prix de Saint-Marin, sa troisième victoire consécutive, la sixième de la saison, et entre ainsi dans la légende en égalant le record de 68 victoires de Giacomo Agostini en catégorie reine.
Le 14 septembre 2008, pour le premier Grand Prix MotoGP organisé sur le circuit mythique d'Indianapolis aux États-Unis, il décroche sa 69e victoire et devient seul recordman des victoires en catégorie reine,. Lors de la conférence de presse du Grand Prix du Japon, la Commission Grand Prix annonce un nouveau règlement imposant un manufacturier de pneus unique pour la saison 2009, celui-ci sera désigné le 18 octobre lors du Grand Prix de Malaisie. Sa victoire à Motegi (la cinquième consécutive lors de cette saison) lui assure le titre à trois courses de la fin de saison,. Cette série de victoires prend fin en Australie avec une deuxième place sur le podium. Il retrouve la première marche du podium à Sepang, en Malaisie. Il signe ainsi son 97e succès toutes catégories confondues, le neuvième de la saison. Au Grand Prix de Valence, il met un terme à la saison 2008 avec un nouveau podium (3e). Il compte ainsi neuf victoires, seize podiums, 373 points et un nouveau titre mondial, le sixième en catégorie reine. Il devient ainsi le seul pilote de l'histoire, avec Giacomo Agostini, à récupérer le titre après l'avoir manqué deux années de suite.

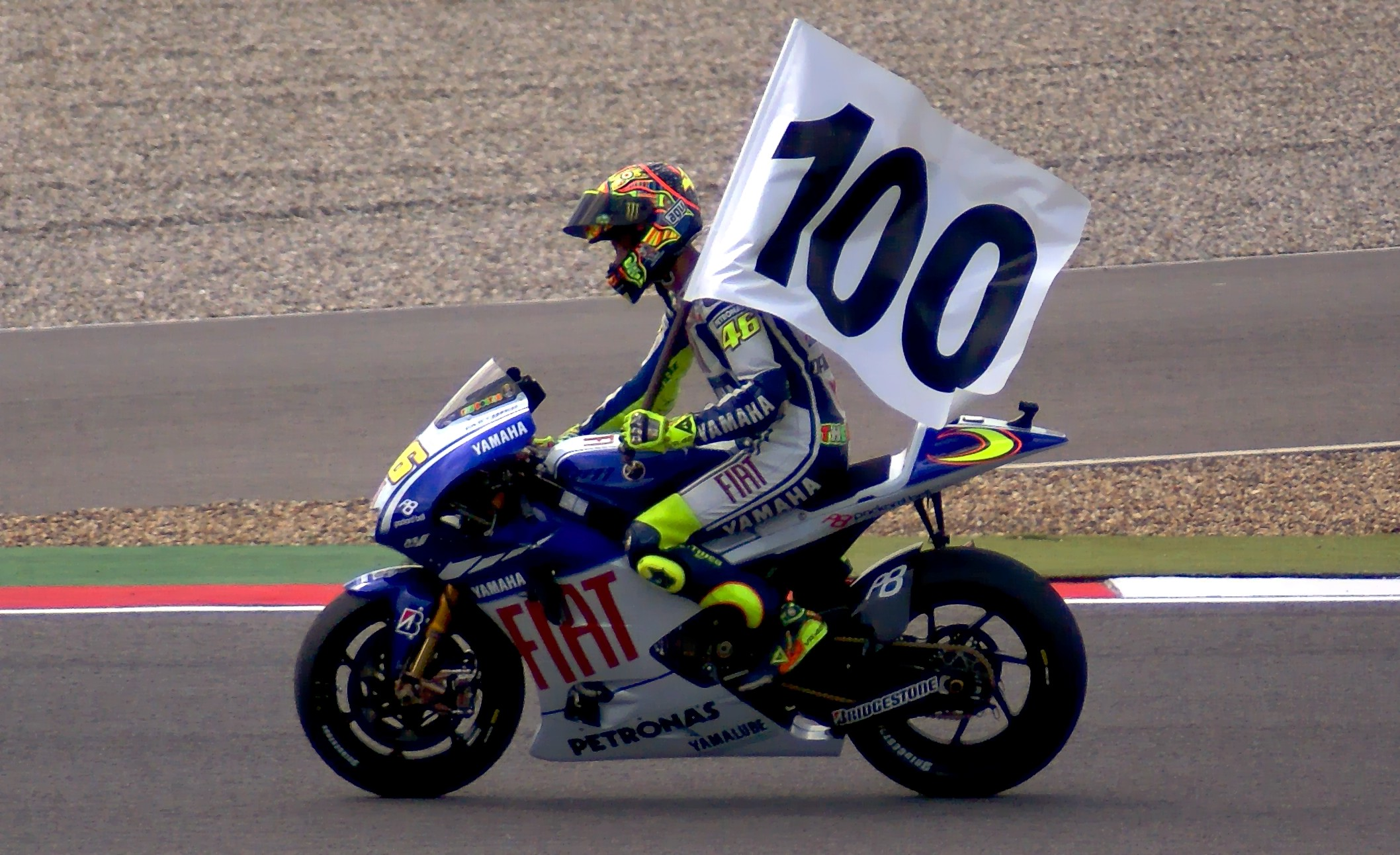
Valentino Rossi fête sa centième victoire.

Le champion du monde en titre commence la saison 2009 avec deux deuxièmes places au Grand Prix du Qatar et au Grand Prix du Japon, respectivement derrière Casey Stoner et Jorge Lorenzo. Il attend le troisième rendez-vous de la saison, correspondant au Grand Prix d'Espagne, pour remonter sur la plus haute marche du podium. Quinze jours plus tard, au Grand Prix de France, l'histoire est toute autre. En effet, les conditions de piste séchantes l'ont amené à passer par les stands pour effectuer un changement de moto or il chute peu de temps après son retour en piste. À terme, il clôt la course en seizième position, donc hors des points, après quatre passages par les stands (trois pour changer de moto et un dû à une pénalité).
Après sept succès d'affilée au Mugello, il franchit la ligne d’arrivée du Grand Prix d'Italie « qu'en » troisième position. Il retrouve la victoire au Grand Prix suivant, celui de Catalogne, après une lutte intense et en l'arrachant des mains de son coéquipier Jorge Lorenzo dans le dernier virage lors du dernier tour. Ce succès correspond à sa 99e victoire en carrière. Il ne faudra pas attendre longtemps pour une centième concrétisation, puisqu'au Grand Prix suivant, celui des Pays-Bas, il remporte la course après avoir signé la pole position. Il est le second pilote de l'histoire avec Giacomo Agostini à dépasser les cent succès en carrière. Il a remporté 100 courses sur les 217 auxquelles il a participé et a donc un taux de réussite de 46,1 % pour la victoire. Le Grand Prix des États-Unis, huitième rendez-vous de la saison, se solde par une deuxième place. Il remporte le Grand Prix d'Allemagne en devançant son coéquipier Jorge Lorenzo de 99 millièmes. Il termine le Grand Prix de Grande-Bretagne, le dernier disputé sur le circuit de Donington Park avant de rejoindre celui de Silverstone, en cinquième position après avoir chuté alors qu'il était en tête devant Andrea Dovizioso à la suite de la chute de Jorge Lorenzo. Il commence à creuser réellement l'écart en signant un 102e succès au Grand Prix de République tchèque alors que son coéquipier et plus sérieux rival au titre Jorge Lorenzo chuté à 5 tours de la fin. Il compte ainsi cinquante points d'avance sur ce dernier et ce à six Grand Prix de la fin de saison. Cet écart de cinquante points sera réduit à vingt-cinq après la victoire de Lorenzo à Indianapolis alors que lui chuté à 19 tours de la fin. Pour son Grand Prix à domicile, celui de Saint-Marin, il remonte sur la plus haute marche du podium pour la 103e fois de sa carrière. Au Grand Prix du Portugal disputé sur le circuit d'Estoril, il prend la quatrième place et est donc hors du podium, une première depuis l'arrivée de l'épreuve au calendrier en 2000, à la suite de problèmes d'adhérence au niveau de l'arrière. Lorenzo, en remportant ce Grand Prix, revient à dix-huit longueurs de lui au championnat. Au Grand Prix d'Australie, il réalise un pas important vers le titre en prenant la deuxième place derrière l'Australien Casey Stoner alors que Jorge Lorenzo chutait. En montant sur la troisième marche du podium en Malaisie, il remporte son neuvième titre mondial, le septième en catégorie reine. Pour le dernier Grand Prix de la saison à Valence, il termine la course à la deuxième place derrière Dani Pedrosa. Il conclut donc la saison avec treize podiums dont six victoires, sept pole positions et un nouveau titre (306 points).
En 2010, alors que le championnat semble très disputé entre Jorge Lorenzo, Casey Stoner et Valentino, il arrive au Mugello, son circuit fétiche, en 2e place du championnat, derrière Lorenzo, malgré une épaule endolorie à la suite d'une chute en motocross. Malheureusement, il est victime d'un terrible highside lors de la dernière séance d'essais. Relevé avec une fracture ouverte du tibia droit, il manquera quatre Grands Prix et reviendra pour le GP d'Allemagne le 18 juillet 2010, où il manque d'un rien le podium pour finir quatrième. Dès le suivant, à Laguna Seca, il remonte sur le podium en finissant troisième, cinquante jours seulement après son accident. À partir du Grand Prix d'Allemagne, il termine sa saison par sept podiums sur onze avec une victoire en Malaisie. Il sera classé troisième du classement général au terme de la saison 2010 tandis que son coéquipier est sacré champion du monde.

### Période noire chez Ducati

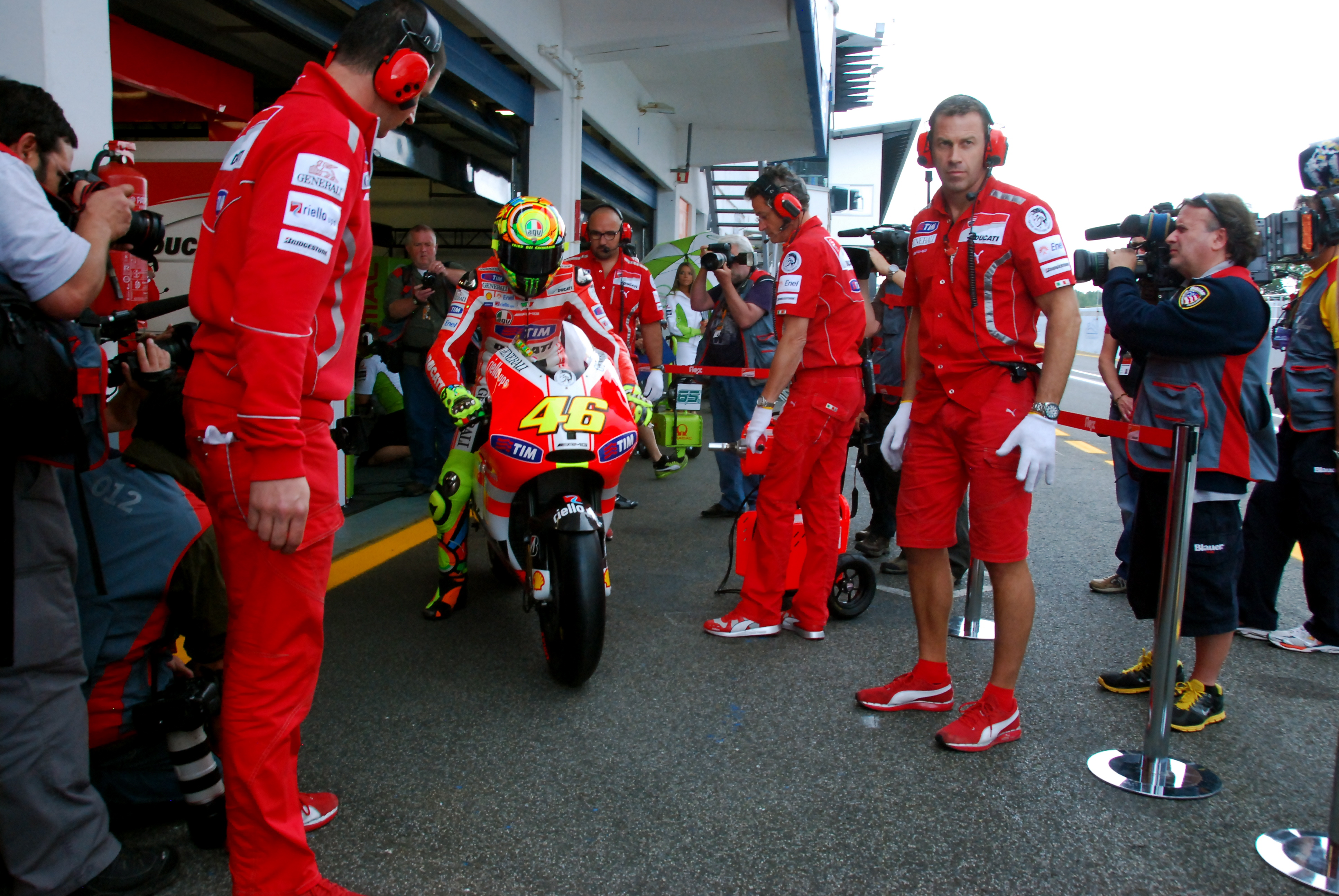
Valentino Rossi lors des essais libres, sur le circuit d'Estoril, au Portugal, le 30 avril 2011.

Battu par Jorge Lorenzo et à la recherche d'un nouveau challenge, Rossi annonce son départ de Yamaha pour rejoindre pour deux ans l'écurie Ducati avec pour nouveau coéquipier Nicky Hayden. Le rêve devient alors possible pour les tifosis de voir enfin un pilote italien triompher sur une machine italienne. La saison 2011 est pourtant un échec pour le « Docteur », qui ne parvient jamais à trouver la mesure de sa nouvelle machine. Hormis un podium (troisième place) au Grand Prix de France, Valentino Rossi ne parvient jamais à lutter pour la victoire, réalisant des qualifications très moyennes, et chutant à de nombreuses reprises. C'est la première saison, depuis son arrivée en grands prix en 1996, où Rossi ne remporte pas une seule victoire. Rossi entre en conflit avec son écurie : il réclame plus d'adaptation sur cette nouvelle moto mais l'écurie s'obstine et lui rétorque régulièrement que cette moto est bonne, puisque Casey Stoner a remporté un titre avec. Le « Docteur » ne se décourage pas pour autant et mise beaucoup sur la saison 2012 avec notamment le passage en 1 000 cm3.

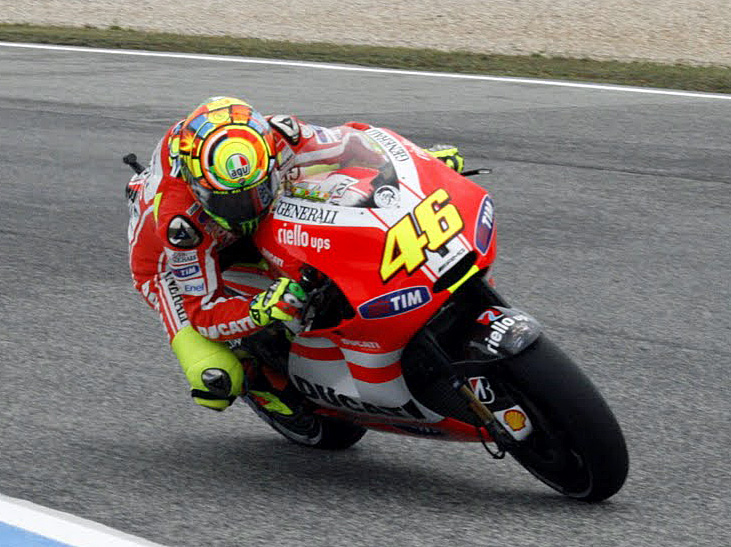
La Ducati de Rossi.

Le 23 octobre 2011, lors du Grand Prix de Malaisie, Valentino perd son ami Marco Simoncelli, pilote Honda du team Gresini Racing, qui se tue lors d'une grave chute provoquant un accident dans lequel il est entraîné, mais dont il sort physiquement indemne. Après un drapeau rouge, la course est définitivement annulée. Profondément marqué par la perte de son ami, il lui rend de nombreux hommages notamment en portant le numéro 58 sur son casque et occupe une place majeure lors des obsèques de Marco Simoncelli. Ses amis nient toutefois les rumeurs de retraite qui ont circulé après l'accident.
2012 semble aussi catastrophique que 2011 et le docteur apparait pendant plusieurs courses en retrait par rapport à son coéquipier. Pendant la première partie de la saison, son seul résultat notable est au Mans, par temps de pluie, la Ducati semblant incapable de rivaliser avec les Honda ou Yamaha sur le sec. Il finit cette course deuxième, 1 an exactement après son dernier podium. Le gouffre et l'incompréhension semblent se creuser entre la star italienne et la firme de Bologne, et beaucoup de commentateurs parlent de véritable divorce entre Rossi et Ducati. Lors du Grand Prix de Laguna Seca, Valentino fait une chute impressionnante dans le mythique Corkscrew. Fait surprenant, son coéquipier Nicky Hayden le prend comme passager à la fin de la course. Tandis que certains y voient le symbole que Rossi reste avec Ducati, d'autres voient dans sa chute le symbole de la rupture définitive avec Ducati. Les faits semblent donner raison à ces derniers étant donné que Ducati annoncera peu de temps après son départ, suivi de l'annonce par Yamaha de son retour. Le pilote expliquera pour sa part vouloir revenir aux avant-postes pour pouvoir se faire plaisir, et surtout vouloir savoir s'il est encore un « top pilote ». Lors du Grand Prix de Saint-Marin, Rossi brille par temps sec en offrant une seconde place à Ducati sur le circuit portant le nom du regretté Marco Simoncelli, il dédiera notamment cette victoire personnelle à son ami défunt.

### Retour chez Yamaha et retour vers les sommets
En 2013, pour son retour chez Yamaha, il retrouve le podium au Qatar lors de la course d'ouverture de la saison qu'il termine à la deuxième place derrière son coéquipier, Jorge Lorenzo. Les courses suivantes seront plus difficiles, Rossi ayant du mal à s'adapter au nouveau format de qualifications et étant régulièrement légèrement distancé en course par les trois Espagnols favoris au titre, Dani Pedrosa, Jorge Lorenzo et Marc Márquez. Son début de saison sera également marqué par deux chutes en course : l'une au Mans (où il finira cependant la course 12e) et l'autre à domicile, au Mugello, où il est percuté dès le départ par Alvaro Bautista et est contraint d'abandonner.

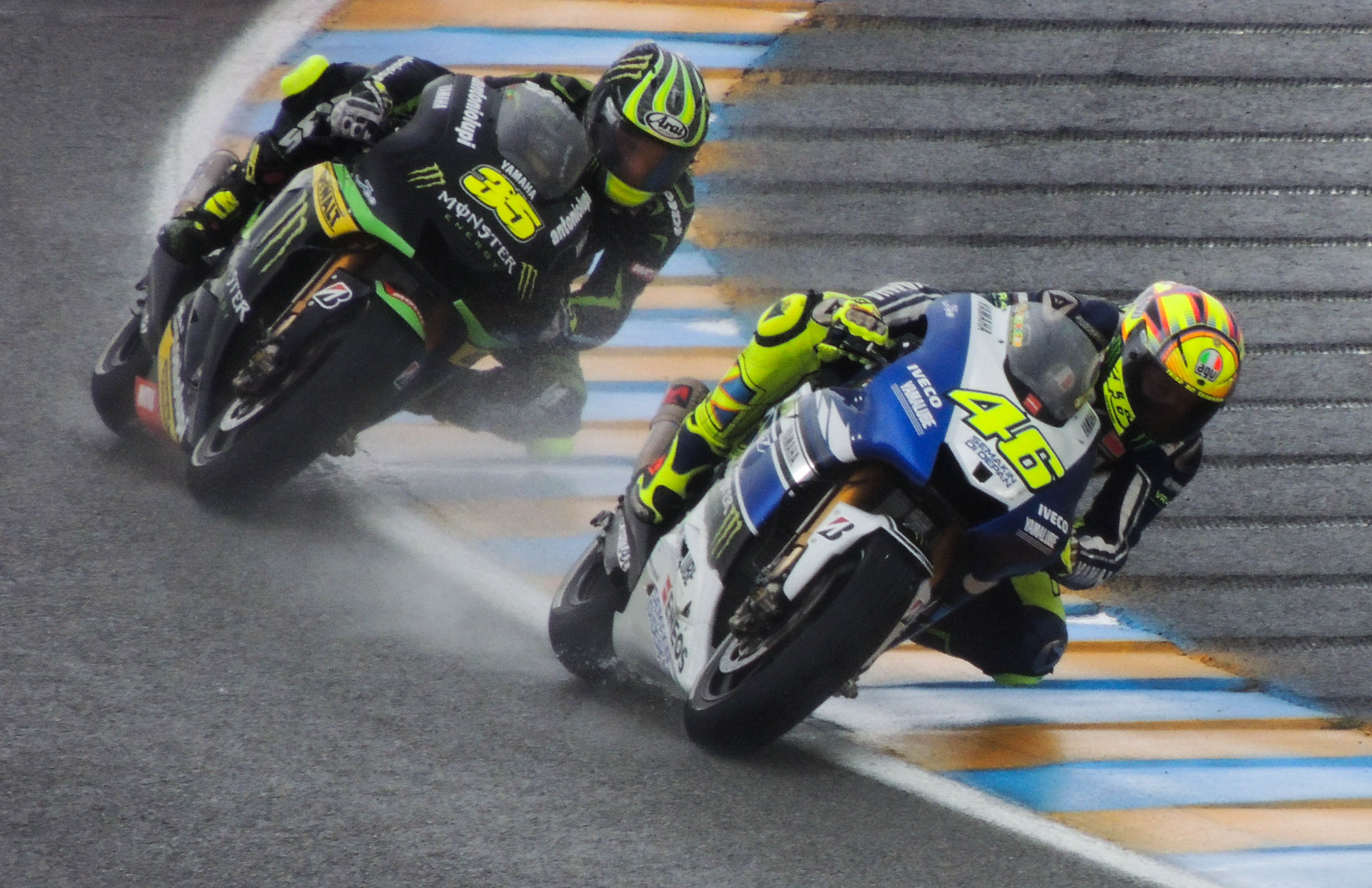
Rossi avec Cal Crutchlow lors du Grand Prix de France, où il termine 12e.

Il retrouve le chemin de la victoire à Assen, un de ses circuits fétiches où il réalise le vendredi sa meilleure qualification (4e) depuis l'instauration du nouveau système de qualification et remporte la victoire le samedi en réalisant à la même occasion le meilleur tour en course, deux ans et demi après sa victoire en Malaisie lors de la saison 2010.
Au Grand Prix de Valence, lors de la conférence de presse du jeudi, il annonce officiellement sa séparation avec son chef mécanicien depuis 14 ans, Jeremy Burgess et le remplace par Silvano Galbusera.
En novembre 2013, lors des tests de pré-saison à Valence, il annonce le recrutement de Silvano Galbusera en tant que chef mécanicien. Ce recrutement fait suite à l'annonce de sa séparation avec son chef mécanicien depuis 14 ans, Jeremy Burgess. Silvano Galbusera est connu pour avoir travaillé comme chef mécanicien et directeur technique chez Yamaha en Superbike et Supersport pour des pilotes comme Troy Corser, Noriyuki Haga, Cal Crutchlow et Ben Spies, avec qui il remporte plusieurs victoires et le Championnat du monde Superbike en 2009. Il a également travaillé aux côtés de Marco Melandri chez BMW en mondial Superbike en 2012 et 2013.
Du 4 au 6 février ont lieu les premiers tests de 2014 sur le circuit de Sepang en Malaisie. Il conclura ces tests à la deuxième place avec un chrono de 1 min 59 s 727 à 0,194 s du champion du monde en titre Marc Márquez. Il réalise ainsi son meilleur temps sur ce circuit depuis le début de sa carrière.
Le 5 mars 2014 est officialisé le nouveau partenariat entre Yamaha et Movistar, marque détenue par Telefonica Moviles, diffuseur des grand prix moto en Espagne, pour une durée de 5 ans. Cet accord signé avec Movistar est de bon augure pour Yamaha qui peinait à retrouver un gros sponsor titre depuis le départ de Fiat en 2010 et ce malgré la signature avec Monster, en 2013, ayant apporté plus de 2,5 millions d'euros.
En dépit d'essais difficiles et d'une dixième place sur la grille de départ, il termine le premier grand prix de la saison à la deuxième place à +0 s 259 du champion du monde en titre Marc Márquez après un duel épique avec ce dernier.

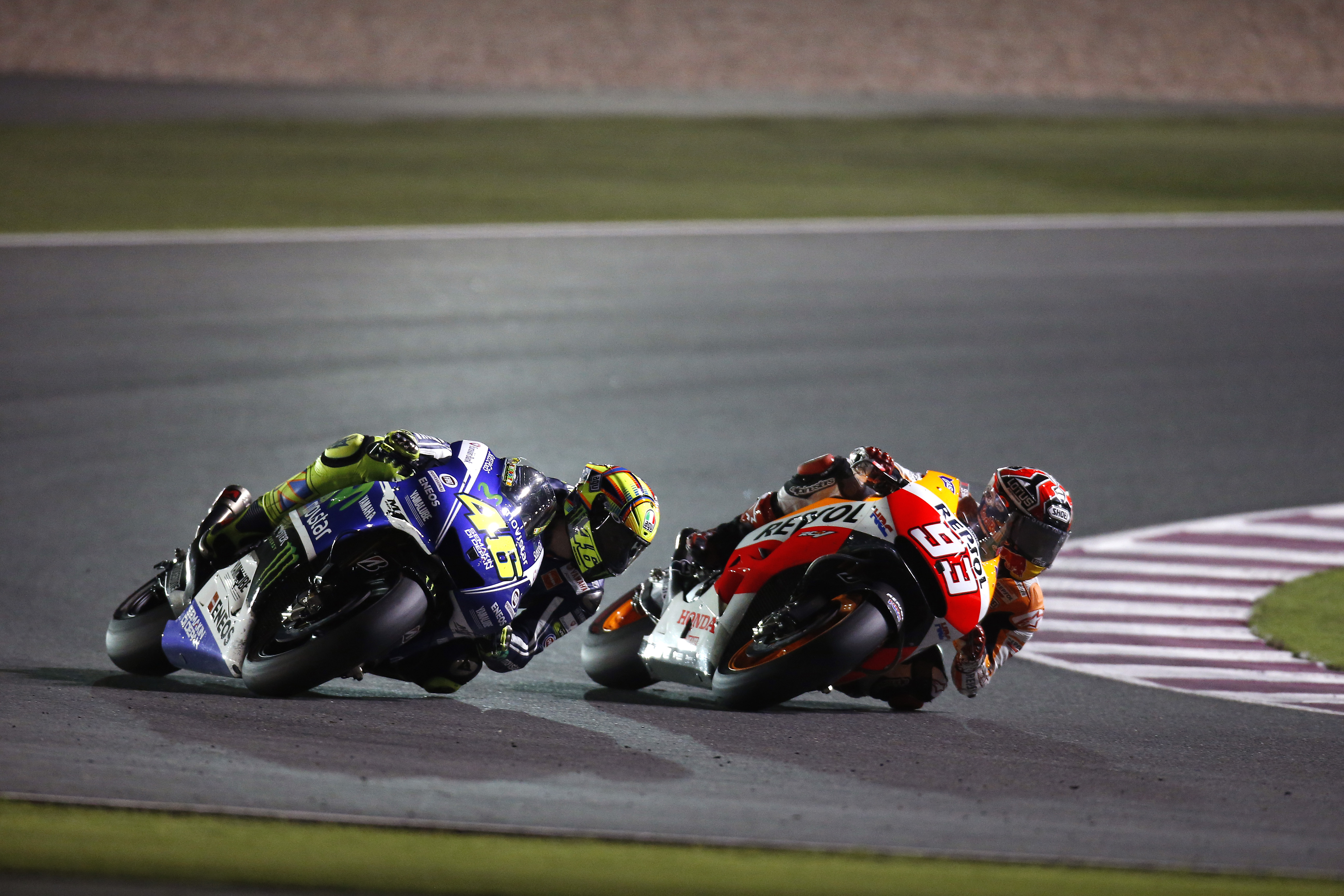
Marc Márquez devant Valentino Rossi à Losail.

Lors du second grand prix de la saison disputé à Austin, il rencontre des problèmes pneumatiques pendant la course. En effet, alors qu'il est sur le point de ravir la 3e position à Andrea Iannone, il est obligé de ralentir son rythme dû à une usure prématurée du côté droit de son pneu avant. Il termine donc la course à la 8e position devant son coéquipier Jorge Lorenzo (10e), après que celui-ci a raté son grand prix après avoir volé le départ.
Pour la troisième manche de la saison, la MotoGP retrouve l'Argentine après 15 ans d'absence. Cependant alors que le dernier grand prix d'Argentine en 1999 s'était déroulé sur le circuit de Buenos Aires, celui de 2014 se déroule sur un tout nouveau circuit, celui de Termas de Rio Hondo. Avec celui-ci, il aura roulé sur 36 circuits différents depuis son arrivée en grand prix en 1996. Il conclut cette troisième manche à la 4e place et conserve sa 3e place au championnat.
Le Grand Prix d'Espagne, quatrième manche du championnat, annonce le début de la tournée européenne. Qualifié en 4e position, il tire le meilleur de sa Yamaha pour franchir la ligne d'arrivée en deuxième position précédé de Marc Márquez mais devant Dani Pedrosa et son coéquipier Jorge Lorenzo.
Deux semaines plus tard, au Grand Prix de France, couru sur le mythique circuit Bugatti du Mans, il se qualifie en 5e position et conclut la course avec une nouvelle seconde place derrière Marc Márquez et devant Alvaro Bautista après avoir mené la course pendant 8 tours. Avec ce résultat, il assoit sa 3e place au championnat et revient à 2 points de Dani Pedrosa, deuxième.
Pour son Grand Prix national, il se qualifie en 10e position après avoir fait un mauvais choix de pneus et avoir rencontré des problèmes avec l'avant de sa machine lors de la Q2 qui nécessitèrent l'intervention de ses mécaniciens perdant ainsi de précieuses minutes pour faire un chrono. Phénomène qui se répéta lors du warm-up du dimanche matin. Puis vient le moment de la course. Il réalise un bon départ et vire à la 7e position au premier virage. À la fin du 2e tour, il occupe la 3e place, place qu'il conservera jusqu'à la fin de l'épreuve à 2,6 s du duel Lorenzo-Márquez. Avec ce nouveau podium, le quatrième de la saison et le 187e de sa carrière, il prend la 2e place du championnat, pour 1 point sur Dani Pedrosa, à 53 points de Marc Márquez. Le Grand Prix d'Italie correspond également au 300e grand prix de sa carrière, grand prix au cours duquel Marco Simoncelli sera intronisé Légende du MotoGP.
Au Grand Prix de Catalogne, qui correspond au 65e anniversaire du Continental Circus, il se qualifie en 5e position. Pour cette septième course de la saison, il réalise un bon départ pour prendre la seconde position derrière son coéquipier Jorge Lorenzo. Au 3e tour, il porte une attaque sur ce dernier et prend ainsi la tête de la course, qu'il occupera jusqu'à sept tours de l'arrivée. Au dix-huitième tour, les deux pilotes officiels Honda le passent mais sont contraints de le laisser repasser sous peine d'une pénalité à la suite de leurs dépassements sous drapeau jaune. À l'entame du dernier tour, Marc Márquez et Dani Pedrosa occupent les premières places en se doublant à plusieurs reprises, il occupe donc la 3e position. Dani Pedrosa tente alors un dernier dépassement dans le stadium mais percute la roue arrière de Marc Márquez et manque de chuter, il profite donc pour reprendre la seconde position. Avec cette seconde place, il monte sur le podium pour la cinquième fois cette saison, son 188e en carrière.
Le 14 septembre, lors du Grand Prix de Saint-Marin, à Misano, Rossi renoue avec la victoire pour la première fois depuis le GP d'Assen en 2013. Il offre ainsi à Yamaha sa première victoire de la saison. À l'occasion de cette course, Rossi devient le premier pilote à franchir la barre des 5 000 points marqués en Grand Prix moto.
Lors de la course en Aragon, il chute en course ce qui restera son seul abandon de l'année. Au Japon, il signe une première ligne (2e position) et finira la course sur la troisième place du podium derrière Jorge Lorenzo et Marc Márquez, ce dernier remportant le titre lors de cette épreuve. À Philip Island, pour sa 250e course en catégorie reine, après un beau duel avec son coéquipier Jorge Lorenzo et à la suite de la chute de Marc Márquez alors en tête de la course, il remporte sa seconde victoire de la saison, la sixième en catégorie reine sur ce circuit, en signant également le meilleur tour de la course. En Malaisie, il finit 2e derrière Márquez, ce qui lui permet d'aborder la dernière course de la saison avec 12 points d'avance sur son coéquipier Jorge Lorenzo dans la lutte pour la seconde place finale.
Pour la dernière course de la saison à Valence, il obtient sa première pole-position depuis le Grand Prix de France 2010 et finit la course en 2e position, encore une fois derrière Marc Márquez. Avec 13 podiums (2 victoires, 6 secondes places et 5 troisièmes places), il finit vice-champion du monde derrière Marc Márquez et signe sa meilleure saison depuis 2010.

### Occasions manquées pour le dixième titre
Le 29 mars 2015, lors du Grand Prix du Qatar, qui est la course d'ouverture de la saison, Rossi se classe en huitième position lors des qualifications. Le lendemain, alors qu'il a pris un départ moyen, Rossi remonte peu à peu sur le trio de tête (Dovizioso, Lorenzo et Iannone). Au terme d'une bataille de longue haleine avec son compatriote Andrea Dovizioso, il franchit la ligne d'arrivée en première position avec seulement 174 millièmes d'avance, ce qui lui permet de commencer la saison en s'emparant de la tête du classement des pilotes.
Lors du Grand Prix des Amériques, après avoir pris un bon départ de la 4e position, il termine à la 3e place après une belle bataille avec Andrea Dovisiozo et Andrea Iannone, alors que Marc Márquez reste intouchable sur son circuit fétiche.

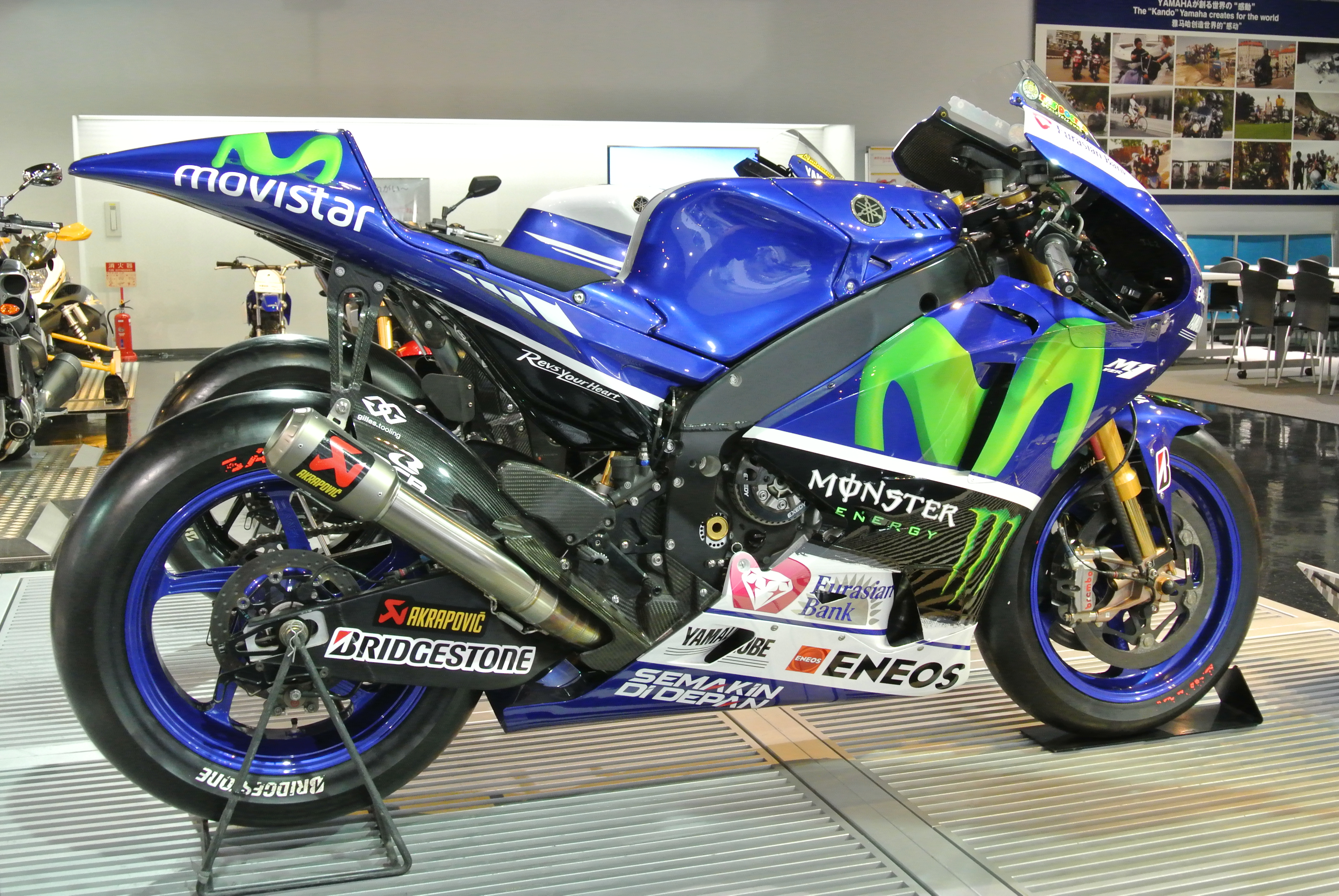
La Yamaha YZR-M1 de Rossi.

Le 18 avril 2015, au Grand Prix d'Argentine, parti de la 8e position et malgré un départ moyen, il parvient à remonter peu à peu vers la tête de la course et s'installe à la 2e place au 11e tour. Un choix de pneumatiques judicieux lui permet de revenir sur Marc Márquez, le leader de la course. À la suite d'une bataille entre les deux pilotes qui se termine par une chute de Marc Márquez après qu'il a touché le pneu arrière de Valentino Rossi, ce dernier termine à la première place. Il prend la tête du classement provisoire du Championnat du monde avec 66 points et relègue son principal adversaire Márquez à 30 points alors que son dauphin Dovisiozo le suit à 6 points.
Le 3 mai 2015, au Grand Prix d'Espagne, parti de la 5e position, Rossi gagne une place à la suite du mauvais départ de Iannone, resté pendant plusieurs tours derrière Pol Espargaró. Il laisse filer Jorge Lorenzo et Marc Márquez. Après avoir dépassé Pol Espargaró, il commence à grappiller quelques dixièmes à Marc Márquez mais ne réussit pas à revenir dans sa roue. Valentino Rossi termine la course à la 3e position et ainsi monte sur le 200e podium de sa carrière. Il est le seul du championnat en cours à être monté quatre fois sur le podium en autant de courses. Au classement, Valentino Rossi garde la tête du championnat avec 82 points et creuse l'écart avec son adversaire direct Andrea Dovisiozo de 15 points alors que Jorge Lorenzo et Marc Márquez reviennent respectivement à 20 et 25 points.
Arrivé en leader au Grand Prix de France, Valentino Rossi éprouve beaucoup de difficultés durant tous les essais. Il se qualifie en 7e position en Q2 en n'étant pas satisfait de sa moto. Le lendemain, au warm-up, Valentino Rossi n'est toujours pas satisfait de sa machine ce qui le décide à utiliser un set-up non testé pour la course. Valentino Rossi prend un excellent départ pour se retrouver 5e au virage Dunlop ; il double Marc Márquez au chemin aux bœufs au 2e tour. Peu à peu, il revient sur le trio de tête : Jorge Lorenzo, Andrea Dovisiozo et Andrea Iannone qu'il passe dans le 10e tour de course. Deux tours plus tard prend l'ascendant sur Andrea Dovisiozo et se met à la poursuite de son coéquipier Jorge Lorenzo qu'il réussit pas à rejoindre. Rossi finit à la seconde place au terme d'une course de bonne facture. Il reste leader au classement du championnat du monde avec 102 points mais est désormais menacé par Lorenzo qui revient à seulement 15 points de retard.
Quinze jours plus tard, à l'occasion de son Grand Prix national disputé au Mugello, Rossi se qualifie au 8e rang. Lors de la course, il prend un départ moyen qui le voit relégué au 11e rang, mais parvient à reprendre la 9e place au cours du 1er tour, mais avec 1,9 seconde de retard sur Jorge Lorenzo, son adversaire direct au championnat. Au 13e tour, il est revenu en 5e position et peut encore accrocher le podium avec une 2e place à la clé car Lorenzo s'est mis hors d'atteinte et compte 8 secondes d'avance. Rossi arrive à passer Pedrosa et se rapproche ensuite de Márquez qui chute au 17e tour, ce qui lui permet d'accéder au podium. Malgré ses efforts, il ne parvient pas à combler l'écart d'une seconde qui le sépare de Iannone et doit se contenter d'une 3e. Il réalise néanmoins une belle opération au championnat où il compte désormais 118 points, car Dovisiozo et Márquez, deux de ses rivaux directs au championnat, ne marquent aucun point et se trouvent respectivement relégués à 35 et 49 points. Avec trois victoires consécutives, son coéquipier Lorenzo se rapproche toutefois à 6 points de Rossi.

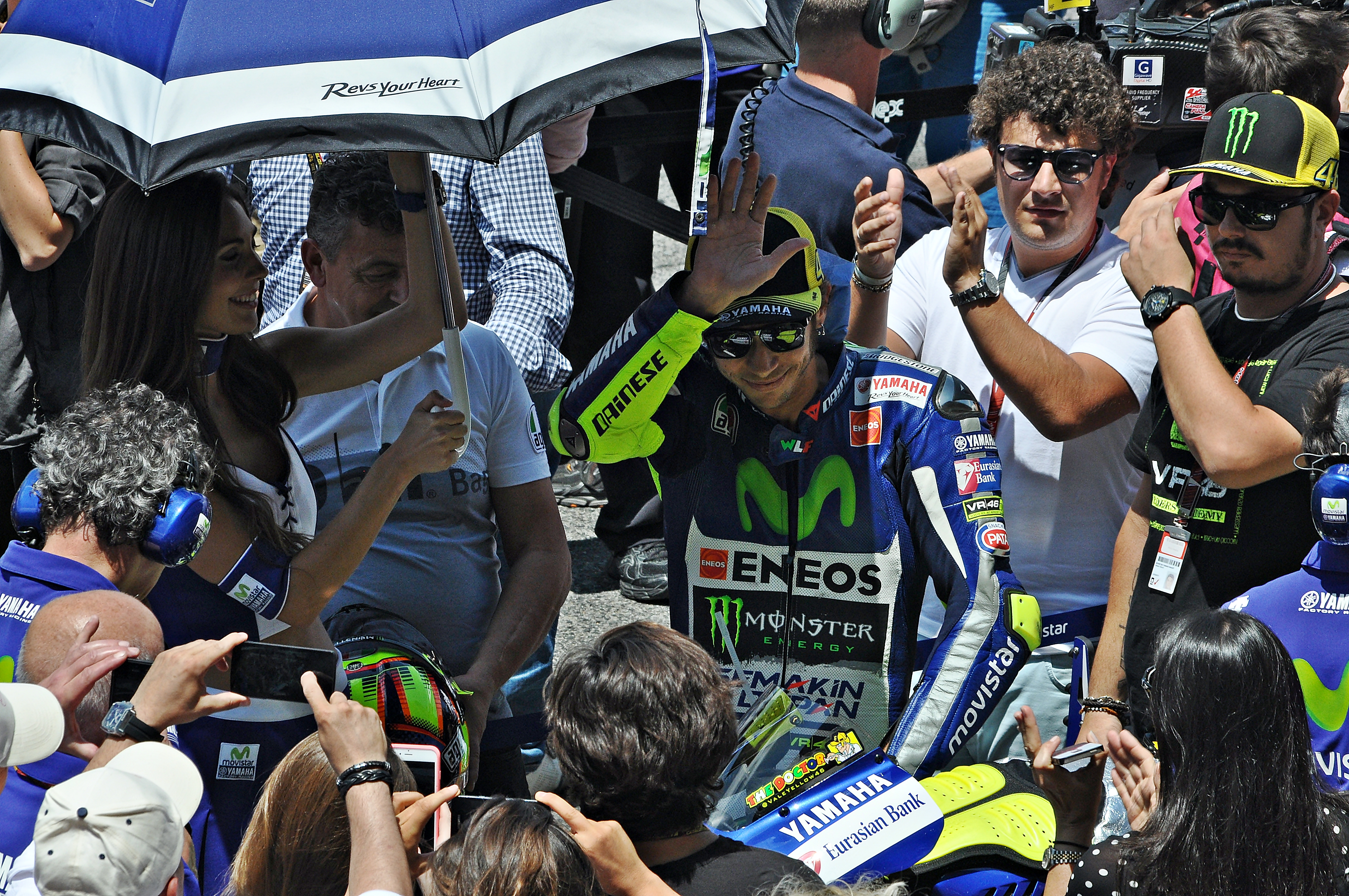
Valentino Rossi au Grand Prix de Catalogne 2015.

Lors du Grand Prix de Catalogne, Rossi démarre moyennement bien son week-end, en effet durant les essais libres, il n'a pas entière satisfaction de sa moto mais sait qu'il pourra jouer contre Lorenzo et Márquez. Une bonne qualification était primordiale pour éviter le scénario des Grand Prix précédents avec un Lorenzo qui vire en tête et Rossi qui met du temps à revenir sur lui. Le samedi, il se classe en 7e position alors que son coéquipier est 3e sur la grille de départ. Le jour de la course, Rossi prend un très bon départ et se trouve en 5e position au 1er tour. Lors du 3e tour, Márquez chute en voulant éviter la roue arrière de Lorenzo car il a freiné trop tard, une très bonne opération pour Rossi qui comptera quoi qu'il arrive plus de 60 points d'avance sur Márquez s'il monte sur le podium. Tour après tour, il se débarrassa de Dovisiozo qui chuta peu de temps après, puis de Pedrosa pour la 2e position. Durant plus de la moitié de la course, il chassa Lorenzo qui ne faiblit pas. Rossi finit la course en 2e position à 8 dixièmes de Lorenzo. Avec quatre victoires consécutives, Lorenzo n'est plus qu'à un point de Rossi, et voit Dovisiozo et Márquez repoussés respectivement à 55 et 69 points. Il est on ne peut plus clair que ce championnat 2015 sera un mano a mano entre les coéquipiers Yamaha qui relègue la concurrence très loin d'eux.
Quinze jours plus tard, au Grand Prix des Pays-Bas, Rossi arrive avec la détermination de très bien se qualifier comme il le rappelle à la conférence de presse de mercredi et de stopper la série de Lorenzo. Tout au long des essais libres, Rossi se classe à chaque fois dans le haut du tableau. Vendredi après-midi arrive alors les qualifications. Rossi réalise la pole position en 1 min 32 s 627 en explosant le record du tour du circuit d'Assen en reléguant son plus proche adversaire Aleix Espargaró à plus de deux dixièmes, à noter qu'à contrario de Rossi, Lorenzo s'est qualifié en 8e position, une très bonne opération pour Rossi en vue de la course de samedi. Samedi après-midi, Rossi part très bien et garde la tête de la course en ayant Márquez derrière lui. Très vite, les deux hommes creusent l'écart avec le peloton et laisse derrière eux Lorenzo qui n'avait pas le rythme pour les concurrencer. Rossi mène la course du 1er au 19e tour, Márquez décide de passer à l'attaque et mène la course pendant 4 tours, Rossi malin comme Márquez précédemment décide de rester dans sa roue et d'analyser son adversaire, on peut voir qu'à différents partiels Rossi est plus rapide que Márquez et vice-versa. Rossi décide de planter son attaque à 3 tours de la fin en gardant une trajectoire extérieure pour éviter que Márquez le recroise. Durant ces 3 tours les deux pilotes ne se sont pas lâchés, et Márquez décide de tenter un dépassement à l'intérieur du virage dans la fameuse dernière chicane du d'Assen et pousse légèrement Rossi en dehors de la piste. Rossi est obligé de couper et ainsi a une meilleure accélération pour ravir la première place du Grand Prix, ce fut une dernière bataille digne des plus grandes de l'histoire de la MotoGP. Rossi remporte la 111e victoire de sa carrière et n'est plus qu'à 11 victoires du record du grand Giacomo Agostini. Avec la troisième place de Lorenzo, Rossi compte maintenant 163 points et prend ainsi dix points d'avance sur son coéquipier à un Grand Prix de la mi-saison.
Au Grand Prix d'Allemagne, le samedi Rossi se classifie 6e en qualification. Il prit un bon départ en doublant dans le premier tour Hernandez, un tour plus tard, il réussit à doubler Iannone. Il revient sur le trio de tête Lorenzo-Márquez-Pedrosa. Il dépasse Pedrosa à 23 tours de l'arrivée mais ne suit pas le rythme de Márquez qui est 1er et creuse l'écart. Il dépasse Lorenzo et prend la 2e place suivi de très près par Dani Pedrosa. Durant les tours restants, ils se suivirent mais Dani prit la 2e place et Rossi finit en 3e position et prend 3 points de plus que Lorenzo et en perd 9 sur Márquez. C'est son 9e podiums en 9 courses. Après le Grand Prix moto d'Allemagne 2015, 1er Rossi : 179 points, 2e Lorenzo : 166 points, 3e Iannone : 118 points.
De retour, 4 semaines plus tard, après la trêve estivale, Rossi aborde la 2e moitié du championnat en tête avec 13 points d'avance sur Lorenzo. Tout au long du week-end du Grand Prix d'Indianapolis, Rossi n'a pas le même rythme que ses concurrents directs. Il se qualifie le samedi en 8e position. Dès le 1er tour, il arrive à reprendre 2 positions. Un tour plus tard, Smith se rate à un virage et Rossi en profite pour le passer. C'est au tour de Iannone de se faire doubler par Rossi tandis que Márquez et Lorenzo ont déjà pris de l'avance. Contre toute attente, Rossi revient petit à petit sur Pedrosa. Il le double une 1re fois à 10 tours de la fin mais se fait redoubler quelques tours plus tard. Tous les deux jouent au chat et à la souris jusqu'à l'avant dernier tour où Pedrosa cède face à un Rossi qui lui prit l'intérieur avec autorité dans le 2e virage. Rossi finit 3e et réalise 10 podiums en 10 courses. Au championnat, Rossi est toujours 1er mais perd 4 points sur Lorenzo. Après le Grand Prix moto d'Indianapolis 2015, 1er Rossi : 195 points, 2e Lorenzo : 186 points, 3e Márquez : 139 points.
Une semaine plus tard, au Grand Prix de République tchèque, Rossi se qualifie en 3e, une très bonne qualification en 1er dans l'optique d'une victoire. Il réalise un départ moyen en perdant 2 places. Il réussit à les récupérer ses 2 places perdues en doublant Smith et Dovisiozo au 1er et 2e tour. Hélas, Lorenzo et Márquez ont déjà creusé l'écart, et Rossi ne put les suivre. Il termine pour la 3e fois consécutif en 3e position à 10,397s de Lorenzo. Il perd encore 9 points sur Lorenzo ce qui a pour conséquence de retrouver les deux pilotes Yamaha à égalité de points mais sur le classement, il y a avantage à Lorenzo qui détient plus de victoires que Rossi (5 contre 3 pour Rossi). Après le Grand Prix moto de République tchèque 2015, 1er Lorenzo : 211 points, 2e Rossi : 211 points, 3e Márquez : 159 points.
Quinze jours plus tard au Grand Prix de Grande-Bretagne, Rossi s’attend à une course difficile, il n'y a réalisé qu’un seul podium depuis que le GP est à Silverstone et il sait que Lorenzo y est très fort avec trois victoires et une 2e place sur les cinq dernières courses. Durant le week-end des essais libres, le rythme de course de Lorenzo est meilleur que celui de Rossi. Le samedi, Rossi se classe en 4e position, de très bons augures pour la course d’autant qu’il annonce de la pluie le lendemain. Dimanche matin, lors du Warm-up, Rossi réalise le meilleur temps de la session en 2.18,660 s, reléguant son plus proche Petrucci à plus de six dixièmes. Dimanche après-midi, tous les pilotes optent pour le choix des pneus secs car la course est déclarée sèche mais il a commencé à pleuvoir lors du tour de chauffe et les pilotes ont décidé de rentrer au stand pour prendre la deuxième moto. Une nouvelle procédure de départ est alors mise en place. La course est à ce moment-là déclarée mouillée. Rossi prit un bon départ et gagne une place au 1er tour. Le tour suivant, il dépasse Márquez et Espargaró, puis dans le 2e secteur, il prend la 1re place en doublant Lorenzo. Lui et Márquez creusent rapidement l’écart et roulent sur un autre rythme sur Lorenzo 3e à ce moment. Dans le 12e tour de course, Márquez chute au premier virage en suivant de très près Rossi et abandonne donc certainement ses chances de titre. Rossi temporisa après avoir pris connaissance de la chute de Márquez et ne se méfie pas des Ducati derrière de Petrucci et Dovisiozo. L’étonnant Petrucci revient petit à petit sur Rossi jusqu’à avoir seulement 1,6 s de retard à trois tours de la fin qui réalise là sa plus belle performance en MotoGP. Heureusement, Rossi remit les gaz, et termina la course en 1re position et ainsi remporte sa 112e victoire et n’est plus qu’à dix victoires d’égaler le grand Giacomo Agostini, il réalise par ailleurs son 12e podium en douze courses. Rossi déclara sur le retour de Petrucci : « À ce moment-là, je m'attendais à avoir environ huit secondes d'avance mais en passant dans la ligne droite, j'ai vu que je n'en avais que quatre, puis trois au tour suivant ! Je me suis dit qu'il fallait que je recommence à attaquer. Mais je ne voulais pas faire de faute parce que ces points sont importants pour le championnat. Mon erreur, ça a été de me détendre pendant un tour parce que je pensais avoir une plus grande avance et que Petrucci n'attaquerait plus puisqu'il s'agissait de son premier podium. Mais en MotoGP, on ne peut jamais se détendre ! ». Son coéquipier et adversaire direct pour le titre Lorenzo se classe en 4e position. Ainsi Rossi prend 12 points d’avance d’un coup à Lorenzo et reprend la tête du championnat. Après Grand Prix moto de Grande-Bretagne 2015, 1er Rossi : 236 points, 2e Lorenzo : 224 points, 3e Márquez : 159 points.
Mi-septembre à Misano, Márquez part deuxième sous un temps légèrement pluvieux et remporte la course alors que Rossi qui était juste derrière lui sur la grille, finit à la cinquième place malgré plusieurs changements de machine pour chacun à cause de la pluie. Lorenzo parti en pole position et qui se battait aux avant-postes, finit par chuter dans le vingtième tour et abandonne. Rossi gère donc sa course à ce moment-là pour prendre un maximum d'avance sur Lorenzo au championnat. Finalement, il accroit son avance et la porte à 23 points. Márquez est revenu à 40 point de Lorenzo et à 63 de Rossi.
Pour la 6e édition du Grand Prix moto sur le Motorland, Aragon Lorenzo est victorieux après une qualification en deuxième position. Rossi termine troisième après un départ en deuxième ligne à la sixième position. Márquez chute rapidement laissant la voie libre à Lorenzo qui revient au championnat à 14 points de Rossi à l'issue de la course. Après le Grand Prix moto d'Aragon 2015, 1er Rossi : 263 points, 2e Lorenzo : 249 points.
Arrive la tournée outre-mer avec le Japon au Twin Ring Motegi. Rossi devance Lorenzo d'une place en se classant deuxième à l'issue de la course. Il porte son avance à seulement 18 points, ce qui ne le met pas à l'abri pour la fin de la saison. Márquez au pied du podium termine derrière Lorenzo. Dani Pedrosa en remportant la course et à la suite de sa deuxième place à Aragon rattrape rapidement Iannone en passant de la septième à la cinquième place au championnat devant Smith. Après le Grand Prix moto du Japon 2015, 1er Rossi : 283 points, 2e Lorenzo : 265 points.
Sur le Circuit de Phillip Island en Australie, Márquez confirme sa pole par une victoire tandis que Lorenzo le suit et rattrape ainsi de 7 points son retard au championnat sur Rossi, qui lui termine au pied du podium derrière Iannone à seulement 1,058 seconde du vainqueur. Rossi sentant le danger de ne pas gagner son dixième titre s'en prend à Márquez devant les caméras, lui reprochant d'aider Lorenzo, ce que beaucoup considèrent comme non fondé. Malgré cette victoire, et même si elles étaient maigres, les chances pour Márquez de gagner le championnat se sont désormais toutes envolées. En revanche, la fin de la saison s'annonce compliquée pour Rossi qui voit son coéquipier chez Yamaha revenir à l'équivalent d'une cinquième place, soit 11 points. À ce moment donc, en cas de victoire de Lorenzo en Malaisie ou à Valence par exemple, une quatrième place de Rossi sur ce même GP laisserait passer l'Espagnol en tête.
Dernier GP outre-mer avant le retour en Espagne pour la manche finale, Sepang promet beaucoup de bagarre, Márquez étant vexé des affirmations de Rossi. Et c'est en effet le cas, Lorenzo fait une belle course mais termine deuxième, n'arrivant pas à rattraper un Pedrosa des grands jours. Derrière la bataille entre Marquez et Rossi est terrible, plus de dix dépassements entre ces deux pilotes. L'épilogue tragique est au septième tour seulement les deux pilotes luttent. Rossi entraine Marquez au large dans un virage pour lui signifier son mécontentement et lui assène un coup de genou, qui envoie Marquez au sol. Rossi termine donc troisième avec seulement 7 points d'avance au championnat sur Lorenzo mais la direction de course et la Dorna le pénalisent en le faisant partir de la dernière place sur la grille à Valence. La messe est presque dite après ce qui sera appelé le « SepangGate », l'Espagnol en Espagne aura le champ libre pour rattraper son coéquipier au championnat. Rossi, à moins d'un miracle, voit s'envoler le titre. Après le Grand Prix moto de Malaisie 2015, 1er Rossi : 312 points, 2e Lorenzo : 305 points.
Voici donc Valence, ultime étape d'un championnat entaché d'une affaire entre Rossi et Marquez. Rossi part donc en fond de grille, à la 26e place et à la suite d’un jugement de la Fédération très critiqué. En finissant une place seulement derrière l'autre pilote Yamaha, et peu importe laquelle, il pourrait encore remporter le titre. Il fait une course fantastique en remontant à la quatrième place. Mais Lorenzo plus motivé que jamais et parti en pole, fera une course parfaite sur un rythme très élevé, et terminera en grand vainqueur devant Marquez et Pedrosa, trois Espagnols chez eux. Certains commentateurs estimeront que l'attitude de Marquez, qui n'a à aucun moment attaqué Lorenzo et qui a même sèchement contré Pedrosa revenu sur eux, pourrait confirmer l'entente dénoncée par Rossi entre Lorenzo et Marquez. Il a même été question d'une entrevue entre ces deux pilotes en Andorre avant l'Australie. Chacun s'est fait une opinion sur cette polémique qui appartient désormais à l'histoire du sport moto. Classement final : 1er Lorenzo : 330 points, 2e Rossi: 325 points, 3e Marquez : 242 points.
Finalement après les 18 GP, Rossi aura mené le championnat jusqu'à la dernière course en faisant 15 podiums mais seulement 4 victoires et son coéquipier, un peu moins régulier, sera sacré champion du monde pour la troisième fois avec 7 victoires tout de même. Il manque sa dixième couronne pour seulement 5 points et entame l'intersaison, après ce beau championnat gâché par une polémique qui conduira les supporters des deux camps à une grande violence sur les réseaux sociaux. C'est une nouvelle place de vice-champion pour le Docteur, sa cinquième après cette quatorzième saison en MotoGP et vingtième en championnat du monde.
À 37 ans, Valentino Rossi rempile pour une nouvelle saison de la catégorie reine. Yamaha annonce dès le premier grand prix du Qatar avoir signé jusqu'en 2018 pour 2 nouvelles saisons avec ce dernier.
Valentino Rossi commence la saison en se qualifiant en 5e position, la course fut relativement calme. Rossi n'a jamais pu attaquer Marquez qui était juste devant lui, il finit le Grand Prix du Qatar en 4e position.
Quinze jours plus tard au GP d'Argentine, Rossi se qualifie en 2e position, avec le problème de pneu de Redding, Michelin, l'IRTA et la Dorna sont tombés d'accord sur le fait qu'il y aura un flag to flag pendant la course entre le 9e et 11e tour. La première partie de la course annonça un mano a mano entre Marquez et Rossi, les deux étaient roue en roue. Après l'arrêt au stand, Marquez a creusé l'écart très facilement sur Rossi qui eut un problème de feeling avec sa deuxième moto, il se fit remonter petit à petit par Vinales, Dovisiozo et Iannone. Vinales chute mais reste les Ducati qui doubla Rossi. Rossi n'a rien pu tenter sur ses deux compatriotes italiens, mais dans le dernier tour à l'avant dernier virage, Iannone a tenté un dépassement suicide sur son coéquipier qui le mit par terre. Valentino Rossi obtient alors une deuxième place inespérée. Il est alors deuxième du championnat à 8 points de Marquez. Les deux prennent déjà un peu de distance après la chute de Jorge Lorenzo.
Au Grand Prix d'Austin, Rossi obtient encore une première ligne en se qualifiant en 3e position, ce qui n'est pas dans l'habitude de l'Italien depuis son retour chez Yamaha en 2013. Le GP démarre mal pour Rossi qui brûla son embrayage, ce qui a eu pour conséquence de se faire dépasser très rapidement et facilement par beaucoup de pilotes dans la longue ligne droite du circuit d'Austin, en effet, il rendit environ 15 km/h par rapport à ses adversaires. Rossi commence alors à remonter peu à peu, se sentit à l'aise en pressant Pedrosa mais deux tours plus tard, le nonuple champion du monde chute de l'avant dans les virages rapides. Une opération comptable qui ne l'arrange pas au classement du championnat du monde. Rossi déclara après le Grand Prix : « Ces pneus sont très performants et je les apprécie, mais ils ne pardonnent pas quand vous commettez une erreur. Avec les Bridgestone vous ne tombiez presque jamais, au mieux, vous sortiez un peu large, mais avec ceux-ci tout est différent ».
Alors que Valentino Rossi avait confirmé qu’il continuerait chez Yamaha en 2017 et 2018 dès le début de l’année, son coéquipier Jorge Lorenzo a pris son temps avant de prendre sa décision et a finalement été annoncé chez Ducati pour les deux prochaines années juste avant la quatrième manche de la saison.
Arrivé au Circuit de Jerez jeudi, Rossi a commenté la nouvelle devant les médias et s’est dit curieux de voir son coéquipier sur Ducati, ayant lui-même tenté de s’imposer avec la Desmosedici en 2011 et 2012. Questionné au sujet du choix de son coéquipier, Rossi a répondu : « C’est difficile à dire pour moi mais c’est plus ou moins la même décision que la mienne. C’est à une époque différente mais ce sont des moments similaires dans nos carrières. La Ducati semble avoir beaucoup progressé ces deux dernières années et c’est une moto compétitive, et certainement très différente de la Yamaha. Je connais le talent de Lorenzo en tant que pilote et je pense qu’il pourra être compétitif chez Ducati. » Vendredi, Rossi attaque le GP d'une très bonne manière en étant régulièrement en haut du tableau lors des trois séances d'essais libres. Samedi, à la surprise de tout le monde, même de son équipe, Valentino Rossi réalise sa 62e pole position dans son dernier tour lancé, et rejoint ainsi Lorenzo comme codétenteur du record de pole. Nous savions que la victoire se jouera entre les trois cadors, Rossi, Marquez et Lorenzo. Dimanche, Rossi en pole prit un bon départ et garde la tête de la course. Il est suivi de près par Lorenzo et Marquez. Lorenzo tenta un dépassement sur Rossi qui le reprit à l'intérieur le virage plus tard. Au fil des tours, Rossi prend de l'avance sur Lorenzo qui roule régulièrement trois dixièmes moins vite, jusqu'à avoir trois secondes d'avance. Rossi remporte sa première victoire de la saison et la 113e de sa carrière d'une main de maître en étant premier de la course du premier au dernier tour. Il n'avait plus gagné depuis Silverstone. Fait étonnant, Rossi n'avait jamais remporté jusqu'à maintenant une course en menant tous les tours. Il réalise aussi pendant le GP, le Hat trick, pole position, victoire et record du tour. Rossi reste 3e au championnat mais réduit un peu l'écart sur Marquez (24) et Lorenzo (7). Il est maintenant à 9 victoires des 122 succès du Grand Giacomo Agostini.
Le GP de France permet à Rossi d'ajouter 20 points supplémentaires à son palmarès. En retrait aux séances d'essais libre, il finit par décrocher une 3e position à la FP4. Mais pour les qualifications, il commet une erreur et déclara : « Si j’étais parti de moins loin sur la grille, j’aurais peut-être pu être plus proche de Lorenzo, mais c’est de ma faute. Vendredi, nous avons essayé de résoudre des problèmes alors qu’il aurait suffi d’utiliser la nouvelle gomme et samedi, j’ai commis quelques erreurs en qualifications. » Il se qualifie en 7e position, ce qui ne lui permettra pas de rejoindre Lorenzo parti en leader dès le début de la course. Il fera tout de même une très belle course en terminant second et en ayant doublé Marquez. Après la course, il déclara : « ces 20 points valent de l'or, parce que maintenant nous sommes trois en 12 points au classement général. En outre, la Yamaha a confirmé qu’elle était compétitive, surtout en course »
Très attendu par les fans de Valentino, le grand prix d'Italie au Mugello débuta dans un contexte particulier puisque Rossi lui-même fit un appel au calme en direction de ses fans afin que le GP se passe dans les meilleures conditions possibles et que tous les pilotes soient respectés, en références aux sifflets du GP de l'année dernière sur le podium. Il présente un casque spécial à l'occasion du GP intitulé « MUGIALLO » afin d’illustrer l’association chaleureuse entre les collines de la Toscane et le jaune qui l’habille. Il se qualifie en pole position le samedi, et montrait sa détermination à gagner et à s'imposer chez lui. Mais malheureusement, à 15 tours de l'arrivée, le moteur de Rossi rendit l'âme.

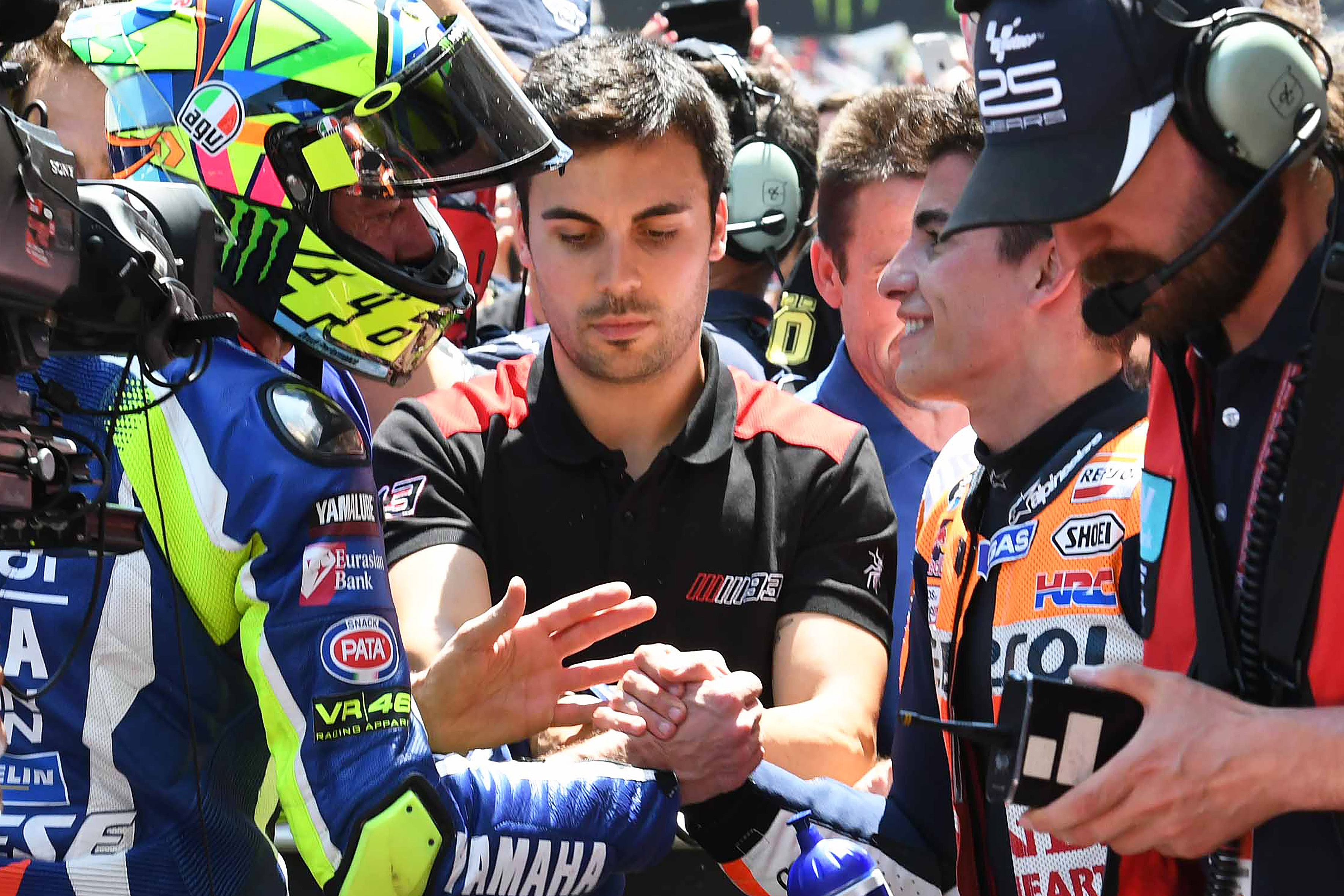
La réconciliation entre Marc Marquez et Le Docteur à la fin du Grand Prix de Catalogne 2016.

Après ce GP, Rossi accusa un retard de 37 points sur le leader du classement général. À l'issue du GP, il déclara : « La seule chose positive est que j'ai eu la confirmation d'être très compétitif. Je suis plus rapide que l'an dernier. Je ne roule pas tout le temps sur la défensive, je peux attaquer comme il me plaît de le faire. »
Il aura l'occasion de prendre sa revanche au GP de Catalunya. Après une qualification en 5e position et un très bon warm-up le dimanche matin, il prit un départ mitigé mais passa tout de même de la 7e à la 4e position en très peu de temps. Il doubla ensuite Pedrosa, puis Marquez et Lorenzo pour se placer en tête du GP. Avec la dégradation des pneumatiques, Marquez tenta de revenir au contact puis de dépasser Rossi. Après un duel de courte durée, Rossi finit premier du grand prix devant Marquez et les deux champions enterrent la hache de guerre à cause du décès récent de Luis Salom.
La pluie s'invite à Assen, Rossi s'est qualifié en deuxième position derrière son compatriote Dovizioso. Un flag to flag est probable lors de cette course. Valentino Rossi sort en tête au premier virage et Lorenzo est tout de suite à la peine avec les pneus pluie Michelin. Les Ducati sont très performantes sous la pluie et s'invitent aux avant-postes devant Rossi. Mais la pluie redouble et la course est suspendue à douze tours de la fin. Un nouveau départ est donné sur une piste très humide et cinq pilotes chutent rapidement, Rossi repasse en tête avant de chuter lui aussi, Marquez est deuxième et compte bien sur ces 20 points au championnat pour distancer Rossi de 42 points et Lorenzo de 24.
Sur piste humide encore une fois, Marquez part en pole devant Barbera et Rossi au GP d'Allemagne. Au fur et à mesure la piste sèche, les pilotes changent de moto mais Rossi n'obéit pas à son stand et attend que Dovizioso rentre pour le faire également. Il finit par rentrer, comme les 3 autres pilotes de tête mais c'est trop tard, Marquez a changé à temps et termine au Sachsenring en vainqueur. Rossi se bat mais terminera tout de même huitième quand Lorenzo finit quinzième toujours en difficulté avec les Michelin sous la pluie. Marquez marque donc une bonne avance au championnat sur ces deux concurrents de la marque au diapason. Rossi lui remonte tout doucement sur Lorenzo.

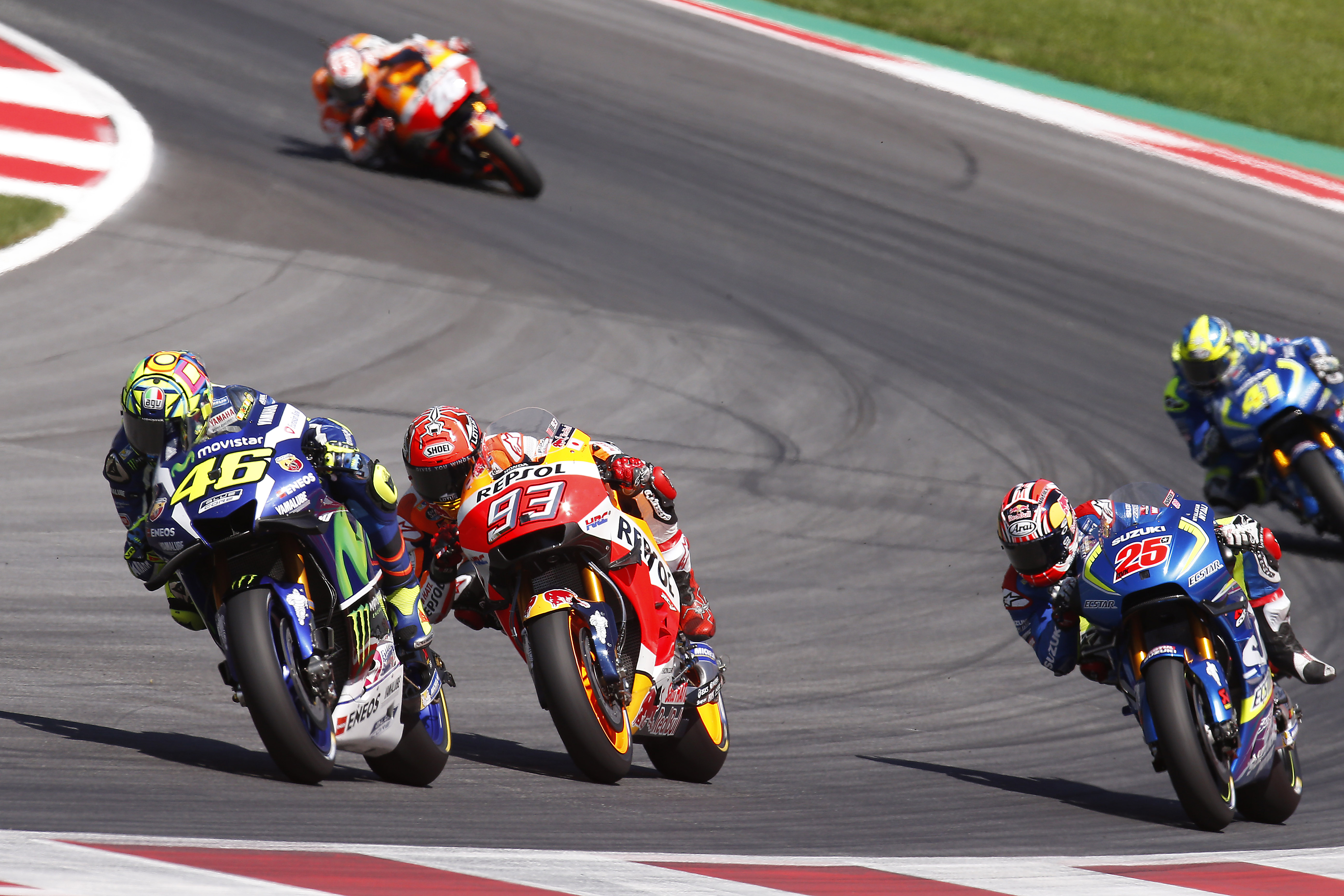
Valentino Rossi finissant quatrième du Grand Prix devant Marc Márquez, Maverick Viñales, Aleix Espargaró et Daniel Pedrosa.

Marquez s’est blessé à l‘épaule la veille du Grand Prix sur le Red Bull Ring à Spielberg, c'est l'occasion pour Rossi et Lorenzo de le rattraper aux points. La piste est très chaude et les Ducati ultra rapides, au finish, Iannone est devant Dovizioso puis Lorenzo qui sur le sec s'en sort bien. Rossi n'a pas pu faire mieux que quatrième après avoir attaqué comme un beau diable et Marquez sauve les meubles avec une correcte cinquième place.
Le week-end du 21 août, c'est le GP de République tchèque, à Brno. Rossi fête sur ce circuit même les 20 ans de sa première victoire en GP. Il commence fort son week-end avec un 2e chrono prometteur. Ensuite, Rossi termine les FP2 et FP3 à la 5e place et la FP4 à la 4e. La qualification est loin d'être la meilleure de sa carrière : il signe un petit 6e temps. Le dimanche, la course s'annonce mal pour le nonuple champion du monde car il signe seulement le 10e chrono de la séance. Rossi réalise un départ moyen puisqu'il se retrouve 13e au pire moment de la course. Mais Vale a plus d'un tour dans son sac puisqu'il va remonter 11 pilotes l'un après l'autre (Marc Marquez entre autres) pour terminer 2e du GP derrière la surprise : l'anglais Cal Crutchlow. Marquez complète le podium. Loris Baz, le pilote français, termine 4e du GP après une superbe course et un superbe choix pneumatique. Le champion du monde en titre Jorge Lorenzo termine 17e et dernier du GP après être rentré au stand.
Le week-end du 4 septembre, c'est le GP de Grande-Bretagne, à Silverstone. Les essais ne sont pas concluants pour Rossi qui se qualifie en Q2 de justesse à la 10e place. Bien sûr, la qualification se passe beaucoup mieux puisqu'il signe la 2e place sur la grille de départ. Le dimanche, la course est neutralisée (le drapeau rouge est agité) à cause d'un accident dès le premier tour de course impliquant Pol Espargaro et le Français Loris Baz qui ne participeront pas au 2e départ. Lors du deuxième départ, Rossi fait le hole shot. Maverick Viñalès prend rapidement le commandement de la course. Crutchlow est 2e à ce moment-là. Vers les derniers tours de course, Marquez va titiller Rossi, alors une série de dépassement osés ont lieu entre les deux pilotes. Marquez, très incisif, passe Rossi qui joue la prudence. Marquez va rattraper Crutchlow où une bagarre éclate également. Marquez va quasiment pousser Crutchlow pour le dépasser mais va finalement tirer tout droit, faute de n'avoir pas freiner pour « pousser » Crutchlow. Alors Rossi reprend la 3e place. Viñalès gagne le Grand Prix et sa première victoire en MotoGP devant Crutchlow, Rossi et Marquez qui, à cause de ses excès d'orgueils, s'est vu le podium lui échapper des mains. Rossi lui reprend donc, encore une fois, quelques points.
Le week-end du 11 septembre, c'est le GP de Saint-Marin, à Misano. Rossi prend l'avantage dès la première séance d'essais libres puisqu'il signe le meilleur chrono. Un 6e et 8e chrono en FP2 et FP3 sont moyens. Il signe le meilleur chrono de la FP4 et en qualification, qui se passe toujours bien pour Rossi, lui fait prendre la 2e place sur la grille de départ derrière Lorenzo qui bat le record de la piste de presque 3 dixièmes. Dimanche, au départ, Rossi garde sa place sur la grille de départ derrière le pole man : Jorge Lorenzo. Deux tours plus tard, Rossi tente un dépassement très limite sur Lorenzo : il est obligé de redresser la moto pour laisser s'infiltrer Rossi à l'intérieur. Pedrosa, faisant une remontée exceptionnelle et ayant doublé Marquez ainsi que Lorenzo, se retrouve à la hauteur de Rossi après que ce dernier a mené les 19 premiers tours de la course. Pedrosa va doubler Rossi d'une façon un peu similaire au dépassement de Rossi sur le champion du monde en titre et remporter sa première victoire de l'année. Lorenzo complète le podium et Marquez termine 4e. Cette année est bien différente des autres en MotoGP car déjà 8 pilotes différents ont remporté au moins une course : Lorenzo, Marquez, Rossi, Miller, Iannone, Crutchlow, Viñalès et Pedrosa.
Le week-end du 25 septembre, c'est le GP d'Aragon, à Alcaniz, en Espagne. Rossi commence bien son week-end avec une 2e et 4e place aux FP1 et FP2. Une petite chute de l'arrière pour Rossi à la FP3 l'empêche de faire des chronos donc il signe un 8e temps. En qualification, Rossi n'a pas trouvé les bons réglages pour la séance ; il se place 6e sur la grille de départ. Rossi prend un bon départ puisqu'il prend la 4e place dès le premier virage. Marquez fait une erreur et évite la chute de peu : il se retrouve 5e. Rossi est donc 3e. Ce dernier va dépasser Lorenzo et Viñalès pour s'installer en tête lors de quelques tours. Marquez remonte petit à petit et va doubler Rossi pour ne plus le revoir. Rossi, ayant bien user ses pneus en 1re partie de course, se fait rattraper et doubler par Jorge Lorenzo. Marquez gagne et assoit encore plus sa détermination d'aller chercher un 3e titre de MotoGP et sa domination sur le championnat. Dans l'ordre, Lorenzo et Rossi complète le podium.
Le week-end du 16 octobre, c'est le GP du Japon, à Motegi. En qualification, Rossi, plus déterminé que jamais, profite des erreurs de Marquez pour signer la pole position du Grand Prix du Japon. Le dimanche, Rossi prend un assez bon départ qui le place 3e. Rossi va dépasser Lorenzo pour accrocher la 2e place et se met en objectif : rattraper Marquez. Mais malheureusement, en forçant trop certainement, Rossi perd l'avant dans un virage à droite très étroit. Il abandonne le GP. Dans les cinq derniers tours, c'est Lorenzo qui chute également. Marquez étant en tête, le titre de champion du monde lui tend les bras. Marquez gagne la course et est titré champion du monde Moto GP pour la 3e fois et obtient donc un cinquième titre en tout. Andrea Dovizioso et Maverick Viñalès complète le podium.
Le week-end du 23 octobre, c'est le GP d'Australie, à Philip Island. Rossi termine les séances FP1, FP2, FP3 et FP4 en 20e, 6e, 12e et 14e. Rossi accède donc pour la première fois de sa carrière en Q1. Rossi ne brille pas en qualification puisqu'il signe un 15e temps très médiocre alors qu'en Q2, Marquez signe la pole position. Le dimanche, Rossi réalise un bon warm-up qui le met en confiance pour la course. Au départ, il remonte petit à petit ses adversaires (dont Lorenzo, Viñalès, etc.) jusqu'à ce que Marquez, qui c'était installé en tête avec beaucoup d'avances, chute dans un virage étroit à droite. Crutchlow prend donc le commandement de la course et Rossi remonte jusqu'en 2e position et Lorenzo jusqu'en 6e position. Aleix Espargaro chute à quelques tours de l'arrivée. Crutchlow remporte la course et gagne pour la 2e fois cette saison. Rossi et Viñalès complètent le podium.
Le week-end du 30 octobre, c'est le GP de Malaisie, à Selangor, sur le circuit de Sepang. Rossi fait des assez bons essais qui lui permet d'accéder directement en Q2 contrairement à l'Australie. En qualification, Rossi réalise un chrono très prometteur qui le place en 2e position sur la grille derrière le pole man : Andrea Dovizioso. Dimanche, Rossi fait un bon départ et va prendre rapidement le commandement de la course pour se bagarrer avec Iannone, Dovizioso, Marquez et Crutchlow. Trois pilotes parmi ceux-là vont chuter : il s'agit de Crutchlow, Iannone et Marquez. Seul ce dernier pourra repartir. Dovizioso et Rossi sont donc les seuls en tête. Dovizioso va passer Rossi grâce à une erreur du nonuple champion du monde. Rossi, ayant bien usés ses pneus, perd petit à petit le contact avec Dovizioso. Donc après Lorenzo, Marquez, Rossi, Miller, Iannone, Crutchlow, M. Viñalès et Pedrosa, c'est Dovizioso qui s'ajoute à la liste des différents vainqueurs de 2016. Les deux pilotes Yamaha Movistar complètent le podium. Rossi assure son titre de vice-champion du monde grâce à sa 2e place. Le pilote français Loris Baz, qui excelle sous la pluie, termine 5e derrière son coéquipier.
Le week-end du 13 novembre, c'est le dernier GP de la saison. Il se déroule en Espagne, à Cheste dans la Communauté Valencienne, sur le circuit Ricardo Tormo. Rossi part en 3e position sur la grille. Dès le départ, Lorenzo va prendre de l'avance. Derrière, un groupe composé de Rossi, Marquez, Viñalès et Iannone est mené par le nonuple champion du monde. Ce dernier se fait dépasser par Marquez et se bagarre avec Iannone. Le pilote Ducati commence à s'envoler au désavantage de Rossi. Dans les derniers tours, Lorenzo se fait rattraper petit à petit par Marquez. Trop tard pour Marquez qui échoue à seulement 1 seconde de Lorenzo au lieu de 5. Iannone complète le podium et Rossi termine 4e de la dernière course de la saison. Classement général final : 1. Marquez 298 pts, 2. Rossi 249 pts [-49 pts], 3. Lorenzo 233 pts [-65 pts].
Cette saison 2016 très mouvementée restera dans les mémoires de tous les fans. Entre moment de joie et de tristesse après le décès du regretté Luis Salom, cette saison aura été très compliquée pour Rossi. Ses multiples chutes en course et son problème technique dans son jardin lui ont fait perdre des éventuelles chances de titre.

### Début du déclin
La saison 2017 commence le week-end du 26 mars avec le GP du Qatar, à Doha, sur le circuit de Losail. Rossi commence très mal sa saison en signant le 9e, 6e, 10e et 13e chrono en FP1, FP2, FP3 et Warm-Up : ce qui est très médiocre. Les séances de qualification étant annulées à cause des conditions du circuit, les chronos de la FP3 sont repris pour la grille de départ ce qui classe Rossi en 10e position. Le dimanche, la course est retardée à cause une nouvelle fois des conditions météorologiques et de piste. Quand le circuit est opérationnel et la pluie qui a cessé de tomber, la course commence. Rossi se place en 7e position dès le premier virage tandis que le Français Johann Zarco prend rapidement le commandement de sa toute première course Moto GP. Ce dernier met 2 secondes au champion du monde en titre jusqu'à malheureusement tomber dans le 2e virage. Lorenzo, lui, commet une erreur dès le début de la course ce qui lui fait perdre de nombreuses places. Rossi remonte 4e. Iannone, qui fait un excellent début de course chute : Rossi est maintenant virtuellement sur le podium. Une bataille fait rage entre M. Viñalès et Dovizioso pour la gagne alors que Rossi, très proche d'eux, ne sera que simple spectateur. La course est finalement remportée par M. Viñalès, suivi par Dovizioso, Rossi, Marquez, Pedrosa et A. Espargaro qui réalise un excellent résultat sur l'Aprilia. Lorenzo termine 11e.
Le week-end du 9 avril, c'est le GP d'Argentine, à Termas de Rio Hondo, sur le circuit du même nom. Rossi réalise un très mauvais début de week-end en signant deux 16e places, une 17e place et une 13e place en FP1, FP2, FP3 et FP4. Rossi accède à la Q1 pour la deuxième fois de sa carrière mais au contraire de l'Australie 2016, il se qualifie en Q2 grâce au 2e temps de la séance. En Q2, Rossi signe une 7e position un peu plus prometteuse. Après un warm-up médiocre (12e), la course s'élance ; Rossi gagne deux positions et Lorenzo chute. Marquez s'envole pour la victoire dès les premiers tours en mettant 2 s à Viñalès pour finalement chuter dans le 3e tour. Zarco, partit 14e, réalise une superbe remontée qui le place en 4e position. Comme Marquez et Lorenzo, Pedrosa, Dovizioso et A. Espargaro finissent leur course dans les graviers. À ce moment-là Viñalès est en tête ; Crutchlow et Rossi étant derrière l'Espagnol à 2 s. Dans la fin de course, Rossi parvient à doubler Crutchlow qui termine sur la troisième marche du podium. Rossi fait 2e et M. Viñalès remporte la deuxième course du championnat du monde. Il est le premier pilote après Wayne Rainey en 1990 à gagner les deux premières courses du championnat sur une Yamaha. L'excellent Zarco fait 5e.

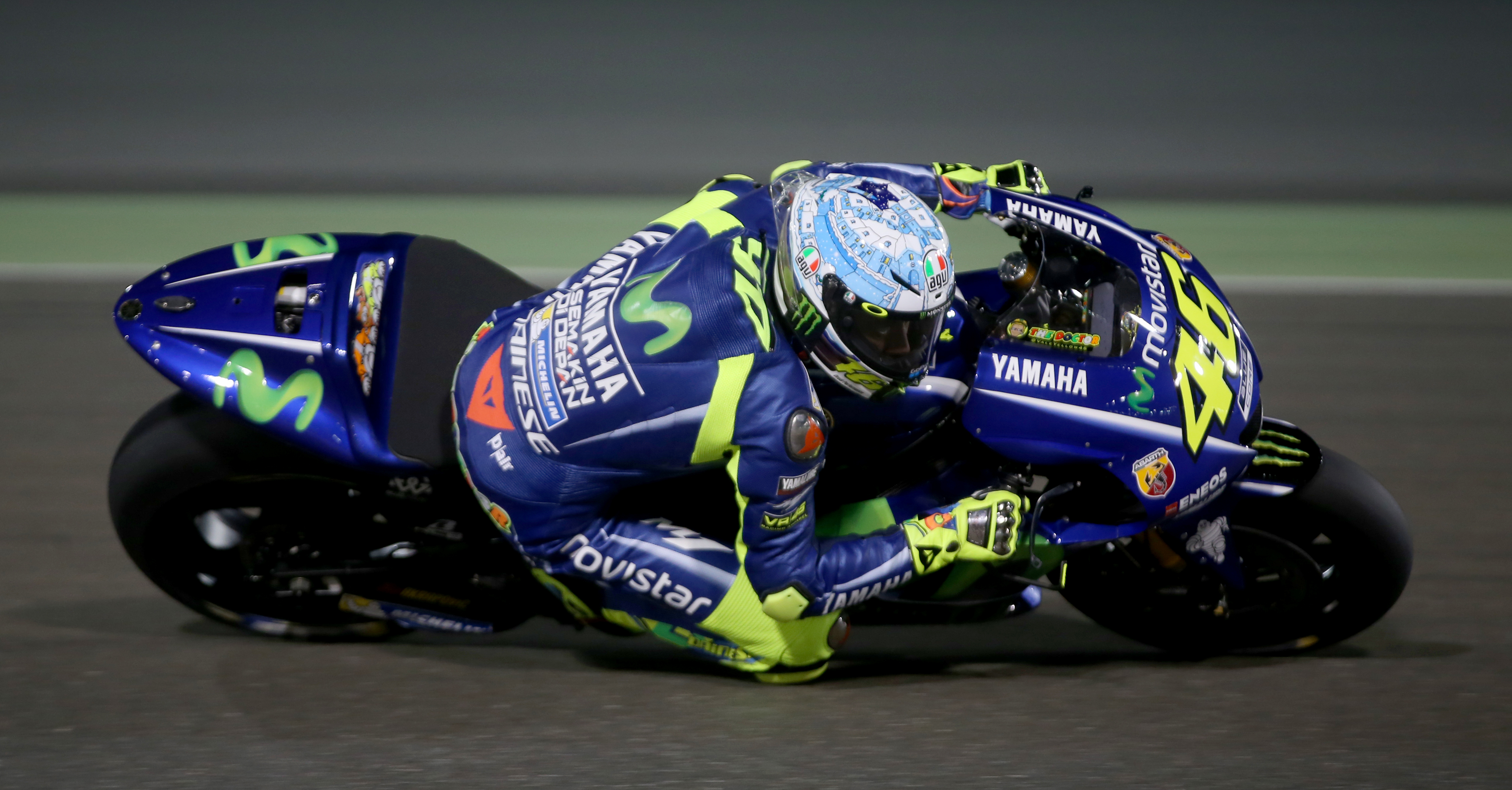
Rossi lors du test de Losail.

Le week-end du 23 avril, c'est le GP des États-Unis, au Texas, à Elroy (près d'Austin), sur le Circuit des Amériques. Rossi commence fort le week-end en signant le 8e chrono de la FP1, 4e de la FP2, 6e de la FP3 et 8e en FP4. Il se qualifie directement en Q2 sans passer par la Q1 pour signer le 3e chrono de la séance et se retrouver en première ligne. 4e temps du warm-up, Rossi est en confiance pour la course qui va suivre. Au départ, Rossi ne gagne ni ne perd aucune position. Le leader du championnat du monde chute très peu de temps après le lancement de la course. Le Français Johann Zarco remonte très vite pour se placer derrière Rossi mais quelques tours plus tard, Zarco essaie de dépasser Rossi. Le nonuple champion du monde, qui ne le voyait pas sent sa présence au dernier moment et est contraint à tirer tout droit ce qui lui fait gagner du temps : la direction de course le pénalise de 3 dixièmes à la fin de la course. Pedrosa, en tête jusqu'à présent, se fait dépasser par le roi d'Austin ; Marc Marquez qui creuse l'écart pour s'envoler loin devant. Derrière, les pneus de Pedrosa, beaucoup sollicité, se détruisent plus vite que normalement ; Rossi en profite pour le doubler et creuser l'écart. Marquez remporte le GP devant Rossi (sa pénalité n'a servi à rien car il avait plus de 3 dixièmes d'avance sur Pedrosa à l'arrivée). Crutchlow double Zarco : Crutchlow est 4e, Zarco 5e et Lorenzo 9e. Au passage, Rossi prend la tête du championnat du monde avec 6 pts d'avance sur son coéquipier. À 38 ans, Rossi démontre toujours son grand talent et son énorme potentiel.
Le week-end du 7 mai, c'est le premier GP d'Espagne, en Andalousie, à Jerez de la Frontera, sur le circuit du même nom. Rossi commence mal son week-end en signant des chronos très médiocres : 16e en FP1, 12e en FP2, 5e en FP3 et 8e en FP4. La qualification suit la même longueur d'onde. Rossi s'élancera 7e. Lors du départ de la course, Rossi ne perd ni ne gagne aucune position. Zarco lui remonte petit à petit, chacun des pilotes pour se positionner 2e. Pedrosa, qui a réalisé un excellent week-end, part seul en tête. Lorenzo, en forme, remonte lui aussi. À l'inverse, Rossi et M. Viñalès rétrograde dans le classement pour les retrouver à la fin de la course 10e pour Rossi et 6e pour son coéquipier. Pedrosa remporte le GP devant Marquez et Lorenzo. Johann Zarco, auteur d'une superbe course, réalise son meilleur résultat en Moto GP : 4e. Dovizioso complète le Top 5. Rossi garde malgré tout la tête du championnat du monde.
Le week-end du 21 mai, c'est le GP de France, dans la Sarthe, au Mans, sur le circuit Bugatti. Rossi est très en forme car il signe le 8e chrono de la FP1, 10e en FP2, 4e en FP3 et 2e en FP4. La qualification se passe parfaitement car il réalise le 2e chrono de la séance derrière celui de M. Viñalès et devant celui de Johann Zarco. Lors de la course, c'est Zarco qui se hisse en tête dès le second virage alors que Rossi est 4e derrière Marquez. Rossi repasse Marquez quelques virages après le départ. Cinq tours plus tard, M. Viñalès prend la tête du GP. Alors que le classement ne bouge pas depuis un certain temps en tête, Marquez commet une erreur et tombe : il abandonne la course. Alors qu'on approche de la fin de la course, Rossi parvient à passer le local de l'étape et à revenir sur le leader en très peu de temps. À deux tours de la fin, Rossi s'empare du commandement. Il commet ensuite deux erreurs dans le même virage en deux tours ; la dernière lui faisant perdre la tête de la course. Rossi s'arrache dans le dernier tour pour redoubler M. Viñalès mais va malheureusement chuter et abandonner à seulement quatre virages de l'arrivée. Le classement course et général sont bouleversées. M. Viñalès gagne le GP et reprend la tête du championnat tandis que Zarco termine 2e, Pedrosa 3e et l'autre Français Loris Baz finit 9e. Rossi se retrouve 3e du classement général.
Le lendemain du Grand Prix de France, le monde de la moto est en deuil : la légende du MotoGP Nicky Hayden s'éteint à seulement 36 ans. Pour cause : une voiture l'avait fauché le mercredi 17 mai pendant son entraînement de vélo et il avait été transporté à l'hôpital le plus proche en Italie. Les médecins ont engagé son pronostic vital et avaient diagnostiqué plusieurs traumatismes crâniens. Il est décédé dans ce même hôpital le lundi 22 mai dans l'après-midi.
Le week-end du 4 juin, c'est le GP d'Italie, en Toscane, près de Florence, sur l'Autodromo internazionale del Mugello. Rossi est incertain pour son GP national à cause d'une chute en motocross le jeudi après le GP de France. Il pourrait être forfait pour le GP. Rossi annonce le jeudi juste avant le GP sa présence en course le week-end. Rossi, blessé, ne réalise des petits chronos qui le place 15e en FP1 et 12e en FP2. Le samedi, malgré une petite chute, Rossi réalise de superbe chrono qui font un peu oublié ses blessures d'hier : 1er en FP3, 2e en FP4 et 2e en qualification. Au départ de la course, 69 secondes de silence sont opérées en hommage au pilote américain. Rossi réalise le holeshot avec un très bon départ. Une bagarre a lieu entre les 5 premiers pilotes de la course : Rossi, M. Viñalès, Marquez, Dovizioso et la surprise Petrucci. Tous ces pilotes vont se passer, se repasser pour que Dovizioso prenne le commandement devant Petrucci, Viñalès et Rossi qui est trop loin pour tenter une éventuelle attaque. M. Viñalès va réussir à passer Petrucci dans les derniers tours et à terminer 2e. Dovizioso remporte son 3e GP en catégorie reine. Petrucci termine 3e devant Rossi. Marquez est 6e, Zarco 7e, Lorenzo 8e alors que Pedrosa tombe dans le dernier tour.
Le week-end du 11 juin, c'est le deuxième GP d'Espagne, en Catalogne, près de Barcelone, sur le circuit de Montmelo. Rossi réalise des chronos très médiocres : 17e en FP1, 10e en FP2, 15e en FP3 et mieux en FP4 : 5e. Rossi est donc pour la 3e fois de sa carrière en repêchage pour la Q2 mais malheureusement Rossi n'accède pas à la séance suivante et se qualifie 13e pour la course. Le lendemain, au départ, Rossi gagne trois places dès le premier virage : il est 10e. Dans les quelques tours suivants, il va reperdre ces trois positions pour se retrouver à sa place de départ. Devant, c'est Lorenzo, Marquez et Pedrosa qui mènent le peloton. Rossi remonte petit à petit pour se placer 9e derrière Lorenzo qui lui a beaucoup rétrograder au classement. Mais le nonuple champion du monde perd lui aussi le contact et lâche l'affaire. Lorenzo, à l'inverse, reprend des couleurs pendant que Dovizioso passe en tête. Dovizioso part loin devant et remporte sa 2e victoire cette saison après celle du week-end dernier. Marquez et Pedrosa complètent le podium. Lorenzo est 4e, Zarco 5e, Rossi 8e et M. Viñalès, qui est en grande difficulté termine 10e. Au championnat, Viñalès ne mène plus que de 7 pts sur Dovizioso. Rossi est 5e à 28 pts (il s'est rapproché du leader du classement général).

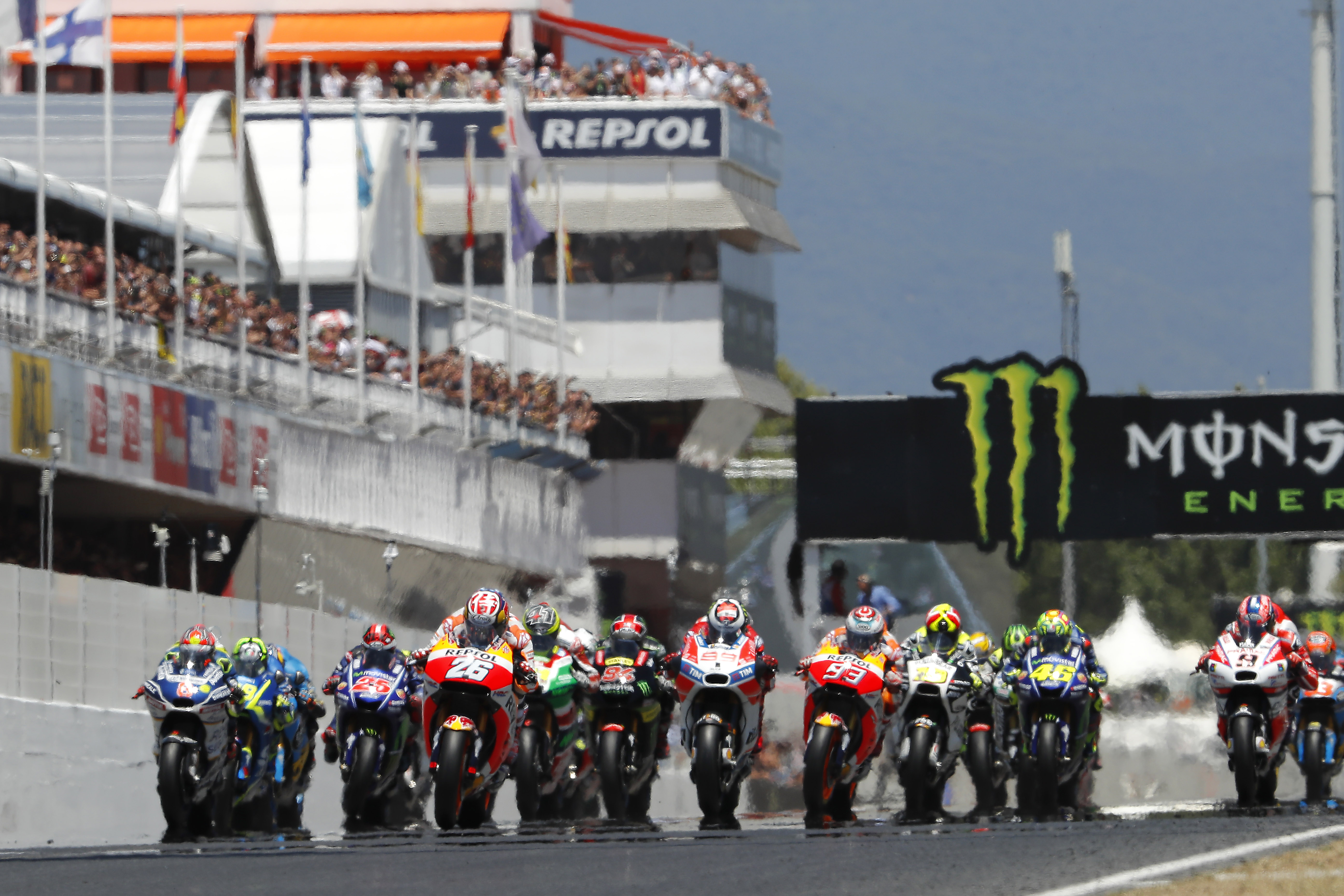
Les pilotes (Rossi ett à droite).

Le week-end du 25 juin, c'est le GP des Pays-Bas, dans la cathédrale d'Assen, sur le circuit Dutch TT Assen. Rossi réalise de très bons chronos qui le place 5e en FP1, 6e en FP2, 2e en FP3 et 5e en FP4. En qualification, c'est Johann Zarco qui signe la pole position et donc sa toute première en catégorie reine. Rossi partira 4e. Au départ, le holeshot est signé par le pole man. Rossi gagne une position. Pendant 10 tours, les quatre pilotes en tête, qui sont dans l'ordre : Zarco, Marquez, Rossi et Petrucci, creusent l'écart par rapport au second peloton. Dans ce second peloton, le leader du championnat tombe et Dovizioso l'évite de peu. Rossi double Marc Marquez pour s'emparer de la 2e place. Dans le tour suivant, exactement au même endroit, Rossi double Zarco pour le gain cette fois-ci du leadership. Mais quelques virages plus loin, Rossi prend large et Zarco tente de plonger à l'intérieur : les deux hommes se touchent et manquent d'aller au tapis. Rossi commence à s'envoler alors que quelques gouttes de pluie s'invitent sur le circuit. Zarco, lui, rentre au stand pour changer de moto. Cette stratégie ne l'a pas avantagée car il est allé trop vite dans la voie des stands : Zarco écope d'un ride through. Dovizioso, qui mène le second groupe, rejoint très rapidement le groupe de tête pour se retrouver 2e derrière Rossi. Quatre pilotes sont maintenant au coude à coude pour la victoire. Le groupe va finalement s'éparpiller pour voir Petrucci mener juste devant Rossi. Crutchlow, lui, remonte aussi sur le groupe pour la 3e place. Rossi dépasse Petrucci à quelques tours de la fin. Et finalement, après un an sans victoire, c'est Valentino Rossi qui s'impose dans la cathédrale d'Assen. Il obtient sa 115e victoire au total, sa 89e en catégorie reine et sa 10e sur le circuit néerlandais. Petrucci et Marquez complètent le podium devant Crutchlow et Dovizioso. Lorenzo termine 15e et l'autre Français Baz remonte 8e. Au niveau du classement général, le championnat est complètement relancé.
Le week-end du 2 juillet, c'est le GP d'Allemagne, en Saxe, à Hohenstein-Ernsthall, sur le circuit du Sachsenring. Rossi réalise des chronos assez moyens qui le place 16e en FP1, 15e en FP2, 6e en FP3 et 12e en FP4. En qualification, c'est toujours aussi difficile que les premiers essais du week-end car Rossi se qualifie 9e. Au départ, Rossi gagne 3 positions alors que Folger et Pettrucci se percutent et manquent de tomber. Devant, Marquez, Pedrosa et Folger commencent à s'envoler alors que Rossi et Viñalès, qui est aussi parti de loin, restent bloquer derrière Pettrucci et Lorenzo. Rossi, Dovizioso et Viñalès réussissent enfin à passer ces deux pilotes plus lents pour cravacher et tenter de rattraper le groupe de tête qui voit désormais Folger 1er de son GP national devant Marquez et Pedrosa, qui perd petit à petit le contact. Les deux pilotes Yamaha Movistar se bagarrent derrière pour la 4e place. Le pilote espagnol prend finalement le dessus. Folger perd le leadership au profit de Marquez. À l'arrivée, c'est Marquez qui passe en premier devant Folger et Pedrosa. Viñalès est 4e devant Rossi 5e. Le leader du championnat passe la ligne en 8e position. Rossi reste bien présent pour la course au titre car il n'est qu'à 10 points du nouveau leader: Marc Marquez.
Après un mois de pause, le week-end du 6 août, c'est le GP de République tchèque, à Brno, sur l'automotodrome Brno Masaryk. Rossi réalise de très bons essais en signant des chronos qui le place 5e en FP1, 14e en FP2, 3e en FP3 ainsi qu'en FP4. La qualification se passe à merveille puisqu'il se qualifie 2e sur la grille. Le dimanche, lors du départ, Rossi perd quelques positions mais reprend vite ses concurrents pour se retrouver en tête. Pendant ce temps, quasiment tous les pilotes Moto GP changent de moto car la piste, légèrement humide au départ, a très vite séché. Marquez, qui est entré en premier dans les stands rattrape très rapidement le leader alors que Rossi repart seulement en 13e position après son passage dans les stands. Vale est donc contraint à entamer une remontée assez rapide pour éviter que d'autres pilotes prennent le large. Pedrosa et Viñalès parviennent à s'extirper du peloton à deux moment très différents de la course. Rossi ne pourra donc que remonter en 4e position. Marquez remporte la course très loin devant Pedrosa et Viñalès. Dovizioso est 6e. La 5e position revient au vainqueur de l'an dernier Cal Crutchlow. Rossi reste 4e au général avec 22 pts de retard sur le leader, ce qui reste assez proche.
Le week-end du 13 août, c'est le GP d'Autriche, à Spielberg, sur le circuit du Red Bull Ring. Rossi réalise des chronos moyens qui le place 12e en FP1 et en FP2, 5e en FP3 et 7e en FP4. La qualification ne se passe pas comme il le souhaite puisqu'il se qualifie 7e sur la grille. Au départ, Rossi gagne 2 places puis dépasse dès le virage suivant son coéquipier Viñalès. Pour l'instant, c'est Lorenzo qui mène avec une petite marge sur le groupe des poursuivants. Alors que Lorenzo se fait rattraper par Marquez, Dovizioso et Rossi, Zarco, Pedrosa et Viñalès reviennent sur les quatre premiers. Au bout de quelques tours, Zarco tente une attaque sur Rossi mais ce dernier est obligé d'élargir un peu, ce qui permet à Pedrosa de passer les deux pilotes en question. Rossi se retrouve 6e mais rate son freinage dans le premier virage du tour suivant ce qui permet à Viñalès de le passer également. Devant, Lorenzo a perdu quelques places et c'est désormais Marquez qui mène devant Dovizioso et un peu plus loin Pedrosa. Quelques tours plus tard, une bagarre fait rage entre Marquez et Dovizioso, donc Pedrosa arrive à revenir et même faire la jonction sur les deux premiers. Ces derniers arrivent assez vite à se défaire de Pedrosa pour attaquer le dernier tour à deux. Dans les 2 derniers virages, Dovizioso est en tête mais dans la dernière courbe, Marquez tente l'impossible et s'écarte, Dovizioso écarte mais un peu moins ce qui lui permet de le repasser à la réaccélération et de remporter la course devant Marquez, Pedrosa et Lorenzo. Rossi est 7e.
Le week-end du 27 août, c'est le GP de Grande-Bretagne, à Silverstone, sur le circuit du même nom. Rossi réalise de très bon essais en signant des chronos qui le place 5e en FP1, 2e en FP2 et FP3 et 9e en FP4. La qualification se déroule parfaitement car Rossi se place 2e sur la grille grâce à un excellent chrono. Le dimanche, dès le départ, Rossi réussi un excellent envol pour mener la course à la sortie du premier virage. Rossi s'échappe dès les premiers kilomètres de la course mais son écart avec le groupe des poursuivants composé de Marquez, Dovizioso, Viñalès et Crutchlow ne dépasse pas la barre de la seconde et 2 dixièmes d'avance. Plus tard, Rossi mène toujours la course tandis que les quatre pilotes du groupe suivant commencent à bagarrer entre eux et à lutter pour revenir sur le pilote italien. Quelques tours plus tard, Dovizioso et Viñalès sont 2e et 3e alors que Marquez, bien installé en 4e position, subi une casse moteur à l'entrée du virage 7 et est forcément contraint à l'abandon. Après avoir mené de nombreux tours, Rossi se fait rattraper à 5 tours de l'arrivée mais le premier dépassement n'arrive que 2 tours plus tard par Dovizioso, et un peu plus loin, c'est Viñalès qui passe à son tour sur Rossi. Dovizioso s'échappe et remporte sa 4e victoire cette saison ainsi que la place de leader du championnat du monde Moto GP. Les deux pilotes Yamaha Movistar complètent le podium avec Viñalès, 2e et donc Rossi 3e. Crutchlow termine 4e. Rossi est 4e du championnat à 26 pts du nouveau leader.
Le week-end du 10 septembre, c'est le GP de Saint-Marin, à Misano, sur le World Circuit Marco Simoncelli. Le 31 août, sa saison connait un coup d'arrêt lorsque Rossi chute à l'entrainement en enduro et se fait une double fracture tibia-péroné de la jambe droite (la même qu'il s'était déjà fracturé au Mugello en 2010). Au début de la course, Lorenzo mène avant de partir au tapis. C'est Pettrucci qui prend le commandement. Dans le dernier tour, Marquez passe sur l'Italien qui a mené les 20 derniers tours de course. Pettrucci se fait voler une éventuelle première victoire en GP obtenue par Marquez. Dovizioso est 3e. Viñalès termine 4e. Rossi accuse désormais un retard de 42 pts sur le leader.
Le week-end du 24 septembre, c'est le troisième GP d'Espagne, en Aragon, à Alcaniz, sur le circuit Motorland Aragon. Malgré une blessure pas totalement rétablie, Rossi décide de participer au GP d'Aragon. Il se place 18e en FP1, 20e en FP2, 10e en FP3 et ??e en FP4. Même en convalescence, ça ne l'empêche pas de briller en qualification où il signe le 3e chrono de la séance. Lors du départ, tous les pilotes gardent à peu près leurs positions sur la grille. Dès la fin du premier tour, Rossi dépasse son coéquipier et se lance à la poursuite de Lorenzo qui a creusé un petit écart. Marquez, lui, entame une série de petites erreurs de freinage qui retardent sa progression dans le classement. À ce moment-là, Viñalès a perdu beaucoup de terrain et n'est que 5e. Rossi, étant en train de cravacher pour revenir dans la roue de son ex-coéquipier, s'affaiblit et se fait passer par Marquez. Ce dernier revient sur Lorenzo et parvient à le doubler pour prendre pour la première fois la tête de la course. En fin de course, Pedrosa (5e) se réveille et entame une remontée folle. Il parvient à dépasser Dovizioso, Rossi et même Lorenzo. Rossi, lui, perd encore une place au profit de son coéquipier. Pedrosa n'aura pas assez de temps pour rattraper Marquez qui accroche sa 5e victoire de l'année devant donc son coéquipier, Lorenzo, Viñalès et Rossi, 5e. Dovizioso a perdu tous ses moyens dans les derniers tours ne finissant que 7e. Rossi perd une place au général et accuse un retard de 56 pts.
Le week-end du 15 octobre, c'est le GP du Japon, à Motegi, sur le Twin Ring Motegi. Rossi réalise des essais moyens en se plaçant 18e en FP1, 12e en FP2, 5e en FP3 et 7e en FP4. La qualification ne se passe pas très bien puisqu'il signe le dernier chrono de la Q2, le 12e temps. Au départ, Rossi s'envole plutôt bien car il gagne deux positions. Lorenzo prend rapidement les commandes alors que Rossi continue sa remontée, lentement mais sûrement. Une petite série de chutes de l'avant va se déclencher dont seront victimes Crutchlow et malheureusement Rossi sur un léger highside. Plus tard dans la course, c'est Marquez et Dovizioso qui mène les débats et qui reperdent et reprennent du temps entre eux sans cesse. Dans le dernier tour, Marquez, qui possède une petite longueur d'avance, commet une légère erreur ce qui permet à Dovizioso de recoller dans la ligne droite où ce dernier parvient à s'infiltrer sur l'Espagnol. Puis dans la dernière courbe, Marquez tente un dépassement kamikaze : il s'écarte et laisse Dovizioso le repasser et gagner une 5e fois dans la saison. Viñalès, inexistant, finit 9e. Rossi garde sa position au général et est définitivement écarté de la course au titre.
Le week-end du 22 octobre, c'est le GP d'Australie, à Philip Island, sur le circuit du même nom. Rossi réalise des essais moyens en se plaçant 13e en FP1, 12e en FP2 et en FP3 et 15e en FP4. Rossi est donc relégué en Q1 où il réalise le meilleur temps. Il se qualifie donc en Q2 où il parvient à établir le 6e temps. Au départ, c'est le local Jack Miller qui prend le meilleur sur le peloton. Un groupe de 9 pilotes se dessinent en tête mais finalement réduit à 8 après la chute d'Aleix Espargaro. Ce groupe, qui restera tel quel jusqu'à l'arrivée, est composé de Marquez, Zarco, Viñalès, Rossi, Iannone, Rins, Crutchlow et donc Miller. Rossi gagne des positions pour se placer derrière Miller avec pour objectif d'aller chercher le pilote australien. Une bagarre d'anthologie à la fois grandiose et rude éclate dans le groupe de tête où les pilotes ne cessent de se dépasser pour prendre la tête. À plusieurs moments, Zarco, Marquez et Rossi mènent la course. Ces 3 pilotes sont les plus agressifs dans ce groupe de tête où l'on voit Zarco accrocher Marquez, que l'on voit accrocher Rossi et qui lui aussi accroche Zarco. Et comme par magie, aucun de ces pilotes ne tombent. Dans les derniers tours, c'est Marquez le plus malin. Il parvient à s'échapper en profitant des dépassements des autres pilotes entre eux et à remporter la course devant Rossi et Viñalès qui vole le podium à Zarco sur la ligne. Dovizioso, totalement absent, ne termine que 13e et perd beaucoup de points au général sur Marquez.
Le week-end du 29 octobre, c'est le GP de Malaisie, à Sepang, sur le circuit du même nom. Rossi réalise de bons essais en se plaçant 12e en FP1, 6e en FP2, 1er en FP3 et 9e en FP4. En qualification, il signe un prometteur 4e chrono. Au départ, Rossi perd beaucoup de places dans le premier enchaînement pour se retrouver 10e. Marquez, qui part en troisième ligne, réalise un départ monumental pour virer en tête sur le premier virage (même s'il s'écarte de la trajectoire juste après). Le Français Zarco mène les débats et possède quelques secondes d'avance sur Lorenzo. Derrière, c'est Marquez et Dovizioso qui se chiffonnent encore et toujours pour revenir sur les deux leaders de la course. Plus loin, c'est Lorenzo qui mène devant Lorenzo, Zarco et Marquez en train de cravacher pour revenir sur le Français. Dans les derniers tours, les pilotes Yamaha Movistar, en demi-teinte, remontent dans le classement pour voir à l'arrivée Rossi et Viñalès respectivement 7e et 9e. Dovizioso est parvenu à dépasser un Lorenzo en grande forme et à s'imposer une 6e fois cette saison devant son coéquipier, Zarco et Marquez, 4e. Dovizioso a repoussé une nouvelle fois l'échéance du titre qui se jouera lors de la dernière manche du championnat. Classement général après le GP de Malaisie : 1. Marquez : 282 pts, 2. Dovizioso : 261 pts [-21 pts], 3. Viñalès : 226 pts [-56 pts].
Le week-end du 12 novembre, c'est le quatrième GP d'Espagne et le dernier de la saison, dans la communauté valencienne, à Cheste, sur le circuit Ricardo Tormo. Rossi réalise des essais peu convaincants en se plaçant 5e en FP1, 9e en FP2, 10e en FP3 et 8e en FP4. Rossi, discret en qualification, place tout de même sa machine au 7e rang sur la grille de départ. Au départ, les pilotes gardent tous leurs positions. Miller trouve l'espace et s'infiltre sur Rossi pour le gain de la 7e place. Un groupe de 5 pilotes parvient à s'échapper avec, dans l'ordre, Zarco, Marquez, Pedrosa, Lorenzo et Dovizioso. De nombreux tours plus tard, le Français mène toujours la course et Marquez veut passer au bout de la ligne droite. Il parvient à le faire mais il freine beaucoup trop tard, perd l'avant et, comme d'habitude, arrive encore une fois à faire le rattrapage du siècle. Il tire donc tout droit dans les graviers et se retrouve 5e. Rossi est 6e, puisqu'il a passé Miller et Iannone. Après ce temps fort, c'est Lorenzo qui tombe puis le coup du sort pour Dovizioso qui tire lui aussi tout droit mais pour finir sa course à terre. Il rompt toutes ses chances de titre. Dans les derniers tours de course, il n'y a plus que Pedrosa et Zarco à espérer remporter un succès. L'Espagnol parvient à passer le Français dans le dernier tour pour remporter sa 2e victoire cette année. Marquez finit tout de même sur le podium (devant Rins et Rossi) et remporte son 6e titre toutes catégories confondues. Rossi se fait voler la 4e place par Pedrosa au classement général final. Classement général final après le quatrième GP d'Espagne : 1. Marquez : 298 pts, 2. Dovizioso : 261 pts [-37 pts], 3. Viñalès : 230 pts [-68 pts], 4. Pedrosa : 210 pts [-88 pts], 5. Rossi : 208 pts [-90 pts].
La veille du premier GP de la saison, Valentino Rossi prolonge son contrat pour deux années supplémentaires avec Yamaha ; une longévité, déjà exceptionnelle, mais qui ne cesse de s'étendre.
Le week-end du 18 mars, c'est le premier GP de la saison au Qatar, à Doha, sur le circuit international de Losail. Rossi réalise de bons essais où ses chronos lui permettent de se placer 2e en FP1, 9e en FP2 et FP3 et 3e en FP4. En qualification, il se fait plus discret puisqu'il ne décroche que la 8e place. Lors du départ de la course, Rossi gagne deux positions et à la fin du premier tour, il est déjà en 4e place alors que Zarco, Marquez et Pedrosa sont devant lui. Rapidement, il attaque Pedrosa pour s'emparer de la dernière marche virtuelle du podium. Ce dernier, lui, dégringole dans le classement. Un peu plus tard, l'Italien attaque le champion du monde en titre pour prendre la 2e place. Un groupe d'environ sept pilotes se détachent ensuite pour se disputer la victoire. Zarco, qui mène la course depuis son amont, ne cède pas face au nonuple champion du monde qui ne parvient pas à le dépasser. Rossi, par une petite erreur de trajectoire, perd deux places coup sur coup au profit de Marquez et Dovizioso. Zarco, à son tour, chute au classement et Marquez, Dovizioso, Rossi constituent le podium virtuel et commencent à s'envoler. Alors que Dovizioso a récupéré la tête de course depuis quelques tours, Marquez s'accroche et Rossi possède un léger retard mais qui lui permettrait de gagner des positions si toutefois les pilotes de tête commettraient une simple erreur. Dans le dernier virage du dernier tour, Marquez tente un freinage suicidaire mais Dovizioso le décroise pour remporter une nouvelle victoire. Rossi termine 3e à moins d'une seconde des deux pilotes et loin devant Crutchlow, Petrucci et Viñalès qui est très bien remonté. Le classement général est donc le reflet du classement course.
Le week-end du 8 avril, c'est le GP d'Argentine à Termas de Rio Hondo, sur le circuit du même nom. Rossi se fait très discret tout au long des essais en signant le 7e chrono en FP1 et FP2, le 11e en FP3 et le 10e en FP4. Aucune amélioration n'est constatée pendant la séance de qualification puisque Rossi signe le 11e chrono. Le dimanche, le départ de la course est retardé pour raison de sécurité, pour éviter un départ de 23 pilotes sur 24 depuis la voie des stands. Miller, le pole man, est seul sur la grille de départ à ce moment-là. Pour annuler l'injustice envers Miller, tous les autres pilotes sont reculés de 24 places sur la grille mais Rossi part toujours 11e. Lors du deuxième départ, nouveau rebondissement : Marquez cale sur la grille et doit rejoindre la pit-lane mais il ne le fait pas ce qui lui vaut un ride through. Le départ est enfin donné et Rossi gagne trois positions alors que Miller est déjà rattrapé par le peloton. Zarco tente un dépassement suicidaire sur Pedrosa qui le fait écarter de la trajectoire et glisser sur une plaque humide pour abandonner dès le premier tour. Plus tard, Rossi rétrograde un peu alors que Marquez commet une seconde erreur dans sa remontée : il percute Aleix Espargaro qui abandonne. Marquez écope également une seconde pénalité : il doit rendre une position. Rossi, à ce moment-là, récupère la sixième position. Le groupe de tête, composé de quatre pilotes (Miller, Rins, Crutchlow et Zarco), se dispute la victoire âprement. À environ 5 tours de la fin, Marquez s'apprête à dépasser Rossi mais il commet la même erreur qu'avec Espargaro mais l'Italien chute en mettant ses deux roues dans l'herbe, Marquez le gênant pour reprendre la piste. Rossi repart finalement en 19e position pour la terminer ainsi alors que Crutchlow remporte la course devant Zarco et Rins. Miller finit 4e devant Viñalès. Pour Marquez, les choses se corsent car il écope d'une troisième pénalité de 30 secondes qui l'expulse des points. Marquez essaie de s'excuser auprès de Rossi à la fin de la course mais Rossi les refuse et dégage clairement Marquez de son box. Les tensions se ravivent entre les deux pilotes après cet incident et malgré l'accalmie de 2016. Le classement général est chamboulé : Rossi dégringole en 8e position. En résumé, Grand Prix complètement fou qui restera dans les annales.
Le week-end du 22 avril, c'est le GP des États-Unis, au Texas, à Elroy (près d'Austin), sur le Circuit des Amériques. Rossi est dans le coup dès les essais libres en signant le 2e chrono en FP1, le 4e en FP2 et FP3 et le 3e en FP4. La qualification correspond moins aux attentes puisqu'il signe le 5e chrono. Dès le départ, Rossi perd une position, étant légèrement gêné par Zarco au point de corde de la première courbe. Devant, Iannone mène. Rossi commence à remonter en s'emparant de la 4e place de Zarco et Crutchlow. Il a ensuite son coéquipier en ligne de mire mais ce dernier se crée une légère avance et parvient à doubler Iannone, qui s'est fait dépasser par Marquez. À ce moment-là, on pense que Viñalès, Iannone et Rossi vont se battre pour la seconde place mais les positions restent telles quelles et les écarts se creusent. Le leader du championnat, Cal Crutchlow, finit sa course dans le bac à graviers même s'il parvient à repartir. La course reste très calme ; seule une petite bagarre oppose Dovizioso et Zarco pour le gain de la 5e place. À l'arrivée, Marquez gagne une nouvelle fois dans son « jardin d'Austin » devant Viñalès et Iannone dans une course beaucoup moins mouvementée que celle d'il y a deux semaines. Rossi termine 4e, devant Dovizioso et Zarco.
Le week-end du 6 mai, c'est le premier GP d'Espagne, en Andalousie, à Jerez de la Frontera, sur le circuit renommé Angel Nieto, en hommage à l'icône du sport moto espagnol. Rossi a un peu de mal aux essais libres puisqu'il signe le 6e chrono en FP1, 9e en FP2, 7e en FP3 et 14e en FP4. En qualification, le résultat est médiocre : 10e place sur la grille. Lors du départ, Rossi gagne une position. Dans le tour suivant, il en gagne une autre pour se retrouver 8e ; à ce moment de la course, les 9 premiers se détachent du peloton. Marquez prend assez rapidement la tête de course et commence déjà à s'envoler et Rossi perd une place au profit de Iannone. À quelques tours d'intervalle, Rins et Crutchlow tombe, ce qui constitue deux abandons de suite pour ces deux pilotes. Rossi est alors 8e puisqu'il s'est aussi fait prendre une place par Petrucci. Ensuite, le groupe pour la deuxième marche du podium, composé de Dovizioso, Lorenzo et Pedrosa, s'arrachent les positions tels des chiffonniers. Mais à l'abord du virage 6, après la mi-course, Dovizioso tente un dépassement sur Lorenzo qui fait écarter les deux pilotes. Alors, Lorenzo décroise l'Italien à l'intérieur mais ne voit pas Pedrosa qui veut lui aussi profiter de ceci pour gagner des places. Lorenzo percute alors Pedrosa qui s'envole dans les airs et, en écartant la trajectoire, des suites du contact, il touche son coéquipier et les deux pilotes Ducati partent eux aussi à la faute, mais certes, moins violemment que le pilote Honda. Le classement est donc chamboulé puisque c'est Zarco qui se retrouve second assez confortablement devant Iannone, Petrucci, Rossi et Miller qui s'affrontent désormais pour le podium. Rossi, 5e, se fait doubler par Miller et commence à se faire distancer mais il le repasse deux tours plus tard. Rossi retrouve alors de la performance mais il ne lui restera pas assez de tours pour pouvoir aller chercher Iannone et Petrucci qui termine dans cet ordre-ci. Marquez gagne donc le GP devant Zarco. Rossi est 5e et, grâce à sa longévité, il boucle un tour du monde à moto avec le total de ses roulages en carrière, c'est-à-dire, plus de 40 000 kilomètres parcourus. Rossi est aussi 6e au général.
Le week-end du 20 mai, c'est le GP de France, dans la Sarthe, au Mans, sur le circuit Bugatti. Rossi est en forme dès les essais. Il termine 6e en FP1, 3e en FP2 et FP3 et 9e en FP4. La qualification est un copié-collé de la quatrième séance d'essais libres : il se qualifie 9e difficilement. Au départ, Rossi gagne trois positions et Iannone chute. Lorenzo a récupéré la tête. Rossi parvient à dépasser Marquez mais c'est éphémère et Marquez reprend la 5e place. Rossi est derrière Petrucci et le double ensuite mais il écarte à la sortie du S donc le pilote Ducati repasse. Dovizioso remonte le paquet en doublant Zarco et en s'emparant de la tête face à Lorenzo pour chuter un virage plus tard, il signe ainsi son second résultat blanc. Zarco, sous la pression de son grand prix national chute alors qu'il épiait de près le leader. Rossi est donc 4e après avoir recollé aux leaders avec les deux pilotes Ducati Pramac mais Rossi perd un peu de terrain à la suite de la chute de Zarco qui ne l'a pourtant pas gênée. Marquez prend la tête deux tours plus tard face à Lorenzo et Petrucci le double aussi un tour encore après avant que Rossi recolle et en fasse de même deux tours plus tard pour une virtuelle place sur le podium. Lorenzo continue à perdre des places jusqu'à ce que Pedrosa le passe pour la 5e place. Rossi revenait sur Petrucci mais a finalement assuré son podium quasiment inespéré. Rien ne se passe jusqu'à l'arrivée où Marquez gagne encore devant l'incroyable Petrucci. Miller signe une magnifique 4e place. Viñalès finit encore loin, à la septième place. Au général, Rossi remonte 4e à seulement trois points du dauphin de Marquez qui compte plus d'une course d'avance.
Le week-end du 3 juin, c'est le GP d'Italie, en Toscane, à Mugello, sur le circuit du même nom. Rossi est dans une bonne forme tout au long du week-end et termine 8e en FP1, 7e en FP2, 3e en FP3 et 6e en FP4. Rossi surprend tout le monde en qualification en aller chercher la pole position pour son grand prix national. Il signe au passage le record du tour du circuit. Au départ, il s'élance de la première place mais la perd tout de suite au profit de Lorenzo, qui nous habitue depuis quelques GP à mener les débuts de course. Dès le départ, Marquez est déjà lié à un fait de course. Il s'appuie sur Petrucci pour éviter la chute après un freinage raté. Petrucci écarte et repart dans le peloton. Aucune mesure ne sera prise contre Marquez. Pendant ce temps, le début de course est marqué par les chutes consécutives de 5 pilotes dont Pedrosa. Marquez remonte et passe Rossi mais il tombe après 5 tours malgré avoir essayé, comme à chaque fois, de rattraper sa machine. Rossi reprend donc la 2e mais la reperd vite face à une attaque de Dovizioso qui porte ses fruits. Rossi, à cause d'un choix pneumatique favorisant la fin de course, perd alors du temps et des places au profit de Petrucci, puis Iannone et même Rins. Rossi va alors se ressaisir pour dépasser Iannone et Rins quasi simultanément, mais se loupe au freinage. Le docteur parvient à se refaire tout de même en dépassant Rins, Iannone et aussi Petrucci. Rossi échoue sur la ligne pour quelques dixièmes face à Dovizioso, qui avait un rythme très lent en fin de course. Lorenzo arrive à remporter enfin une course, après presque 2 ans de disettes, sur Ducati, chose que Rossi n'est pas parvenu à faire entre 2011 et 2012. Dovizioso est 2 et Rossi 3. Marquez ne prend pas de points.
Le week-end du 17 juin, c'est le deuxième GP d'Espagne, en Catalogne, à Montmelo, sur le circuit de Barcelona-Catalunya. Rossi est nettement mieux que l'an passé dès les essais libres avec des chronos le plaçant aux places suivantes : 1er en FP1, 11e en FP2, 7e en FP3 et en FP4. Le dimanche, Rossi prend un bon départ puisqu'il ressort du premier virage avec deux places de bénéfice. À l'inverse, son coéquipier réalise encore un départ catastrophique. Marquez fait le holeshot devant un surprenant Iannone. Au début du premier tour, Rossi et Dovizioso dépasse Iannone qui s'est fait dépasser quelques virages auparavant par Lorenzo. Le quatuor de tête se détache alors mais ni Dovizioso ni Rossi ne parviennent à suivre le rythme imposé par les deux locaux que sont Lorenzo et Marquez. Ces deux-là s'échangent la première place quelques moments jusqu'à ce que Lorenzo fasse le trou entre lui et Marquez. En voulant trop forcer pour revenir sur les deux hommes de tête, Dovizioso part à la faute dans un gauche serré : la course s'achève ici pour lui. Rossi récupère donc la troisième place et, par ailleurs, une place virtuelle sur le podium. La course reste très calme et soporifique jusqu'à l'arrivée qui se conclut par une deuxième victoire de rang pour Lorenzo devant Marquez et Rossi. Le surprenant Crutchlow gagne son duel face à Pedrosa qui finissent respectivement en 4e et 5e place.
Le week-end du 1er juillet, c'est le GP des Pays-Bas, à Assen, sur le Dutch TT Assen. Rossi fait de bons essais. Il se place 3e en FP1, 4e en FP2 et FP3 et 11e en FP4. En qualification, il parvient à décrocher la troisième place à seulement 59 millièmes de la pole position. Au départ, Rossi perd deux positions mais il les récupère très vite en dépassant Dovizioso et Crutchlow coup sur coup alors que Lorenzo prend la tête un peu plus devant. Marquez et Lorenzo se battent devant mais Lorenzo parvient à garder la tête alors que Marquez se fait dépasser par Rossi. Dans la portion rapide du circuit, Rossi est surpris par la faible vitesse de passage de Lorenzo. Rossi heurte assez violemment l'arrière de la Ducati mais les deux pilotes ne rencontrent aucun dégât majeur. Rossi est donc plus prudent au passage suivant dans les courbes rapides. Un tour plus tard, Marquez décroise Rossi et, grâce à la puissance du moteur Ducati, Dovizioso en fait de même : Rossi est 4e. Rins dépasse à son tour Rossi à l'endroit où Marquez l'avait passé aussi. Viñalès le dépasse aussi mais il réplique instantanément pour récupérer son bien : la 5e place. Rossi passe ensuite Dovizioso pour la 4e position. Rins tente un dépassement très musclé sur Marquez mais il se touche ; Marquez manque de perdre le contrôle de la moto. Rossi, qui était derrière, est perturbé par le fait de course et perd 3 places dans l'affaire : il se retrouve 7e mais il repasse Zarco rapidement. Ensuite, dans le même tour, les deux pilotes Yamaha Movistar dépassent Rins pour les 4e et 5e place. Rossi passe son coéquipier un tour plus tard, encore une fois dans la chicane mais perd sa place par l'extérieur, au bénéfice de Viñalès. Rossi récupère vite la quatrième place sur Lorenzo. L'Italien remonte peu à peu depuis l'incident entre Rins et Marquez alors que Viñalès prend la tête du Grand Prix. Marquez et Viñalès, qui étaient en tête jusque-là, élargissent tous les deux après un dépassement mal géré de Marquez. Dovizioso et Rossi prennent alors les commandes du GP, extrêmement mouvementé. Rossi prend la tête après la chicane, la reperd, et la reprend de nouveau, éphémèrement, puisque Marquez, Dovizioso et Viñalès le repassent sur un moment chaud. La chicane lui fait gagner de nouveau une position : la troisième. Rossi passe aussi Dovizioso pour la seconde place dans la dernière chicane à l'entame des deux derniers tours mais Dovizioso, trop gourmand, tente de reprendre l'avantage et fait élargir Rossi qui se retrouve encore en 6e place. Rossi reprend quand même la 5e position sur une erreur de Crutchlow. Dans la dernière chicane, il tente de passer en 4e position mais il se refait passer à la sortie pour finir 5e. Marquez l'emporte dans une course très mouvementée qui rappelle l'Australie 2017, devant Rins, Viñalès et Dovizioso.

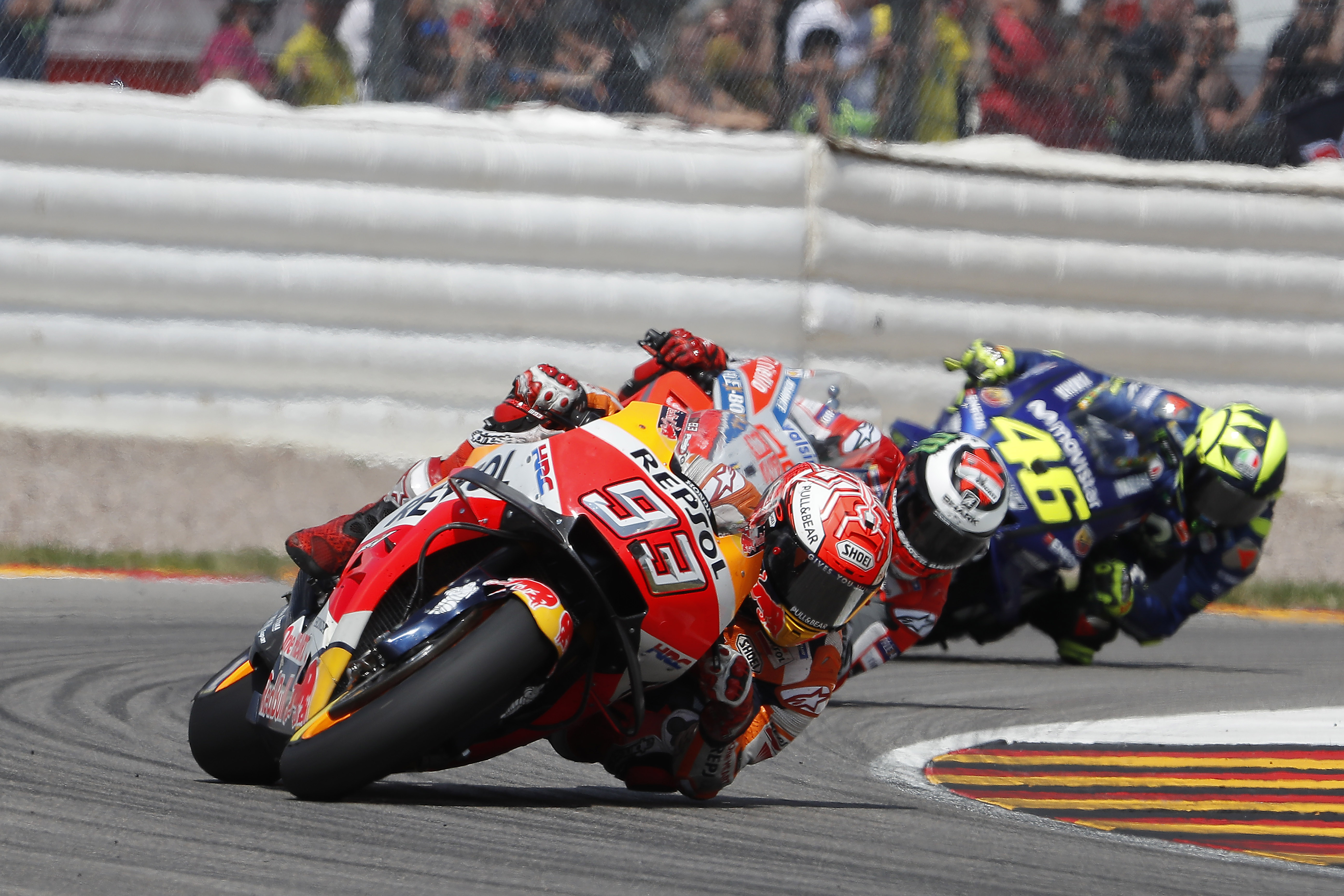
Valentino Rossi prend la deuxième place en Allemagne.

Le week-end du 15 juillet, c'est le GP d'Allemagne, à Hohenstein-Ernsthall, sur le Sachsenring. Rossi fait des essais contrastés entre le matin et l'après-midi. Il se place 3e en FP1, 17e en FP2, 4e en FP3 et 9e en FP4. La qualification se décante légèrement mieux pour lui puisqu'il signe un 6e chrono plutôt prometteur au niveau des écarts (+ 0 s 262). Le dimanche, Rossi réalise un très bon départ qui lui permet de gagner deux positions pour se retrouver derrière Lorenzo, comme d'habitude, Petrucci et Marquez. Rossi se montre pressant dès les premiers tours face à Marquez mais l'Espagnol parvient à dépasser Petrucci, qui était juste devant lui, avant que Rossi ne puisse tenter quelque chose. Un peu plus tard, Rossi réussit aussi à se détacher de Petrucci par un dépassement propre alors que Lorenzo et Marquez commencent à créer l'écart. Deux tours plus loin, Rossi commence légèrement à revenir sur les deux hommes de tête alors que Crutchlow tombe et abandonne. Marquez met la pression à Lorenzo et, trois tours plus tard, Marquez prend la tête alors que Rossi a quasiment rejoint le duo de tête. C'est désormais un trio de tête qui se profilent même si Marquez poursuit son effort dans le but de s'assurer une marche de manœuvre. À la mi-course, Rossi profite d'une erreur de Lorenzo pour récupérer la 2e place. Grâce à la puissance de la Ducati, Lorenzo tente de reprendre son bien par un freinage suicidaire. En effet, il passe à l'intérieur, manquant de peu de toucher le genou de Rossi, déjà préparé à virer à gauche, et loupe sa tentative puisque le freinage était trop tardif. Rossi garde donc la 2e place. À ce moment, Rossi commence à revenir très fort mais Marquez est informé du retour de l'Italien. Marquez ne tarde pas à remettre le pied sur l'accélérateur pour reprendre de l'avance et conforter sa victoire. Depuis, Lorenzo se loupe continuellement au freinage dans le premier virage. Les pilotes commencent alors à revenir sur lui pour l'avaler. Petrucci, Bautista et Viñalès le dépassent comme si de rien n'était. Marquez remporte donc sa 9e victoire consécutive sur ce circuit devant Rossi, qui signe son meilleur résultat de la saison, Viñalès, auteur d'un petit come-back intéressant, Petrucci et la surprise Bautista. Lorenzo est donc 6e devant un Dovizioso décevant.
Le week-end du 5 août, c'est le GP de République tchèque, à Brno, sur l'Automotodrome Brno Masaryk. Aux essais, Rossi est convaincant. Il termine 5e en FP1, 7e en FP2, 1er en FP3 et 7e en FP4. En tout de fin de qualification, il sort un chrono pour le moins inattendu qui le place 2e sur la grille. Le dimanche au départ, ce n'est pas Lorenzo qui prend le hole shot mais c'est cette fois-ci Rossi, auteur d'un très bon envol. Rossi se fait repasser immédiatement dans le virage suivant par Dovizioso alors que Viñalès part au tapis avec deux autres pilotes. Les deux Italiens se détachent très légèrement du groupe de poursuivants de façon à, au moins, éviter de se faire attaquer. Rossi parvient, quatre tours plus tard, à reprendre la tête de la course contre Dovizioso. Rossi essaye alors de créer un écart entre les poursuivants, en vain, puisque Dovizioso et Marquez le dépassent deux tours plus tard. Le tour suivant, Crutchlow passe Rossi pour la dernière marche du podium. À ce moment-là, Rossi commence à perdre pied face à Dovizioso, Marquez, Crutchlow et aussi Lorenzo, qui le double. Conformément à ses déclarations, Rossi s'attendait en effet à une fin de course difficile. Lorenzo, contrairement à Rossi et à ses habitudes, fait une fin de course extraordinaire. Il dépasse Crutchlow pour ensuite revenir sur le duo de tête composé de Marquez et Dovizioso. Lorenzo attaque Marquez quelque temps plus tard pour récupérer la deuxième place. Dovizioso remporte la course, sa dernière victoire datant du GP du Qatar, devant son coéquipier, Marquez, et un peu plus loin, Rossi parvient à arracher la 4e place en dépassant Crutchlow dans le dernier virage et en l'empêchant de recroiser à l'intérieur. L'Anglais se résigne donc à la 5e position.
Le week-end du 12 août, c'est le GP d'Autriche, à Spielberg, sur le Red Bull Ring. Rossi éprouve de nombreuses difficultés durant les essais qui le place 11e en FP1, 10e en FP2, 11e en FP3 et 12e en FP4. Ces résultats médiocres contraignent Rossi de passer par la Q1 pour tenter de se faire repêcher. En difficulté aussi en qualification, il ne parvient pas à passer en Q2 et s'empare de la 14e place sur la grille, une de ses plus mauvaises qualifications depuis deux ans. Au départ, Rossi gagne trois positions et Dovizioso prend la tête devant. Rossi attaque Iannone pour faire son entrée dans le top 10 alors que Marquez et Lorenzo ont récupéré les devants. Deux tours plus tard, les trois premiers commencent à creuser l'écart et Rossi dépasse Zarco pour la 9e place. Rossi s'attaque ensuite à Aleix Espargaro. Il tente deux fois de passer mais Espargaro le redouble instantanément. La troisième est la bonne ; Rossi se place 8e. Après neuf tours où il ne se passe rien, la course redevient animée. Lorenzo prend la tête face à Marquez qui s'était créé une avance assez confortable alors que Dovizioso, lui aussi mêlé à la bagarre, commet une erreur qui l'écarte définitivement de la course à la victoire. Dans le même temps, Rossi prend la 7e place de Rabat alors que Marquez repasse Lorenzo sur une manœuvre très chaude. Avant la fin de ce tour, Lorenzo reprend la tête. À cinq tours de l'arrivée, Rossi qui revient rapidement sur Rins le dépasse pour la 6e place. Dans les trois derniers tours, Lorenzo commet une erreur qui permet à Marquez de reprendre les rênes du GP. Lorenzo et Marquez se repassent mutuellement sur des attaques viriles. Marquez mène lors de l'entrée dans le dernier tour. Et dès les premiers mètres, Lorenzo attaque mais Marquez réplique dans le virage suivant. Lorenzo, emmenant plus de vitesse à l'extérieur de ce virage, reprend la tête, mais cette fois-ci de façon définitive. Lorenzo remporte le GP devant Marquez et Dovizioso. Crutchlow finit 4e devant Petrucci et Rossi (6e) qui échoue très proche de la 5e place. Rossi aura plus que limité la casse lors de ce GP qui s'annonçait catastrophique pour Yamaha. Ducati règne en maître sur l'Autriche avec 3 victoires sur 3 depuis le retour du circuit en 2016.
Le week-end du 26 août, c'est le GP de Grande-Bretagne, en Angleterre, à Silverstone, sur le circuit du même nom. Rossi est présent dès les essais même si les résultats ne sont pas forcément là. Il se place 2e en FP1, 8e en FP2, 9e en FP3 et 13e en FP4. La pluie fait son apparition dès la fin de la FP4. Le drapeau rouge est de sortie car une multitude de pilotes sont sortis large ou même, ont chuté à cause des conditions de piste qui font faire aux pilotes, par endroit, de l’aquaplaning. La qualification a tout de même lieu ; Rossi se qualifie 12e par défaut de ne pas avoir eu le temps de refaire un tour rapide. Le dimanche, le départ de la course MotoGP, qui a lieu en première exceptionnellement, est retardé pour les mêmes raisons que la veille. Les dirigeants de la direction de course et autres associations de pilotes essayent de trouver un accord sur le déroulement des courses. Après plus de quatre heures d'attente, la direction de course annonce finalement que les trois courses seront annulées pour une question de sécurité et à cause des conditions météorologiques qui ne s'améliorent pas et des conditions de piste qui la rendent impraticables. Le circuit avait pourtant été resurfacé mais les bosses ont l'air encore plus présentes qu'avant. Le classement général, par conséquent, ne bouge pas d'un iota. Se référer au classement général du GP d'Autriche.
Le week-end du 9 septembre, c'est le GP de Saint-Marin, à Misano Adriatico, sur le circuit Misano World Marco Simoncelli. Rossi est déçu de ses performances aux essais qu'il termine 15e en FP1, 8e en FP2 et FP3 et 5e en FP4. En qualification, Rossi est légèrement en retrait mais il décroche la septième place sur la grille à seulement 1 dixième de la première ligne. Au départ, il perd une place au profit de Rins pendant que Lorenzo prend le commandement de la course grâce au hole shot. Dans le deuxième tour de course, Marquez tente un dépassement osé mais propre sur Miller qui porte ses fruits et lui permet de prendre la 3e place. L'Australien tombe un tour plus tard à l'endroit où Marquez l'avait dépassé. Rossi récupère la septième place. Un peu après, ce dernier loupe un freinage et Pedrosa en profite pour prendre à son tour la septième place. Dovizioso prend la tête du GP face à Lorenzo un tour plus tard. Pendant neuf tours, il ne se passe absolument rien, à part que Dovizioso produit son effort pour s'échapper et que Crutchlow dépasse Rins pour la 4e place. Après ce moment de « récupération », Lorenzo rate un freinage aussi et Marquez en profite pour passer 2e. Seule cette explication entre eux deux devient intéressante. Ils s'échangent les positions plusieurs fois jusqu'à ce que Lorenzo l'emporte et commence à revenir sur Dovizioso, tranquille leader. À deux tours de la fin, Lorenzo, poussant pour rejoindre le leader, part à la faute laissant ainsi la victoire à Dovizioso devant Marquez et l'inattendu Crutchlow. Rins prend une magnifique 4e place devant les Yamaha décevantes et Pedrosa, intercalé entre les deux coéquipiers. Rossi finit 7e et perd une place au général au profit du vainqueur du jour.
Le week-end du 23 septembre, c'est le troisième GP d'Espagne, en Aragon, à Alcaniz, sur le Motorland Aragon. Rossi fait des essais en dessous des performances habituelles et reflétant bien la crise chez Yamaha. Il fait 7e en FP1, 9e en FP2 et 18e en FP3 et FP4. Il est relégué donc en Q1 à cause d'une chute en toute fin de FP3 et ne se sort même pas du repêchage : il se qualifie 18e (il gagnera une place sur la grille grâce à la pénalité infligée à Morbidelli). Au départ, Rossi est englué dans le peloton alors que Lorenzo s'envole dans les airs, surpris par Marquez qui arrivait très fort dans le virage où il a d'ailleurs élargi un peu. À la fin du premier tour, Dovizioso mène devant Marquez et les deux surprenantes Suzuki alors que Rossi est déjà 12e. La chute de Bautista dans le tour suivant lui permet de se classer aux portes du top 10. Ensuite, à 19 tours de l'arrivée, Rossi se débarrasse de Zarco pour faire son entrée dans le top 10 et passer première Yamaha (alors qu'il partait dernière Yamaha). Dans le même tour, il profite de la chute de Crutchlow pour prendre la 9e place. Pendant de longs tours, les leaders se suivent de près mais ne se dépassent pas. Seuls les deux pilotes Suzuki se dépassent mais de façon très peu fréquente. Dans les dix derniers tours, Marquez tente enfin la première manœuvre assez agressive mais propre qui lui permet de récupérer la tête. Deux tours plus tard, Dovizioso y retourne, Marquez réplique mais Dovizioso a le dernier mot pour l'instant. Ce n'est que trois tours plus tard que Marquez essaye de reprendre l'avantage grâce à un dépassement similaire à celui d'il y a 5 tours. Dovizioso réplique immédiatement avec une attaque très virile où Marquez sort large. Cette bagarre permet à Iannone de revenir et de passer les deux hommes sur cette action pendant seulement quelques mètres avant que la vitesse de pointe de la Honda et de la Ducati parlent et permettent aux deux favoris de repasser devant. Les deux hommes continuent à se dépasser, pendant que Rossi passe 8e devant Miller, jusqu'à ce que Marquez ait le mot final et remporte la course devant son public. Dovizioso est donc second devant les Suzuki de Iannone et Rins respectivement 3e et 4e. Pedrosa signe une belle 5e position devant l'incroyable Aprilia d'Espargaro. Rossi finit 8e, très proche de Petrucci juste devant lui. Ce week-end aura parfaitement démontré le calvaire dans lequel Yamaha s'est mise, avec la sous-performance des machines et Rossi qui limite encore une fois la casse par une belle remontée.
Le week-end du 7 octobre, c’est le premier GP de Thaïlande de l’histoire de la MotoGP, à Buriram, sur le circuit international de Chang. Les Yamaha sont performantes tout au long du week-end dont Rossi qui fait aux essais, 2e en FP1, 9e en FP2, 7e en FP3 et 3e en FP4. En qualification, Rossi réalise un excellent chrono qui le place 2e sur la grille à seulement +0'011 de la pole décrochée par Marquez. Le dimanche, au départ, Rossi ne perd pas de positions et reste blotti derrière Marquez. Pendant quelques tours, le classement devant n’évolue pas mais Rossi se montre très pressant surtout dans le secteur 4. D’ailleurs, Rossi dépasse l’actuel leader du championnat dans la plus longue ligne droite du circuit pour prendre le commandement. À la fin du tour, c’est cette fois-ci Dovizioso qui attaque Marquez pour la seconde position. Elle porte ses fruits car l’Italien le double. Rossi produit son effort pour tenter de prendre de l’air mais son avance sur les autres ne monte pas à plus d’une demi-seconde. Rossi, à la suite d’une petite erreur à l’accélération, se fait dépasser par Dovizioso et même par Marquez après avoir mené la course pendant 6 tours environ (il n’était pas passé premier en course depuis Brno cette saison). Le groupe de tête commence alors à s’agrandir pour aller jusqu’à la huitième place détenue par Pedrosa. 7 tours plus tard, les trois pilotes devant n’ont toujours pas commencé à s’échanger les positions alors que Viñalès et Pedrosa reviennent fort sur eux. Pedrosa va chuter et anéantir ses chances de signer un bon résultat alors que Viñalès va rattraper le trio de tête et dépasser son coéquipier, Rossi. L’usure des pneus commencent à se ressentir chez Rossi qui perd peu à peu la jonction avec le groupe de tête. C’est dans les 3 derniers tours que l’affrontement débute entre Dovizioso et Marquez où justement Marquez dépasse celui-ci deux fois de suite mais à chaque fois Dovizioso arrive à recroiser ou à reprendre le dessus par un dépassement. Marquez repasse plus tard mais en rentrant dans le dernier tour, son adversaire chez Ducati le domine encore. Il faut attendre alors le début du dernier tour pour voir Marquez passer avant que dans le dernier virage, Dovizioso ne tente l’ultime dépassement. Marquez est finalement le plus malin, il parvient à décroiser Dovizioso pour s’emparer de la victoire. Les deux Yamaha n’auront pas pu se mêler à la bagarre et pourtant, ils restaient très proche des deux pilotes de devant. Rossi a réussi à revenir dans les tout derniers instants, et, a même tenté un dépassement suicidaire sur Viñalès qui aurait pu très mal tourner. Viñalès et Rossi finissent respectivement 3e et 4e devant l’autre Yamaha de Zarco.

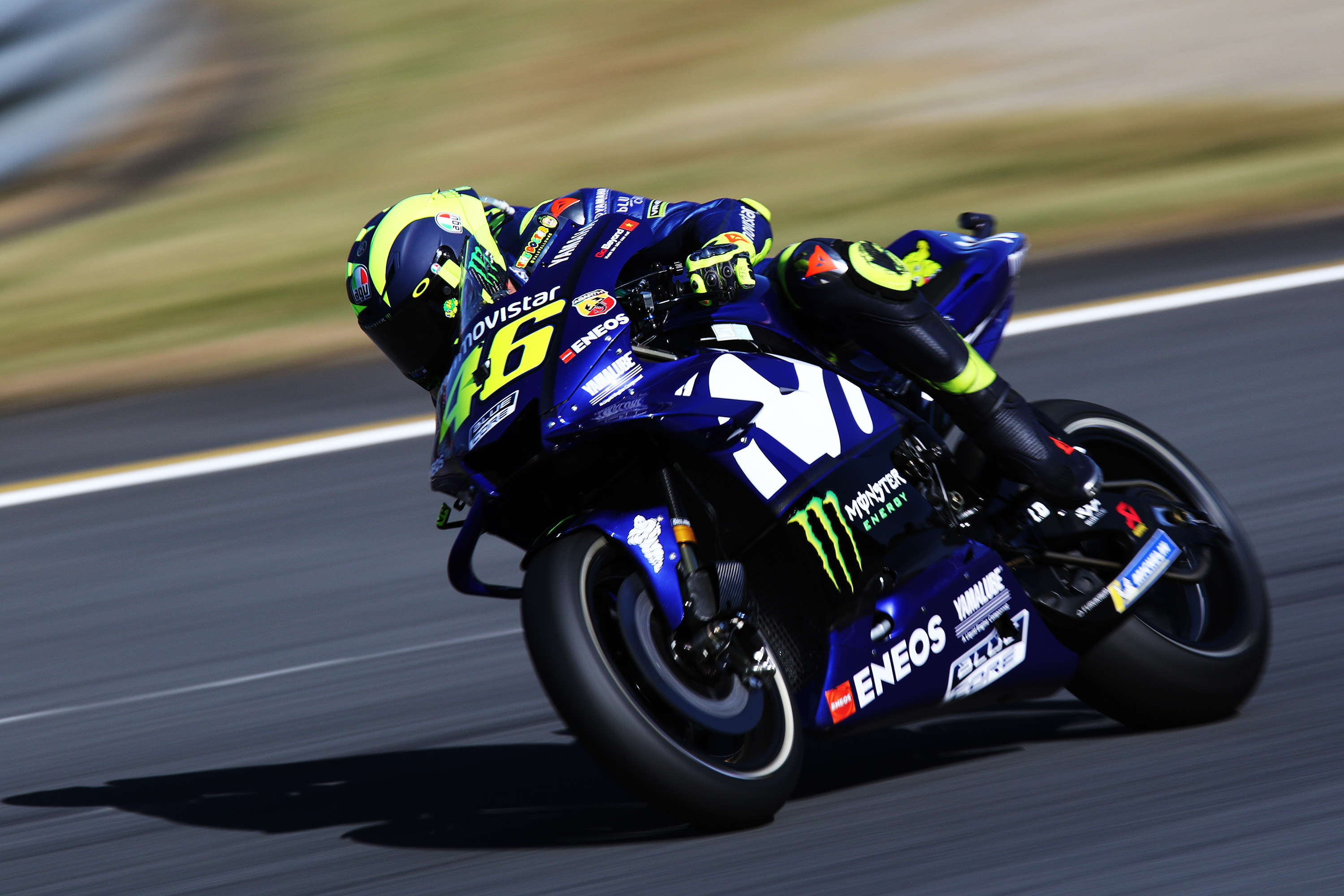
Valentino Rossi lors du GP du Japon.

Le week-end du 21 octobre, c’est le GP du Japon, à Motegi, sur le Twin Ring Motegi. Rossi réalise des essais qui ne confirment pas vraiment les bons résultats obtenus en Thaïlande. Il fait 9e en FP1, 14e en FP2, 5e en FP3 et 9e en FP4. En qualification, son meilleur temps ne le place que 9e. Au départ, le dimanche, il gagne deux positions. Rossi dépasse Zarco quelques virages plus tard et est déjà 6e. Il s’attaque à Rins ensuite, qu’il passe pour se retrouver 5e à la fin d’un excellent premier tour. Il perd la position au début du tour suivant toujours face à Rins. Rossi freine très tard dans le virage où il avait passé Rins le tour précédent pour reprendre la 5e place alors que Dovizioso mène devant Marquez. Crutchlow passe Miller pour la 3e position et Rossi parvient à faire la jonction sur les quatre pilotes de tête en 2 tours. Crutchlow prend la seconde place à Marquez alors que Rossi dépasse Miller et se retrouve déjà 4e. La remontée de l'Italien s’arrête ici pour le moment car il n’arrive pas à suivre le rythme des trois de devant qui ont accéléré. Quatre tours plus tard, Rossi se fait même dépasser par les deux pilotes Suzuki chacun à leur tour. Devant, à 11 tours du dénouement, Marquez prend la tête pour la première fois de la course. Dans le virage suivant, l’Espagnol est large à l’accélération et met une roue dans l’herbe ce qui surprend Dovizioso et lui permet de reprendre le commandement au virage suivant. Même Crutchlow était à leur hauteur mais à l’extérieur donc il est resté 3e. Tous ces rebondissements ont permis aux Suzuki de recoller au wagon mais ils n’ont pas pu les suivre longtemps à cause du rythme trop élevé. D’ailleurs, Iannone tombe dans ce tour sur une entrée en courbe trop brutale. La course s’anime à 4 tours de l’arrivée. Marquez dépasse Dovizioso et reprend la tête. Marquez impose alors un rythme très élevé et pousse Dovizioso à la faute à 2 tours de la fin. Marquez est donc assuré d’être titré champion du monde au terme de la course qu’il remporte avec son septième titre. Crutchlow et Rins complètent le podium et Rossi finit 4e devant Bautista, qui finit première Ducati de la course. Avec le résultat blanc de Dovizioso, Rossi peut encore prétendre à la place de vice-champion du monde.
Le week-end du 28 octobre, c’est le GP d’Australie, à Philip Island, sur le circuit du même nom. Rossi fait des essais en demi-teinte en ne faisant que 10e en FP1 et FP2, 9e en FP3 et 3e en FP4. En qualification, son meilleur chrono le place à une plutôt bonne 7e place. Le dimanche, Rossi réalise un départ bon mais perd quelques positions. Mais à l’issue du premier tour, il est remonté 6e. Rossi dépasse ensuite Rins dans la seconde boucle de manière agressive, mais sans le toucher. Zarco reprend après la 5e place à Rossi et va tout de suite chercher Miller de la même façon dont Rossi avait dépassé Rins. 3 tours plus tard, Marquez en tête se fait dépasser dans l’aspiration par plusieurs machines et au moment de freiner, il se rabat un peu vite sur Zarco. Le Français n’a donc pas le temps de réagir et tape Marquez pour finir dans le bac à graviers. Quant à Marquez, il doit abandonner car sa selle a été fragilisée par l’accrochage et risquée de se décrocher. Rossi profite de ce cafouillage pour prendre la 3e place de la course. Rossi rétrograde tout de suite en 4e place face à Iannone qui a bénéficié de l’aspiration. Pendant ce temps, un pilote très discret d’habitude fait sa remontée depuis le fond du groupe et se retrouve 3e. Il s’agit de Viñalès qui affiche un gros rythme et qui prend la seconde place à l’aspiration. Rossi fait de même et prend la 4e place. Ce dernier passe 3e deux virages plus tard sur un dépassement musclé sur Iannone. Dans le même temps, Viñalès a pris la tête de la course et commence à s’envoler. Rossi fait un tour parfait en doublant 3 pilotes dans la même boucle et vient chiper la seconde place détenue par Dovizioso pour voir les deux Yamaha en tête. Un peu plus tard, Iannone reprend la seconde place à Rossi. Rossi va rapidement retrouver sa place à la suite d’une erreur de freinage de Iannone. Encore plus tard, le manque cruel de puissance de la Yamaha fait perdre à Rossi deux positions en ligne droite au profit de Bautista et Dovizioso. Iannone passe à son tour dans le prochain passage dans la ligne droite. Rossi se retrouve 5e. Rossi reprend ensuite la troisième place en dépassant Bautista et Iannone, qui s’est encore loupé aux freins. Il reprend aussi la seconde place sur Dovizioso mais perd tous ses efforts dans la ligne droite. Rins se mêle ensuite à la bagarre et dépasse directement Rossi qui dégringole en 6e position. Rossi commence alors à perdre pied tout en restant proche. Rossi repasse tout de même 5e à 3 tours de la fin. Dans le dernier tour, Rossi perd définitivement la 5e place à cause d’une erreur de freinage. Viñalès, parti seul en tête, gagne et met enfin un terme à la période d’attente de Yamaha. Iannone et Dovizioso complète le podium devant l’excellent Bautista (en remplacement de Lorenzo chez Ducati Usine), Rins et Rossi (6e).
Le week-end du 4 novembre, c’est le GP de Malaisie, à Sepang, sur le circuit du même nom. Rossi réalise de plutôt bons essais en se plaçant aux avant-postes : 2e en FP1, 6e en FP2, 9e en FP3 et 7e en FP4. La qualification se déroule sous la pluie. Rossi parvient à signer en toute fin de séance le troisième chrono mais à 1 seconde de la pole. Rossi partira finalement 2e avec la pénalité de 6 positions sur la grille donnée à l’auteur de la pole Marc Marquez pour avoir gêné Iannone en Q2. Lors du départ, Rossi s’extirpe parfaitement de son emplacement pour venir prendre le virage avec aucun pilote ni à droite ni à gauche de lui. Il fait donc le hole shot devant Zarco et Miller. À la fin du premier tour, Marquez, déjà remonté 4e, se fait une chaleur mais rattrape la moto contrairement à Iannone, derrière, qui, perturbé par Marquez, part à la faute. Un tour plus tard, Marquez passe 3e. Marquez passe ensuite second dans les 3 tours suivants. À ce moment-là, Rossi a une avance de 7 dixièmes sur le champion du monde. Pendant quelques tours, l’Italien réussit à augmenter l’écart qui le sépare de Marquez. L’écart monte au plus haut à 1 s 3 dixièmes d’avance à 9 tours de la fin pour le docteur. À ce stade-là de la course, c’est Marquez qui commence à reprendre quelque peu du terrain sur le leader. Au passage de la ligne indiquant qu’il ne reste que 4 tours, l’écart est descendu à 6 dixièmes. Rossi, se sachant menacé par la remontée de Marquez, essaye d’accélérer le rythme mais dès le premier virage, il tombe sous la pression de Marquez, met fin à toutes chances de victoire et est écarté définitivement du titre de vice-champion. Marquez se retrouve donc seul en tête pour aller chercher une nouvelle victoire et ne laisser que des miettes à ses adversaires. Zarco, étant donc 2e, se fait rattraper dans le dernier tour par l’incroyable Rins qui s’adjuge la seconde place après un magnifique GP. Le Français est donc 3e devant Viñalès, Pedrosa et Dovizioso, qui s’assure le titre de vice-champion du monde.
Le week-end du 18 novembre, c’est le quatrième GP d’Espagne et surtout le dernier de la saison en Communauté Valencienne, à Cheste, sur le circuit Ricardo Tormo. Rossi réalise de mauvais essais excepté en FP2. Il fait 12e en FP1, 3e en FP2, 13e en FP3 et 22e en FP4. Il doit donc passer par le repêchage pour espérer une meilleure place sur la grille. Il ne parvient d’ailleurs pas à passer ce cap pour se qualifier seulement 16e. Le dimanche, la piste est toujours mouillée et la pluie fine l’empêche de sécher. Rossi réalise le départ idéal et se retrouve immédiatement dans le top 10 après avoir gagné six positions. En un tour, il est déjà 8e après s’être débarrassé de Zarco et Iannone. Dans la seconde boucle, Rossi passe 7e en doublant Aleix Espargaro alors que Rins mène devant Dovizioso, Viñalès et l’incroyable Pol Espargaro sur la KTM. Miller étant aussi dans une remontée folle va dépasser Rossi pendant que Espargaro (Pol) et Marquez attaquent Viñalès. Ce dernier va d’ailleurs perdre de nombreuses places pour se retrouver 8e, étant dépassé par son coéquipier qui est donc 7e. Rossi va ensuite poursuivre son ascension dans le classement avec les chutes coup sur coup de Miller et Petrucci donc l’Italien est 5e. Mais il va tout de suite se retrouver 4e avec la chute de Pol Espargaro. La dernière chute qui lui permet de monter dans le classement est celle de Marquez qui tombe violemment et offre provisoirement un podium à Rossi. Il ne s’arrête pas là pour autant et commence à grignoter du temps sur Dovizioso. Quelques tours plus tard, c’est la Yamaha de Viñalès qui à son tour part dans les graviers pour assurer la 3e place finale du championnat à Vale. Et justement, les 3 leaders se regroupent enfin et, à la suite d’une erreur de Rins, Dovizioso et Rossi passent devant lui. C’est maintenant au tour de Rossi d’attaquer pour tenter de prendre la tête. Il essaye mais se rate légèrement et permet à Dovizioso de reprendre les commandes. Dans la ligne droite suivante, ce dernier lève la main pour signaler que la piste est trop mouillée car la pluie a redoublé de force. Très rapidement, la course est arrêtée au drapeau rouge. La course doit en revanche être recommencée car la distance requise pour la laisser ainsi n’a pas été atteinte. Sur la grille du second départ, on trouve donc Rins premier devant Dovizioso et Rossi. La course redémarre donc et Rossi reste 3e. Dovizioso attaque très vite Rins pour reprendre la tête. Au début, les 3 de devant restent ensemble mais les écarts se forment après quelques tours. C’est à 8 tours de l’arrivée que Rossi dépasse enfin Rins pour la seconde place. Malgré une place quasi acquise, Rossi va chuter à 5 tours de la fin et passer à côté du podium qu’il n’a pas connu depuis le Sachsenring cette année. Il permet indirectement à Pol Espargaro, qui a pu repartir après sa chute de monter sur le premier podium de sa carrière et surtout le premier de KTM. Dovizioso gagne cette course complètement folle qui clos la saison devant Rins et donc Espargaro. La 4e place revient à l’incroyable Pirro devant Pedrosa qui fêtait l’ultime GP de sa longue carrière. Rossi ayant pu repartir et finir la course, termine 13e. Il aura connu une saison difficile sans la moindre victoire, la première qu’il vit avec Yamaha. Classement général final après le quatrième GP d’Espagne : 1. Marquez : 321 pts, 2. Dovizioso : 245 pts [-76 pts], 3. Rossi : 198 pts [-123 pts], 4. Viñalès : 193 pts [-128 pts], 5. Rins : 169 pts [-152 pts].

### Dernières saisons dans l’équipe d’usine et fin de carrière dans le team satellite
Après le départ du sponsor titre Movistar, Yamaha opte pour Monster Energy, qui revient après 6 ans d'absence pour parrainer Yamaha. Cette année est placée sous le signe du renouveau et de l'espoir d'enfin sortir la tête de l'eau pour l'équipe japonaise mais aussi pour le pilote italien, toujours aussi motivé pour aller éventuellement chercher des places d'honneur ou pourquoi pas, des victoires. Le 16 février 2019 est un jour très spécial pour Valentino puisqu'il fête ses 40 ans, signe une nouvelle fois de sa longévité, et de son omniprésence dans la catégorie reine.
Le 10 mars, c’est le premier GP de la saison, comme traditionnellement au Qatar, à Losail, sur le circuit du même nom. Rossi réalise des essais très contrastés entre les roulages de jour et de nuit, la différence de température l’handicapant beaucoup au niveau du pneu avant. Il fait donc 1er en FP1, 17e en FP2, 4e en FP3 et 18e en FP4. Il doit donc passer par la Q1 en qualification, et comme assez souvent lorsqu’il se retrouve dans cette séance, il n’arrive pas à se repêcher et se qualifie 14e. Lors du départ, Rossi part en fait 13e avec le problème de démarrage de Quartararo. Il ne perd ni ne gagne aucune position mais il sort 11e du premier tour. Dans le tour suivant, il dépasse Miller en s’emparant de la 10e place à cause d’un souci de mousse de selle qu’il retire pendant la course pour finalement abandonner un peu plus tard. Rossi va prendre la 9e place après quelques tours tandis que Dovizioso et Marquez mènent. Ensuite, il continue sa remontée en dépassant Nakagami pour se retrouver juste derrière son coéquipier alors qu’il partait de la pole, soit treize positions devant Rossi. Dans le même tour, Rins récupère la tête mais Dovizioso repasse dans la ligne droite avec la puissance de la Ducati. Alors qu’on se bat comme des chiffonniers devant, Rossi perd une place au profit de Morbidelli mais la regagne deux tours plus tard. À ce moment-là, les Yamaha perdent du terrain sur les 6 pilotes de tête mais Dovizioso, qui gère la course d’une main de maître, réduit le rythme ce qui leur permet de recoller au bon wagon. Après, Rossi trouve enfin l’ouverture sur Viñalès et en profite directement pour passer Mir quelques virages après sa manœuvre sur son vis-à-vis. À partir d’ici, on dirait que Rossi retrouve du rythme malgré les bons tours des leaders et se rapproche de Petrucci, en difficulté avec ses pneus qu’il va dépasser à 3 tours de l’arrivée pour s’installer en 5e position. Rossi va même parvenir à rejoindre le groupe de tête composé de Dovizioso, Marquez, Crutchlow et Rins. Dans le dernier virage du dernier tour, Marquez tente le tout pour le tout sur Dovizioso et comme l’an dernier, ce dernier recroise pour s’imposer devant le champion en titre. Crutchlow complète le podium devant Rins et Rossi, excellent 5e après une belle remontée un peu inespérée et inattendue. Il finit uniquement à 6 dixièmes de la victoire en partant de très loin alors que Viñalès termine seulement 7e après un énième départ manqué. Classement général après le GP du Qatar : 1. Dovizioso : 25 pts, 2. Marquez : 20 pts [-5 pts], 3. Crutchlow : 16 pts [-9 pts].
Le week-end du 31 mars, c'est le GP d'Argentine, à Termas de Rio Hondo, sur le circuit du même nom. Rossi a un bon feeling avec la moto qui est prouvé par des essais constants. Il se place 10e en FP1, 6e en FP2, 7e en FP3 et 5e en FP4. Il continue sur cette lancée avec une solide qualification, il s'élancera 4e sur la grille de départ. Justement, lors du départ, Rossi réalise un bon départ et reste 4e alors que Marquez, le pole-man, fait le holeshot. En revanche, il réalise un excellent premier tour en dépassant Miller et Dovizioso pour récupérer la seconde place qu'il va perdre juste après face à la puissance de la Ducati. Ensuite, il bataille avec Miller en s'échangeant les positions. Il parvient à le passer et retourne aux affaires avec Dovizioso pour la seconde position. En voulant d'ailleurs la maintenir, il freine trop tard et élargit en ne perdant qu'une position dans l'histoire pour finalement vite revenir sur Dovizioso. Rossi réussit à tenir la 2e place pendant quatre tours sans pouvoir s'échapper. Dovizioso le repasse ensuite alors qu'il y a beaucoup de dépassements juste derrière eux. Pendant ce temps, Marquez a une avance considérable qu'il ne cesse d'accroître avec un rythme supérieur à tout le monde. Rossi opte alors pour une différente stratégie qui est de rester dans le sillage du pilote Ducati pour qu'ils s'échappent, sachant que Petrucci fait le jeu de son coéquipier en ralentissant un peu la meute composée de Miller et Morbidelli entre autres. Rossi attend le dernier tour pour porter une attaque qui lui permet de prendre la 2e place à quelques virages de l'arrivée. Sa stratégie porte ses fruits puisqu'il termine second après une course bien gérée mais minuscule par rapport à l'impérial Marquez qui gagne avec 10 secondes d'avance. Dovizioso finit 3e devant Miller et Rins alors que Viñalès, absent pendant la course, se fait percuter dans le dernier tour par Morbidelli et finit dans les graviers. Classement général après le GP d'Argentine : 1. Marquez : 45 pts, 2. Dovizioso : 41 pts [-4 pts], 3. Rossi : 31 pts [-14 pts].
Le week-end du 14 avril, c'est le GP des États-Unis, au Texas, à Elroy, sur le Circuit of the Americas (COTA). Rossi réalise des essais constants qui le placent 5e en FP1, 3e en FP2 et en FP4. Les FP3 sont annulés à cause des conditions météo orageuses qui interdisent le travail des commissaires de piste aux États-Unis et n'autorisent pas les pilotes à courir. Le classement combiné lui permet donc d'accéder à la Q2 directement et il y signe sa meilleure qualification à Austin : il partira 2e. Dimanche, au départ, Rossi, Marquez et Crutchlow se retrouvent à trois de front mais au premier virage, le classement reste tel quel : Marquez est leader et Rossi se place tout de suite dans sa roue pour ne pas qu'il s'échappe. Mais Marquez se lance dans un rythme effréné que personne n'arrive à suivre et Rossi se fait rattraper par Crutchlow, Miller et Rins sans qu'ils puissent placer une attaque. Quelques tours plus tard, Crutchlow chute alors que Viñalès écope d'un ride through pour départ volé qui détruit encore plus sa première partie de saison déjà bien compliquée. Rossi conserve donc une légère avance sur Miller et Rins et reste 2e. Alors arrivé aux environs de la mi-course, Rins dépasse Miller sur une erreur de freinage de l'Australien et Marquez est en tête avec une confortable avance sur Rossi mais retournement de situation : Marquez chute alors qu'il avait quasiment course gagnée sur un circuit où il y avait toujours triomphé. Un très léger moment de déconcentration peut tout faire basculer et Marquez ne gagnera pas cette fois-ci. Valentino Rossi mène alors le GP et cette chute le motive mais surtout Rins qui peut aller décrocher sa première victoire en catégorie reine. Ainsi, Rins commence à revenir petit à petit sur Rossi et place son attaque à 4 tours de l'arrivée. Rossi tente immédiatement de reprendre sa position mais il freine beaucoup trop tard pour pouvoir conserver sa position à la sortie du virage. Rossi donne tout dans les derniers hectomètres pour aller ravir la première position en commettant aussi quelques erreurs mais il échoue à quatre dixièmes d'Álex Rins qui inscrit enfin son nom dans l'histoire des vainqueurs en catégorie reine. Rossi touche encore la victoire du bout des doigts. La victoire ne lui sourit pas néanmoins il est prêt à prendre sa revanche lors de la prochaine manche. Miller, qui finit assez loin, termine à une honorable 3e place devant Dovizioso, qui partait de loin. Le championnat est relancé et voici les conséquences au classement. Classement général après le GP des États-Unis : 1. Dovizioso : 54 pts, 2. Rossi : 51 pts [-3 pts], 3. Rins : 49 pts [-5 pts].
Le week-end du 5 mai, c’est le premier GP d’Espagne, en Andalousie, à Jerez de la Frontera, sur le circuit Jerez-Angel Nieto. Dès les essais, les problèmes de Rossi sur la piste andalouse refont surface. Il réalise des séances d’essais anecdotiques et se place 18e en FP1, 14e en FP2, 11e en FP3 et 13e en FP4. Il échoue donc de très peu à l’accession directe en Q2 et doit passer par la Q1 après une FP3 plutôt bonne. En qualification, la malchance se manifeste encore puisqu’il échoue aussi de peu au passage en Q2 et devra s’élancer 13e. Le dimanche, Rossi réalise un bon envol qui lui permet de se placer directement dans le top 10 alors que Marquez vire en tête devant les deux incroyables Yamaha du team SRT. Rossi se fait attaquer par Miller dans le premier tour et clos ce tour-ci en 11e position. C’est maintenant Nakagami qui est devant Rossi, ils s’échangent les positions deux ou trois fois avant que l’Italien ne passe définitivement après 4 tours de course. Ensuite, la course devient inanimée et Rossi est aux abonnés absents à la 10e place. Morbidelli, second à ce moment-là, commence à ralentir le peloton et cela profite à Marquez qui s’échappe. Quartararo ne tarde pas à le passer et essaye de prendre en chasse Marquez avant qu’il n’ait un problème de sélecteur de boîte de vitesses qui le contraint à l’abandon. Rins se retrouve donc second (après avoir doublé Morbidelli) devant Morbidelli et Viñalès. Rossi est donc 9e. C’est à 8 tours de la fin que Rossi semble rapide et commence à revenir sur les pilotes qui le précèdent au classement. Il dépasse Miller à 7 tours de l’arrivée et fond sur Crutchlow et Morbidelli. Il les dépasse coup sur coup un tour plus tard et se retrouve 6e. Marquez remporte donc la course avec facilité devant Rins, Viñalès, Dovizioso et Petrucci. Rossi n’a pas pu viser mieux que la 6e place mais, encore une fois, il sauve amplement les meubles. Le classement reste très serré et Rossi pointe à 9 points du leader. Classement général après le premier GP d’Espagne : 1. Marquez : 70 pts, 2. Rins : 69 pts [-1 pt], 3. Dovizioso : 67 pts [-3 pts].
Le week-end du 19 mai, c’est le GP de France, dans la Sarthe, au Mans, sur le circuit Bugatti. Rossi éprouve des difficultés aux essais notamment en FP1 où il rencontre un souci de chaîne qui le retarde. Le samedi, la pluie vient désorganiser les plans de Rossi qui n’a donc pas pu se qualifier pour la Q2. Il fait 10e en FP1, 13e en FP2 et 10e en FP3 et FP4. En qualification 1, il tente un pari osé qui porte ses fruits. Il passe les slicks dès le début de séance pour enregistrer un chrono qui ne pourra pas être battu puisque la piste s’humidifie de nouveau. Rossi passe donc en Q2 et, grâce aux tours parcourus en Q1, il se qualifie 5e après un vendredi et un samedi compliqués. Le dimanche, la course se déroule sur le sec. Rossi réalise un envol moyen mais il parvient à récupérer sa place en se faufilant dans la mêlée. Marquez mène devant Petrucci et Miller. Rossi passe rapidement Morbidelli et clos le premier tour en 4e position. Deux tours plus tard, Miller et Rossi se débarrassent de Petrucci. Rossi est donc 3e. Le tour suivant, Dovizioso, en train de remonter, double Rossi. Devant, Miller dépasse Marquez et devient le leader de la course. Marquez réattaque ensuite Miller et permet à Dovizioso et Rossi de recoller au groupe de tête. Ensuite, Rossi, ayant quelque peu perdu le contact avec les leaders, se fait rattraper et dépasser par Petrucci. Sept tours plus tard, alors que Marquez mène largement, Petrucci rattrape Dovizioso et Miller et double l’Australien pour la 3e place. Jusqu’à l’arrivée, les positions ne bougeront pas même si Rossi aura tout donné pour faire mieux puisqu’il revenait sur Miller et échoue à quelques centièmes de ce dernier. Marquez gagne devant Dovizioso et Petrucci. Rins ne termine que 10e après une qualification ratée. Rossi reste 4e au général et revient à 3 pts de Rins. Classement général après le GP de France : 1. Marquez : 95 pts, 2. Dovizioso : 87 pts [-8 pts], 3. Rins : 75 pts [-20 pts].
Le week-end du 2 juin, c’est le GP d’Italie, en Toscane, à Mugello, sur le circuit du même nom. Dès les essais libres, Rossi éprouve de grosses difficultés. Il finit 12e en FP1, 18e en FP2, 13e en FP3 et 12e en FP4. Il doit donc passer par la Q1 pour la quatrième fois sur six cette saison. Étant trop loin des meilleurs chronos, il n’arrive pas à passer en Q2 et se qualifie seulement en 18e position. Le dimanche, Rossi réalise un envol correct et gagne une position. Rossi est 15e à la fin du premier tour mais dans la ligne droite, il se fait dépasser par Lorenzo pour se retrouver 16e alors que Marquez mène. Rossi passe finalement 15e sur Lorenzo après 3 tours de course. Un tour plus tard, Rossi manque de s’accrocher avec Mir juste devant lui mais il le touche légèrement et suffisamment pour que les deux pilotes fassent un tour dans le bac à graviers. Rossi perd donc énormément de temps et se retrouve 22e et dernier de la course. Petrucci mène devant Marquez à l’avant. Marquez perd d’ailleurs 5 positions au début de ce tour et se retrouve 5e. À 16 tours du dénouement, Rossi termine son week-end catastrophique en chutant pour la première fois de la saison en forçant pour grappiller quelques points. Ce GP aura été l’un des pires pour le nonuple champion du monde. Pendant ce temps, la bagarre fait rage devant entre Marquez, Dovizioso, Petrucci, Rins et Miller. Jusqu’à la fin du GP, tous ces pilotes se battent comme des chiffonniers pour la victoire sauf Miller qui a chuté. C’est finalement Petrucci qui décroche, enfin, sa première victoire devant Marquez, Dovizioso et Rins. Au classement, Marquez renforce légèrement son avance et Rossi chute à la 5e place à 43 unités du champion du monde en titre. Classement général après le GP d’Italie : 1. Marquez : 115 pts, 2. Dovizioso : 103 pts [-12 pts], 3. Rins : 88 pts [-27 pts].
Le week-end du 16 juin, c'est le deuxième GP d'Espagne, en Catalogne, à Montmeló, sur le circuit du même nom. Rossi est dans le rythme dès les essais et les écarts sont très faibles. Il se place 9e en FP1, 7e en FP2, 4e en FP3 et 7e en FP4. Il passe donc directement en Q2 et parvient à se qualifier 5e. Il gagne une place sur la grille grâce à la pénalité infligée à Viñalès pour avoir gêner Quartararo en qualification. Rossi partira finalement 4e. Dimanche, Rossi réalise un bon envol mais la puissance de la Yamaha lui fait un peu défaut sur la fin de la ligne droite. Il est donc 6e après le premier virage alors que Dovizioso mène après un départ canon. Dès le premier tour, il y a un petit contact entre Marquez et Quartararo. Cela engendre un petit bouchon qui fait un peu ralentir Rossi. Lorenzo en profite pour passer en quatrième position et Rossi récupère la 6e place en doublant Quartararo. Il finit le premier tour à la même place. Dans le second tour, Lorenzo attaque Viñalès alors que Marquez passe devant Dovizioso. Mais coup de théâtre car Lorenzo, ayant freiné un peu trop tard, chute et emporte Viñalès et Dovizioso. Rossi qui attaquait Petrucci, a freiné trop tard également donc il a dû redresser sa machine et toucher la moto de Lorenzo qui ne l'a pas empêché de chuter aussi. Il enchaîne donc deux résultats blancs alors qu'il pouvait espérer gros et qu'il avait de très bonnes sensations. Celui qui s'en sort indemne est, comme d'habitude, Marquez qui, heureusement pour lui, venait juste de dépasser Dovizioso. Sinon il aurait également été impliqué dans le carambolage. Ce rebondissement lui permet donc d'avoir de l'avance et d'enchaîner les tours rapides pendant que Petrucci, Rins et Quartararo se battent pour le podium. Marquez remporte la course haut la main devant Quartararo, qui s'offre son premier podium en MotoGP, sortant vainqueur de l'affrontement avec Petrucci, qui complète le podium. Rins finit 4e après s'être fait une belle frayeur à quelques tours de la fin. Miller complète le Top 5 d'une course où seulement 13 pilotes sur 24 ont pu franchir la ligne d'arrivée. Cette vraie hécatombe profite à Marquez qui accroît son avance au classement. Rossi reste 5e mais accuse maintenant un lourd retard de 68 points sur Marquez. Classement général après le deuxième GP d'Espagne : 1. Márquez : 140 pts, 2. Dovizioso : 103 pts [-37 pts], 3. Rins : 101 pts [-39 pts].
Le week-end du 30 juin, c'est le GP des Pays-Bas, à Assen, sur le Dutch TT d'Assen. Rossi n'est pas dans le rythme aux essais. En témoigne d'ailleurs ces résultats, puisqu'il fait 12e en FP1, 9e en FP2, 14e en FP3 et 18e en FP4. Il aurait dû néanmoins finir 5e de la FP3 mais son chrono lui a été retiré après avoir mordu très légèrement en dehors des limites de la piste. C'est le même règlement pour tout le monde mais c'est cruel pour Rossi qui doit passer par la Q1 alors que son chrono invalidé lui aurait offert une place directe en Q2. Malheureusement, en difficulté l'après-midi, il ne se sort pas de la Q1 et se qualifie 14e. Lors du départ de la course, Rossi ne gagne aucune position mais il pointe 13e à la fin du premier tour après avoir dépassé Bagnaïa alors que les deux Suzuki de Rins et Mir mènent le GP. Le tour suivant, le leader chute. Rins part au tapis et c'est son coéquipier Mir qui hérite de la tête devant Quartararo et Viñalès. Rossi est donc 12e. Immédiatement, Quartararo prend le commandement et Mir perd trois places. Pendant ce temps, Rossi dépasse Pol Espargaro pour la 11e place. Dans le tour d'après, Rossi rentre dans le top 10 en dépassant Nakagami. Le Japonais reprend sa position tout de suite. Rossi réattaque ce dernier un peu plus tard mais il perd l'avant au moment de le dépasser et entraîne Nakagami dans sa chute. C'est un troisième résultat blanc consécutif pour Rossi qui anéantit très certainement ses chances de titre et qui marque un début de tournée européenne catastrophique. Devant, la course restera très animée de bout en bout avec une bagarre entre Marquez et Viñalès dans les derniers tours qui sera remportée par Viñalès contre toute attente et qui signe le premier succès de Yamaha cette saison comme quoi, la Yamaha fonctionne. Marquez et Quartararo complètent le podium. Dovizioso est 4e devant une autre Yamaha, celle de Franco Morbidelli qui clos le Top 5. Rossi accuse désormais un retard de 88 points sur Marquez alors qu'il se sentait bien sur la moto et que sa remontée aurait pu se poursuivre plus loin. Classement général après le GP des Pays-Bas : 1. Márquez : 160 pts, 2. Dovizioso : 116 pts [-44 pts], 3. Petrucci : 108 pts [-52 pts].
Le week-end du 7 juillet, c'est le GP d'Allemagne, dans la Saxe, à Hohenstein-Ernsthall, sur le Sachsenring. Rossi est plutôt performant aux essais matinaux mais un peu moins sur ceux de l'après-midi et il trouve son rythme de course satisfaisant. Il fait 3e en FP1, 10e en FP2, 11e en FP3 et 8e en FP4. Il doit donc passer par la Q1 encore une fois pour seulement sept millièmes de seconde. En Q1, il réussit à faire le meilleur temps et à passer en Q2 malgré une petite chute à la fin. En Q2, sa chute lui fait perdre un peu de confiance et donc il ne se qualifie que 11e. Lors du départ, Rossi réalise un bon envol mais il est un peu bloqué au premier virage et perd une position. Marquez est leader au premier tour. La première chute survient au deuxième tour où Quartararo, en dépassant Petrucci, perd l'avant. Rossi hérite donc de la 11e place. Dans le tour suivant, Rossi gagne deux positions et se retrouve 9e. Aux avant-postes, Marquez commence à créer un écart avec Rins, second et Viñalès, troisième. Cinq tours plus tard, Mir passe à l'attaque sur Rossi qui n'arrive pas à trouver l'ouverture sur Morbidelli. En revanche, Mir se loupe et Rossi récupère donc son bien. La course est ennuyeuse et il n'y a quasiment aucun dépassement. À 13 tours du dénouement, Mir passe à l'attaque sur Rossi, toujours bloqué derrière Morbidelli, et cette fois-ci, il garde sa position. Rossi rétrograde donc en 10e place. Dans le tour suivant, Rins, second de la course, tombe alors qu'il n'a aucune pression. Rossi passe donc 9e. C'est ensuite à 8 tours de l'arrivée que Rossi dépasse enfin Morbidelli pour la 8e place. Sur les derniers tours, Rossi fait une erreur et perd du terrain sur son groupe. Il parvient à recoller avec les bagarres opposant Dovizioso à Petrucci et Miller à Mir. Malgré cette dernière opportunité de dépassement, il se fait distancer pas ses adversaires pour, certes, marquer enfin des points depuis Le Mans, mais ne finir qu'en 8e place alors qu'il avait la quatrième place en ligne de mire pendant quasiment toute la course. Ainsi, Marquez gagne haut la main une dixième victoire d'affilée au Sachsenring devant Viñalès et Crutchlow, qui fait un beau podium. Petrucci et Dovizioso complètent le Top 5. Rossi perd une place au général et a 105 points de retard sur Marquez. La trêve estivale va permettre de recharger les batteries et de repartir de zéro pour le nonuple champion du monde. Classement général après le GP d'Allemagne : 1. Márquez : 185 pts, 2. Dovizioso : 127 pts [-58 pts], 3. Petrucci : 121 pts [-64 pts].
Le week-end du 4 août, c’est le GP de République tchèque, à Brno, sur le circuit Masaryk. Aux essais libres, Rossi est moyen. Il fait 10e en FP1 et 9e en FP2 sur le sec et 5e en FP3 et 7e en FP4 sur le mouillé. En Q2, dans des conditions mixtes, il se qualifie 7e. Dimanche, la course est légèrement retardée à cause d’une averse qui n’a mouillé qu’une partie de la piste et rouler dans ces conditions est considéré trop dangereux. Le départ est enfin donné ensuite et Rossi gagne une position alors que Marquez garde la tête. Les écarts commencent dès les premiers tours à se creuser. Marquez, Dovizioso, Rins et Miller s’échappent alors que Rossi est bloqué derrière Pol Espargaro. Après de nombreux tours, Rossi parvient à trouver l’ouverture sur la KTM et passe 5e. Crutchlow, 7e, remonte rapidement sur Rossi et Espargaro et les passe tous les deux assez rapidement. Rossi est donc 6e et arrive à creuser l’écart avec Pol Espargaro. La course est ensuite très peu animée car Marquez en tête depuis le départ creuse enfin un écart suffisant sur Dovizioso. Dans les derniers tours, Miller vole le podium à Rins. Marquez remporte la course à nouveau haut la main devant Dovizioso et Miller. Rins finit 4e devant Crutchlow et Rossi, finissant première Yamaha comme maigre consolation. Rossi revient à 1 point de son coéquipier au général et reste 6e à 120 unités du leader incontesté qui n’est autre que Marquez. Classement général après le GP de République tchèque : 1. Márquez : 210 pts, 2. Dovizioso : 147 pts [-63 pts], 3. Petrucci : 129 pts [-81 pts].
Le week-end du 11 août, c’est le GP d’Autriche, à Spielberg, sur le Red Bull Ring. Rossi fait des essais plutôt convaincants sur un circuit qui ne lui réussit pas vraiment depuis son retour au calendrier. Il termine 5e en FP1, 11e en FP2, 6e en FP3 et 16e en FP4. Il passe donc directement en Q2. La qualification ne se passe pas aussi bien que prévu puisqu’il se qualifie seulement 10e. Le lendemain, c’est jour de course. Au départ, Rossi ne réalise pas un envol fulgurant mais il arrive à gagner deux positions dans le premier virage. Devant, au prochain virage, Marquez emmène Dovizioso à l’extérieur de la piste après un freinage un peu trop tardif et permet à Quartararo de prendre les commandes alors que Rossi dépasse Nakagami pour le gain de la 7e place. Dès l’entrée du second tour, Rossi passe son coéquipier Viñalès pour la 6e position alors que Dovizioso est remonté 2e derrière Quartararo qui a maintenant quelques longueurs d’avance. Rossi passe également Rins et se retrouve déjà 5e après deux tours. Ensuite, Marquez remonte doucement et s’empare de la 3e place sur Miller alors que cinq pilotes semblent se détacher du reste du peloton dont Rossi qui ferme la marche du groupe de tête. Deux tours plus tard, Dovizioso récupère la tête suivi immédiatement par Marquez. Après 7 tours, Miller chute après avoir emprunté une trajectoire trop large. Rossi récupère donc la 4e place alors que Marquez reprend le commandement mais la bataille entre lui et Dovizioso ne fait que commencer. Les écarts commencent eux aussi à se former et Rossi perd le contact avec Quartararo. C’est à 9 tours de l’arrivée que la course opère un changement de leader : Dovizioso reprend la tête. Pendant ce temps, Rossi est en train de se faire rattraper par Viñalès et Rins qui se rapprochent dangereusement de l’Italien. Les hostilités sont relancées à 3 tours de la fin où Marquez attaque et prend à nouveau la 1re place. Pendant les deux derniers tours, la balle change de camp à chaque instant. Marquez mène au moment d'aborder les deux derniers virages mais Dovizioso se rapproche très rapidement du leader au point de tenter le tout pour le tout dans l’ultime virage et rééditer sa victoire de 2017 de façon quasi similaire. Son attaque surprend tout le monde et les deux motos étaient tellement proches que Dovi en a même cassé la protection de poignet de frein de son adversaire. Ainsi, cela permet à Dovizioso de s’imposer et à Ducati de rester invaincue sur le tracé autrichien depuis son retour au calendrier en 2016. Quartararo finit à nouveau sur le podium et Rossi termine 4e après une belle remontée et après avoir résisté à Viñalès et Rins qui n’ont finalement jamais pu l’attaquer. Au classement, Rossi reprend la 5e place avec 103 points et 1 point d’avance sur Viñalès. Classement général après le GP d’Autriche : 1. Márquez : 230 pts, 2. Dovizioso : 172 pts [-58 pts], 3. Petrucci : 136 pts [-94 pts].
Le week-end du 25 août, c’est le GP de Grande-Bretagne, en Angleterre, à Silverstone, sur le circuit du même nom. Rossi est très performant dès les essais. Il se place 7e en FP1, 4e en FP2, 2e en FP3 et 4e en FP4. En qualification, il signe un excellent chrono dans les derniers instants de la Q2 et qui le qualifie second sur la grille de départ. Le dimanche, la météo ne vient pas perturber la course comme l’an passé et au départ, Rossi conforte sa position et reste dans la roue de Marquez alors que Rins commet une petite chaleur qui gêne Quartararo et le fait chuter. Dovizioso juste derrière, percute sa moto et la Ducati prend feu en retombant au sol. Les deux pilotes sont évacués difficilement et boitent légèrement. Après ce départ mouvementé, Marquez, Rossi et Rins mènent la course d’une petite avance confortable. Dès le deuxième tour, Rins est rapide et passe Rossi pour la 2e place. Rossi perd ensuite du terrain sur les deux hommes de tête à cause d’un manque de grip sur le pneu arrière qui l’empêche d’attaquer au maximum. Viñalès le rattrape assez rapidement et le passe après 6 tours de course. Rossi rétrograde en 4e place, en dehors du podium dont il a cruellement besoin. C’est 4 tours plus tard que la course se réanime avec Rins qui attaque Marquez. Marquez le repasse immédiatement dans la ligne droite suivante. La course suit son cours pendant que Viñalès commence à revenir sur le groupe devant. Rossi, pour sa part, n’arrive pas à suivre Viñalès et cède du terrain et doit ralentir à cause de son problème de pneu. À 4 tours de l’arrivée, Rins cravache pour dépasser Marquez mais il commet une petite erreur qui aurait pu lui coûter cher et l’envoyer au tapis. Heureusement, il a pu reprendre le contrôle de la Suzuki et réduit son retard très rapidement sur Marquez alors que Viñalès et toujours en observateur non loin derrière. À 2 tours de la fin, les assauts finaux sont lancés. Rins attaque Marquez mais ce dernier réplique et reprend le commandement. Au moment d’entamer le dernier tour. Rins tente un dépassement dans la dernière courbe rapide précédant la ligne d’arrivée mais Marquez ne le voit pas et le pousse à l’extérieur en dehors de l’asphalte. Ce fait de course permet à Viñalès de se rapprocher à une demi-seconde des deux hommes. Dans le dernier tour, Rins et Marquez sont très proches mais Rins n’arrive pas à trouver l’ouverture. Le tour d’avant, Rins était beaucoup plus rapide que Marquez dans la dernière courbe donc il attend le passage dans cette dernière cassure pour réussir à déborder la Honda de treize millièmes de seconde. Rins bat Marquez et s’impose. Marquez se fait encore dépasser dans l’ultime virage comme en Autriche. Viñalès était proche mais il reste 3e loin devant Rossi 4e et Morbidelli 5e après une belle bataille avec Crutchlow. Au général, Rossi se fait repasser par Viñalès pour deux points et descend 6e. Classement général après le GP de Grande-Bretagne : 1. Márquez : 250 pts, 2. Dovizioso : 172 pts [-78 pts], 3. Rins : 149 pts [-101 pts].
Le week-end du 15 septembre, c’est le GP de Saint-Marin, qui se déroule en Italie, à Misano, sur le circuit Marco Simoncelli. Rossi réalise de plutôt bons essais en se plaçant 9e en FP1, 4e en FP2, 7e en FP3 et 6e en FP4. En Q2, il signe le 7e chrono et se qualifie donc sur la troisième ligne. Au départ, Rossi garde sa position malgré les assauts de Dovizioso. Il essaye de dépasser Rins rapidement mais il se fait repasser. Viñalès est en tête. Deux tours après le départ, Quartararo passe en tête devant Viñalès et Marquez qui commence à remonter. Rossi est toujours 7e et bute sur Pol Espargaro et Rins devant lui. Le tour suivant, c’est Marquez qui dépasse Viñalès au terme d’une attaque virile. Ces deux pilotes ainsi que Quartararo ont un rythme supérieur au reste du peloton et s’échappe. Rossi se débarrasse enfin de la Suzuki de Rins après une erreur de celui-ci à 22 tours de la fin. Rossi récupère la 6e place et dans le tour suivant, Rossi hérite de la 5e place grâce à une attaque ferme. Rossi tente ensuite de revenir sur Morbidelli, excellent 4e. Devant, Quartararo et Marquez roulent ensemble sans s’attaquer. La course est calme pendant au moins 10 tours jusqu’à ce que Rins tombe et perde gros au championnat. Le tour d’après, Rossi passe enfin sur Morbidelli après avoir réitéré la même attaque que celle sur Espargaro et prend la 4e place. Les trois pilotes de devant sont trop loin pour espérer une meilleure position à l’arrivée. C’est ensuite dans l’entrée du tout dernier tour que Marquez décide d’attaquer Quartararo. Il passe mais 3 virages plus tard, le Français réplique. Il reprend la tête éphémèrement car le déficit de vitesse de pointe de sa Yamaha profite à Marquez qui le passe deux virages plus tard et s’envole vers un énième succès. Quartararo finit second sans avoir démérité et Viñalès complète le podium. Rossi finit 4e talonné de près par Morbidelli et Dovizioso. Rossi reste 6e au général avec 146 points de retard sur l’indomptable Marquez. Classement général après le GP de Saint-Marin : 1. Márquez : 275 pts, 2. Dovizioso : 182 pts [-93 pts], 3. Petrucci : 151 pts [-124 pts].
Le week-end du 22 septembre, c’est le troisième GP d’Espagne, en Aragon, à Alcaniz, sur le Motorland Aragon. Rossi est assez inconstant dans ses essais mais il est plutôt rapide. Il fait 17e en FP1, 2e en FP2, 7e en FP3 et en FP4. À noter que la FP3 s’est déroulée sur piste humide. En Q2, Rossi a un peu plus de mal à améliorer son chrono et se qualifie 6e. Au départ, Rossi réalise un envol correct et garde sa position alors que Marquez vire en tête et prend déjà quelques longueurs d’avance. Dans le premier tour, Rins vient percuter Morbidelli et le fait chuter ce qui lui vaudra une pénalité de long lap. Rossi est ensuite bloqué par l’Aprilia d’Aleix Espargaro et se fait rattraper par Dovizioso et Crutchlow. Deux tours plus tard, Dovi ne tarde pas à dépasser Rossi et arrive à se débarrasser d’Espargaro dès le tour suivant. Trois tours plus tard, Rossi est distancé et Crutchlow en profite pour le passer. Rossi est 8e. Ensuite, rien ne se passe dans la course excepté que Dovizioso et Miller parviennent à doubler Viñalès pour monter tous deux sur le podium en compagnie de Marquez, qui gagne un nouveau trophée de façon incontestable. Viñalès et Quartararo terminent respectivement 4e et 5e alors que Rossi ne finit que 8e après n’avoir doublé personne durant la course. Il s’est plaint d’un manque d’adhérence l’empêchant d’attaquer plus fort ; un problème qui commence à devenir récurrent. Rossi accumule de plus en plus de retard au classement et reste 6e mais il grappille petit à petit des points et se rapproche de la troisième place (il ne pointe qu’à 21 pts de Rins). Classement général après le troisième GP d’Espagne : 1. Márquez : 300 pts, 2. Dovizioso : 202 pts [-98 pts], 3. Rins : 156 pts [-144 pts].
Le week-end du 6 octobre, c'est le GP de Thaïlande, à Buriram, sur le circuit international de Chang. Rossi est plutôt constant et rapide lors des essais puisqu'il se place 6e en FP1, 5e en FP2, 11e en FP3 (sur piste séchante) et 6e en FP4. En qualification, Rossi chute au début de la séance. Il parvient toutefois à rejoindre les stands et enfourcher sa deuxième moto avant que la Q2 ne se termine. Il se qualifie seulement 9e. Sur la grille de départ, la moto de Miller cale. Il doit donc revenir aux stands pour repartir. Rossi gagne donc une position avant même de s'être élancé. Le départ est donc donné mais Rossi est un peu bloqué à l'intérieur ce qui lui fait perdre deux positions. Il arrive, en revanche, à les récupérer très rapidement dans le premier tour et même à dépasser Rins dans le dernier virage pour finir le premier tour en 7e position. Pendant ce temps, c'est Quartararo qui mène les débats devant Marquez et Viñalès. Il faut attendre 4 tours pour que Rossi dépasse Mir non sans problèmes puisque Rossi manque de tomber après avoir légèrement perdu l'avant. Rossi commence donc à se lancer à la poursuite de Dovizioso et Morbidelli qui se battent pour la 4e place. Mais sa tentative de remontée est prématurément interrompue par un manque de grip arrière qui refait surface comme en Aragon ou à Silverstone. Il ne peut donc pas résister aux attaques de Rins et de Mir, respectivement à 17 puis 16 tours de la fin, qui reprennent leur position. Durant tout le reste de la course, il est seulement intéressant de suivre l'écart qui sépare Quartararo de Márquez qui diminue et augmente de quelques dixièmes tout en oscillant autour de 1 seconde. C'est à quatre tours de l'arrivée que Márquez tente une première attaque qui n'est pas concluante. Mais, Marquez étant malin, il attend comme à Misano le début du dernier tour pour attaquer Quartararo et cette fois-ci, son attaque porte ses fruits. Quartararo donne tout ce qu'il a pour essayer de battre Marquez. D'ailleurs, il tente de le dépasser dans l'ultime virage de l'ultime tour mais il est un peu trop large. Marquez arrive donc à le repasser à l'accélération et à remporter la course. C'est un nouvel échec pour Quartararo mais il y en aura d'autres. Viñalès complète le podium et Rossi ne finit que 8e. Dovizioso ne finissant que 4e, Márquez remporte dès la Thaïlande son huitième titre en mondial. Il revient déjà à une unité de Rossi qui, pour sa part, connaît sa pire saison avec Yamaha. Il est toujours 6e du général mais avec seulement deux points d'avance sur Quartararo. Classement général après le GP de Thaïlande : 1. Márquez : 325 pts, 2. Dovizioso : 215 pts [-110 pts], 3. Rins : 167 pts [-158 pts].
Le week-end du 20 octobre, c’est le GP du Japon, à Motegi, sur le Twin Ring Motegi. Rossi réalise des essais assez inconstants. Il fait 12e en FP1, 5e en FP2, 12e en FP3 et 5e en FP4. Il passe directement en Q2 car la piste était mouillée en FP3 et séchante en FP4. En revanche, Rossi passe un peu à côté de sa qualification et ne signe que le 10e chrono. Le dimanche, Rossi réalise un envol correct mais il se retrouve englué dans le peloton et perd quatre places. Il pointe seulement 14e à la fin du premier tour alors que Marquez est en tête et a déjà pris de l’avance sur ses concurrents les plus proches. Rossi récupère la 13e position un tour plus tard après avoir dépassé Kallio. Il faut ensuite attendre plus de deux tours pour que Rossi se débarrasse d’Aleix Espargaro. Il est 12e. C’est à 17 tours de l’arrivée que Vale gagne à nouveau une position au détriment de l’autre Espargaro pour figurer 11e. Rossi commence ainsi à revenir sur Petrucci. Il arrive à le rattraper et à le passer. Il pointe un instant en 10e place mais Petrucci reprend son bien quelques secondes plus tard. Mais à 4 tours du dénouement, en essayant de grappiller quelques positions, Rossi va au tapis et conclut son GP du Japon, déjà catastrophique, sur une descente au général. En effet, il passe 7e au général au profit de Quartararo, sacré rookie de l’année, qui prend sa place. Marquez gagne devant Quartararo et Dovizioso. Classement général après le GP du Japon : 1. Márquez : 350 pts, 2. Dovizioso : 231 pts [-119 pts], 3. Rins : 176 pts [-174 pts].
Le week-end du 27 octobre, c’est le GP d’Australie, à Philip Island, sur le circuit du même nom. Ce GP est très spécial pour le nonuple champion du monde puisqu'un GP sur le circuit de Philip Island et toujours fantastique mais aussi car il fête son 400e GP, c’est le recordman dans ce domaine mais également le premier pilote de l’histoire à franchir ce cap. Dès les essais, que ce soit sur piste sèche ou humide, Rossi est à l’aise. Il fait 4e en FP1, 7e en FP2 et en FP4. Il n’effectue pas de chrono en FP3 comme de nombreux pilotes car il y a beaucoup de vent et les conditions ne permettent pas de rouler à fond. Ce vent va justement poser des problèmes puisque la fin des FP4 et les qualifications sont annulées au vu de la violente chute de Miguel Oliveira à cause d’une violente rafale. Finalement, l’organisation décide que les qualifications se dérouleront dimanche avant les courses. Rossi est donc directement en Q2 et réalise un bon chrono qui le classe 4e. Lors du départ, Rossi signe un envol fulgurant qui lui permet, par l’extérieur, de virer en tête au premier virage avec une bonne demi-seconde d’avance et de faire donc le holeshot. Il commence de la plus belle des manières sa 400e course alors que Petrucci s’envole dans les airs au virage 2 et vient percuter avec son propre corps la moto de Quartararo, qui chute aussi. Les deux pilotes sont indemnes. Rossi finit le premier tour 1er devant Crutchlow et l’incroyable Iannone avec l’Aprilia. Rossi reste en tête seulement 3 tours car la vitesse de pointe de la Honda de Crutchlow ne fait qu’une bouchée de Rossi dans la ligne droite. Rossi est relégué 2e et même 3e car Iannone, qui n’en finit pas de surprendre, en profite pour passer aussi. Iannone va même réussir à s’emparer de la tête un cours instant mais il se fait dépasser en ligne droite. D’ailleurs, Rossi perd deux places au début de ce tour en étant gêné par deux fois par Iannone. Le tour suivant, il se fait dépasser par l’autre Aprilia d’Espargaro dans la ligne droite puis à nouveau le tour d’après, Rossi perd une autre place au profit de Rins au même endroit. Rossi est 7e. Et encore le tour suivant, Rossi est déposé par Dovizioso et la puissance de la Ducati. Rossi arrive quand même à le repasser rapidement. Cette fois-ci, Rossi n’est pas dépassé dans la ligne droite. Il est toujours dans le groupe de tête, composé de 9 pilotes. Mais Viñalès et Marquez s’emparent justement du commandement et commencent à enchaîner meilleurs tours sur meilleurs tours et donc à s’échapper avec Crutchlow qui arrive à suivre le rythme et à se mettre à l’abri à la 3e place. À ce moment, Rossi est en regain de forme. Effectivement, en 3 tours, il remonte de 7e à 4e. Pendant 4 tours, le docteur parvient à rester 4e mais les Ducati de Dovizioso, Miller et Bagnaïa le passent en l’espace de 4 virages et surtout une ligne droite. Rossi rétrograde donc 7e. En 2 tours, Rossi est passé par Iannone et Mir. À 6 tours de la fin, Rossi figure seulement en 10e position après avoir été dépassé par Rins dans ce fameux bout droit qui fait tant défaut aux Yamaha. Pendant ce temps, aux avant-postes, Marquez attend patiemment le dernier tour pour dépasser Viñalès ; la Yamaha étant beaucoup trop lente en ligne droite. Il est en train de faire le même coup qu’à Quartararo à Misano et en Thaïlande mais cette fois-là avec Viñalès. Et comme prévu, Marquez qui juste ici ralentissait en fin de ligne droite, dépasse Viñalès dès l’entrée dans le dernier tour. Derrière les pilotes se gênent et Rossi arrive à récupérer une place sur Rins alors que Dovizioso perd 4 places d’un coup en élargissant. Rossi est 9e. Devant, Viñalès essaye de répliquer mais Marquez freine tard. Et l’inattendue se produit car Viñalès, à 3 courbes de l’arrivée, commet une erreur stupide et part à la faute. Ainsi, Marquez gagne à nouveau devant Crutchlow qui avait fait sa course tout seul. Rossi avait donc le podium en ligne de mire avec ce rebondissement de dernière minute et il hérite donc de la 8e position avec un écart d’à peine une seconde entre lui et Miller qui complète le podium, chez lui, dans son pays. Rossi reste 7e au général mais avec les chutes de Petrucci, Quartararo et Viñalès et Rins qui finit derrière lui, il fait finalement une bonne opération et n’est qu’à 30 points du podium du championnat. Classement général après le GP d’Australie : 1. Marquez : 375 pts, 2. Dovizioso : 240 pts [-135 pts], 3. Rins : 183 pts [-192 pts].
Le week-end du 3 novembre, c’est le GP de Malaisie, à Selangor, sur le circuit de Sepang. Valentino Rossi est à l’aise dès les essais même si les résultats ne le démontrent pas tout le temps. Il fait 8e en FP1, 3e en FP2, 12e en FP3 et 2e en FP4. Au cumul des séances, il accède à la Q2 directement et signe une bonne 6e place. Au départ, Rossi prend une bonne impulsion mais il se fait rattraper avant le premier virage par la Ducati de Petrucci et la Honda de Marquez qui arrivent à lui faire l’intérieur. Rossi est ainsi gêné et se retrouve 9e. Mais Rossi a plus d’un tour dans son sac et fait un excellent premier tour en doublant Petrucci, Quartararo, Rins et Morbidelli. Il finit le tour 5e alors qu’il l’avait commencé 9e. C’est d’ailleurs son coéquipier Viñalès qui mène les débats pour le moment et donne tout pour s’échapper et se protéger de Marquez qui passe après deux tours seulement en seconde position alors qu’il s’élançait de la 11e place. Rossi signe dans le tour suivant le meilleur tour en course et bat le record du meilleur tour en course dans le même temps et se rapproche rapidement des leaders. Un tour plus tard, Rossi tente de dépasser Miller pour la 4e place mais ce dernier réussit à le décroiser et reprendre sa position. À 15 tours du dénouement, Rossi arrive à repasser Miller mais ce dernier bénéficie de la puissance de sa machine pour le repasser. Le tour suivant, Rossi essaye pour la 3e fois de doubler Miller et cette fois-ci est la bonne car Miller perd légèrement l’avant ce qui l’empêche de décroiser à nouveau. Rossi est 4e. Mais Rossi ne veut pas s’arrêter là et vise maintenant le podium qui lui fait défaut depuis désormais 14 courses et le GP des États-Unis. Il revient très fort sur Dovizioso mais tous ses efforts sont réduits à néant à chaque tour car la Yamaha reperd tout dans les deux longues lignes droites du dernier secteur. Malgré ce gros désavantage, Rossi tente le premier assaut à 8 tours de la fin mais il est décroisé par Dovizioso. Après 4 tours calmes, Rossi retente le coup mais il freine bien trop tard et Dovizioso peut repasser. Rossi donne tout dans les derniers hectomètres de course mais la lutte est trop inégale pour pouvoir aller chercher ce podium qui lui tendait les bras. Viñalès gagne en maître devant Marquez et Dovizioso. Rossi est 4e devant Rins mais cette course a montré le réel potentiel de Rossi avec une moto qui n’a pas eu les problèmes qui apparaissaient régulièrement lors des dernières courses. Rossi reste 7e au général mais peu potentiellement finir 5e du championnat à Valence alors que Marquez bat le record de points en une saison s’élevant à 383 unités détenu par Lorenzo. Marquez est à 395 sachant qu’il reste encore une manche. Classement général après le GP de Malaisie : 1. Marquez : 395 pts, 2. Dovizioso : 256 pts [-139 pts], 3. Viñalès : 201 pts [-194 pts].
Le week-end du 17 novembre, c’est le quatrième GP d’Espagne et le dernier GP de la saison, dans la communauté valencienne, à Cheste, sur le circuit Ricardo Tormo. Rossi est plutôt rapide lors des ultimes séances d’essais de 2019 et termine 8e en FP1, 14e en FP2, 4e en FP3 et 11e en FP4. Malgré un bon chrono en FP3, il passe complètement à côté de sa qualification et réalise un chrono moins rapide que celui de la FP3 et se place bon dernier de la Q2, soit 12e. Lors de la course, Rossi réalise un bon départ puisqu’il passe 9e mais il est gêné à l’intérieur du virage 4 par Morbidelli qui le fait rétrograder 10e. C’est Quartararo qui mène la course à ce moment. Rossi dépasse Crutchlow à la fin du premier tour et à l’entame du suivant, il freine tard et élargit, sans conséquence car il reste 9e. À 20 tours de la fin de la saison, Marquez prend les commandes. Deux tours plus tard, Rossi a perdu le contact avec les pilotes devant lui et se fait passer par Crutchlow. Rossi descend 10e mais il récupère la 9e position en profitant de la chute de Crutchlow. Il faut attendre seulement 2 tours pour voir Rossi perdre à nouveau une position, doublé par Petrucci. Mais, de façon incompréhensible, Petrucci chute également juste devant Rossi et ce dernier reprend à nouveau sa 9e place qui a l’air de lui être promise. Plus la course avance et plus Rossi est isolé, il se trouve dans un véritable no man’s land. À 9 tours de l’arrivée, c’est Morbidelli qui est victime d’une chute et qui permet à Rossi de remonter en 8e position. Ensuite, la fin de la course se déroule dans un calme absolu, il ne se passe rien jusqu’à l’arrivée et la saison se termine par une ultime victoire de Marquez qui aura dominé outrageusement cette saison qu’il finit avec 12 victoires et 420 points dans l’escarcelle qui fait de lui le premier pilote à dépasser la barre des 400 points en une seule saison. Quartararo et Miller complètent le podium devant Dovizioso et Rins. Rossi finit 8e alors que la légende et le quintuple champion du monde Jorge Lorenzo tire sa révérence et finit son dernier GP en 13e position. Rossi termine 7e du championnat à 2 points de Petrucci, synonyme de 6e place. Classement général final après le quatrième GP d’Espagne : 1. Marquez : 420 pts, 2. Dovizioso : 269 pts [-151 pts], 3. Viñalès : 211 pts [-209 pts], 4. Rins : 205 pts [-215 pts], 5. Quartararo : 192 pts [-228 pts] […] 7. Rossi : 174 pts [-246 pts].
Dès janvier, alors que les premiers tests officiels n’ont même pas encore commencé, Yamaha officialise ses deux pilotes usines pour 2021 et 2022. Ils reconduisent Viñalès et font monter Quartararo, très prometteur dans le team officiel. Ainsi, Rossi n’a plus de guidon pour la saison prochaine dans le team usine mais assure que cette décision a été prise en conscience par lui et Yamaha. D’ailleurs, Yamaha donne l’opportunité à Rossi de continuer en 2021 chez Yamaha Petronas, le team satellite. Yamaha assure également d’offrir le meilleur matériel à Rossi s'il continue en 2021 comme s'il était pilote usine pour la marque. Rossi, pour sa part, veut se baser sur ses résultats et son niveau de compétitivité. Si ses résultats sont en-dessous de ses attentes, il raccrochera très certainement le cuir après 25 saisons et une carrière infiniment longue et s’il parvient à rester en haut des classements avec cette nouvelle Yamaha, alors il signera très certainement chez Yamaha Petronas. Il se donne jusqu’au GP d’Italie pour juger de ses performances et prendre une décision cruciale sur la continuité de sa carrière.
Le début de saison est marqué par l’éclatement de la pandémie de Covid-19 qui touche le monde entier et prend de l’ampleur. Une semaine avant l’ouverture de la saison, le GP du Qatar est annulé uniquement pour la catégorie MotoGP à cause des restrictions de voyage qui bloquent de nombreux membres du paddock. Les deux autres catégories ayant fait des tests et se trouvant sur place, les GP Moto2 et Moto3 sont maintenus. Quelques jours après cette annulation, le GP de Thaïlande qui devait se tenir deux semaines après le GP du Qatar est reporté au 4 octobre, date qui correspond au moment où il s’était déroulé l’an passé et en 2018, vers début octobre. Le GP d’Aragon est donc avancé d’une semaine pour laisser place à la manche thaïlandaise du championnat du monde. Ainsi, la première épreuve du MotoGP devrait se tenir à Austin mais la quarantaine mise en place dans le Nord de l’Italie bloque des membres du paddock et notamment Valentino Rossi et pourrait durer jusqu’aux dates du GP des Amériques justement. Il n’est donc pas sûr que puisse se disputer la manche américaine le 5 avril comme prévu. Quelques jours plus tard, l’Italie est placée intégralement en quarantaine jusqu’au 3 avril, date du début du Grand Prix moto des Amériques. Le GP est donc immédiatement reporté au 15 novembre, en toute fin de saison, juste avant le GP de Valence qui est repoussé d’une semaine pour laisser place à la manche américaine. La première manche du championnat MotoGP est donc, pour le moment, annoncée en Argentine (qui devait être à la base le quatrième GP), juste avant la tournée européenne. Le GP d’Argentine est à son tour reporté au 22 novembre et le GP de Valence est encore décalé d’une semaine pour être prévu le 29 novembre. Le premier GP de la saison est donc, très provisoirement, prévu à Jerez. Ce qui est sûr au moins (enfin presque), c’est que la saison MotoGP commencera en Europe. Mais l'épidémie prend de plus en plus d'ampleur et tout le monde préfère se montrer prudent. Ainsi, à différentes dates, Les GP d'Espagne, de France, d'Italie et de Catalogne sont reportés à des dates ultérieures qui ne sont pas encore connues à ce jour. Ils pourraient d'ailleurs être tous annulés si le calendrier ne pouvait pas être modifié. On apprend ensuite que le GP des Pays-Bas est reporté et que le GP de Finlande, encore soumis à une homologation, ne pourra certainement avoir lieu. Pour l'homologation du tracé, les patrons de la Dorna doivent se déplacer, or les mesures exceptionnelles ne le permettent pas. Ainsi, pour faciliter les choses, les GP d'Allemagne, des Pays-Bas et de Finlande sont annulés purement et simplement donc les pilotes ne rouleront sur le Kymi Ring (en) qu'à partir de 2021. Le début de la saison est pressenti en Autriche après la trêve estivale ou peut-être une semaine avant sur le circuit de Brno, qui sont deux pays peu touchés par l'épidémie de coronavirus.
En ce qui concerne Rossi, les discussions avec Yamaha Petronas commencent à créer de plus en plus de possibilité pour le « Docteur » de continuer en 2021. Il dit lui-même d'ailleurs qu'il ne souhaite pas s'arrêter sur une saison blanche, ce qui est une issue à prendre en compte car pas impossible. Le team annonce d'ailleurs qu'il statuera en juillet, voire août mais que la décision pourrait être compliquée car le team préférerait faire éclore de jeunes talents à l'instar de Fabio Quartararo. S'il veut continuer, Rossi devra également faire des concessions ; il se pourrait que seulement trois membres de son équipe technique actuelle puissent suivre Rossi dans le team satellite s'il signe avec eux.
Lors d'un entretien avec BT Sports, Rossi n'a pas confirmé encore à 100 % qu'il serait dans le team Yamaha Petronas SRT (en). Il évoque même une potentielle retraite au sein de BT Sports[réf. souhaitée].
C'est vers le 10 juin 2020 qu'est enfin communiqué et officialisé le nouveau calendrier pour la saison 2020. Le calendrier est complètement modifié avec la réintégration des grands prix d'Espagne, de France et de Catalogne qui avaient été reportés chacun à une date ultérieure. En revanche, le GP d'Italie qui devait se tenir au Mugello est annulé et ne reviendra normalement qu'en 2021. De nombreux doublons de GP (cinq doubles épreuves organisées au total) font leur apparition avec notamment sept courses en Espagne sur les 13 courses européennes. Il faut bien préciser treize courses européennes car deux GP américains (États-Unis et Argentine) et deux GP asiatiques (Thaïlande et Malaisie) pourraient accueillir la MotoGP ou pourraient voir leur GP respectif ne pas se dérouler cette année. Ces décisions devraient tomber au fil de la saison mais tout le monde partira avec des incertitudes. En tout cas, le GP d'Espagne à Jerez, première manche du championnat MotoGP, doit se tenir du 17 au 19 juillet suivi du GP d'Andalousie du 24 au 26 juillet, toujours sur le même circuit. Un peu avant le début de la saison, le GP des Amériques à Austin est finalement annulé.
Le week-end du 19 juillet, c’est le GP d’Espagne, première manche tant attendue de la saison MotoGP, à Jerez de la Frontera, sur le circuit Angel Nieto. Alors qu’il est presque sûr que Rossi continue sa carrière avec Yamaha Petronas, ce dernier éprouve des difficultés dès les essais avec ses pneumatiques, notamment l’après-midi avec les fortes chaleurs. Cela fait déjà quatre ans d’affilée depuis sa victoire en 2016 qu’il souffre sur ce circuit. Il termine treizième en FP1, vingtième en FP2, huitième en FP3 et dix-septième en FP4. Bien heureusement, il réussit à figurer dans le top 10 qui permet l’accès direct à la Q2. En qualifications, Rossi a du mal et ne peut se qualifier qu’en onzième place. Il gagne toutefois deux places sur la grille « grâce » à deux forfaits ; celui de Rins après une chute en Q2 (fracture de l’humérus) et celui de Crutchlow après une chute durant le warm-up (fracture du scaphoïde). Lors du départ, Rossi s’extirpe correctement de son emplacement et se porte à hauteur de Morbidelli mais il perd une position et se retrouve dixième. Devant, c’est Viñalès qui a pris la tête des opérations. On sent que Rossi a déjà du mal puisqu’il ne peut pas attaquer le pilote devant lui et commence même à se faire distancer, tout en s’échappant du groupe de derrière. Devant, Viñalès commet quelques erreurs sous la lourde pression de Marquez qui passe rapidement devant après seulement deux tours. Mais il n’est pas le seul à faire des erreurs puisque Marquez manque de tomber à peine deux tours plus tard et sort large dans les graviers. Il repart loin et cela permet à Rossi de se retrouver neuvième. Binder, rookie venant de Moto2, commet aussi une erreur et passe de la huitième place à la dernière. Rossi est donc promu au huitième rang. À 17 tours du dénouement, Quartararo s’empare de commandes après une erreur de Viñalès qui permet aussi à Miller de passer second. Il aura fallu à peine 10 tours pour que Marquez rattrape Rossi. Rossi le laisse passer d’ailleurs, soit parce qu’il sait pertinemment qu’il est plus lent, soit parce qu’il n’a pas envie de revivre l’épisode douloureux de Termas en 2018. Rossi se retrouve donc neuvième à nouveau. Rossi revient même à la dixième place après qu’Oliveira l’ait doublé. Et comme si cela ne suffisait pas, c’est à sept tours de l’arrivée que Rossi gare sa moto sur le côté, victime d’un problème technique. C’est la première fois qu’il abandonne à Jerez après y avoir couru 25 fois depuis 1996. Pendant ce temps, le final approche et Quartararo s’envole vers son premier succès mais Marquez ne l’entend pas de cette oreille puisqu’il prend tous les risques pour remonter. En effet, il remonte jusqu’en troisième place à quatre tours de l’arrivée, mais sa remontée va s’achever brutalement. Alors qu’il remonte sur Viñalès, il est éjecté de sa moto et chute lourdement. Coup de tonnerre puisqu’il lui sera diagnostiqué une fracture de l’humérus qui va certainement compromettre sa participation au prochain GP dans une semaine. Maintenant, Quartararo est seul devant et remporte sa première victoire en MotoGP qu’il attendait depuis déjà quelques mois. D’ailleurs, il devient le premier Français à gagner en MotoGP et le premier depuis 21 ans à gagner en catégorie reine. Viñalès termine second et Dovizioso arrache la troisième place à Miller. Pour Rossi, il faudra se relever dans une semaine, toujours à Jerez et il espère trouver des solutions à ses problèmes et marquer de gros points. Classement général après le GP d’Espagne : 1. Quartararo : 25 pts, 2. Viñalès : 20 pts [-5 pts], 3. Dovizioso : 16 pts [-9 pts].
Le week-end du 26 juillet, c’est le GP d’Andalousie, deuxième manche en Espagne, toujours sur le circuit Angel Nieto de Jerez de la Frontera. Aux essais, Rossi semble avoir trouvé des solutions dès les premiers tours. En effet, il est plus rapide que la semaine passée en étant 2e en FP1, 8e en FP2, 8e en FP3 et 11e en FP4. Comme le week-end dernier, il accède à la Q2 sans passer par la Q1. En revanche, il se qualifie bien mieux puisqu’il signe le 4e chrono de la séance. Lors du départ de la course, Rossi s’envole très correctement et ravit presque la seconde place de Viñalès, mais ce qui est sûr, c’est qu’il gagne une position et se place 3e. Quartararo est leader devant Viñalès. Dès la fin du premier tour, Viñalès tente de dépasser Quartararo mais il prend très large le virage, ce qui permet à Quartararo de reprendre son bien et à Rossi de prendre la 2e position. Alors que Quartararo s’envole, Viñalès reste pressant derrière Rossi pendant quelques tours. Mais aux environs du 5e tour, Rossi commence petit à petit à créer un léger écart inférieur à une seconde mais suffisant pour l’empêcher d’attaquer. En effet, en l’espace de deux tours, le coéquipier de Rossi se fait dépasser par Bagnaïa, Miller et Morbidelli et se retrouve 6e. Dans le même tour, Miller chute alors qu’il aurait pu jouer gros aujourd’hui. C’est un tour plus tard que Rossi rétrograde au classement après s’être fait doublé par Bagnaïa. Il est toujours virtuellement sur le podium, en 3e place. À 9 tours de l’arrivée, Morbidelli est victime d’un ennui mécanique alors qu’il rivalisait avec Rossi. Cela permet à Viñalès de revenir dans les roues de Valentino. À 7 tours de la fin, c’est au tour de Bagnaïa d’être victime d’un problème mécanique. Une casse moteur ruine sa course alors qu’il avait plus de 2 secondes d’avance sur Rossi et pouvait monter sur son premier podium en MotoGP. Rossi remonte donc en 2e place juste devant son coéquipier. Pendant 6 tours, l’Espagnol n’arrive pas à dépasser Rossi mais il profite finalement d’une légère erreur pour s’emparer de la 2e place à même pas 2 tours du dénouement. Ainsi, Quartararo remporte la course d’une main de maître devant Viñalès et Rossi qui renoue avec le podium qui lui faisait défaut depuis Austin l’an passé. Il s’agit d’un podium 100 % Yamaha et de son 199e podium en catégorie reine. Il pointe donc 6e au général avec 16 points. Classement général après le GP d’Andalousie : 1. Quartararo : 50 pts, 2. Viñalès : 40 pts [-10 pts], 3. Dovizioso : 26 pts [-24 pts].
Le week-end du 9 août, c’est le GP de République tchèque, à Brno, sur le circuit Masaryk. Rossi affiche un bon rythme dès les essais et est notamment très proche des meilleurs chronos. Il se classe 8e en FP1, 12e en FP2, 5e en FP3 et en FP4. Il accède donc encore à la Q2 mais il se qualifie à une décevante 10e place alors qu’il aurait pu prétendre au Top 6. Le lendemain, lors du départ de la course, Rossi ne fait pas un envol fracassant puisqu’il est un peu enfermé et malmené dans le peloton. Après quelques virages, il pointe 12e mais il récupère sa position initiale en passant sur Miller et Mir. Devant, Morbidelli mène. À la fin du premier tour, Rossi pointe à la 9e place après avoir dépassé son compatriote Petrucci. 3 tours plus loin, Rossi dépasse son coéquipier Viñalès qui a l’air de souffrir avec la moto. Le « docteur » est donc 8e. Il rattrape vite le duo Espargaró-Rins devant lui mais il n’arrive pas à dépasser alors que l’Aprilia fait le bouchon et fait perdre du terrain aux deux hommes derrière qui sont plus rapides. À 14 tours de l’arrivée, Rins passe mais Rossi reste coincé derrière l’Espagnol. C’est à peine 2 tours plus tard que Rossi arrive enfin à prendre la 7e place. D’ailleurs, il récupère immédiatement la 6e place puisque Pol Espargaró chute après un contact avec Johann Zarco. Ce dernier écope d’une pénalité de Long Lap qu’il effectue parfaitement sans perdre de positions. À 10 tours de la fin, l’incroyable Binder prend les commandes du GP et commence déjà à s’échapper. Quartararo, le leader du championnat, commence à éprouver quelques difficultés et se fait passer coup sur coup par Rins et Rossi, qui pointe désormais en 5e position. Et même si Oliveira revient très fort sur Rossi en fin de course, le nonuple titré conserve sa position jusqu’au passage de la ligne et termine à seulement une seconde du podium. Binder gagne son premier GP ainsi que le premier de KTM en MotoGP devant Morbidelli et Zarco. Rossi est 7e du général. Il perd une position mais il se rapproche de ses rivaux au nombre de points. Il en a 27 et pointe à seulement 4 points de la 3e place du général. Classement général après le GP de République tchèque : 1. Quartararo : 59 pts, 2. Viñalès : 42 pts [-17 pts], 3. Morbidelli : 31 pts [-28 pts].
Le week-end du 16 août, c’est le GP d’Autriche, à Spielberg, sur le Red Bull Ring. Lors des essais, la météo est incertaine et d’après les prévisions, la pluie sera présente tout le week-end. La piste est humide en FP2 et au début des FP3, et c’est tout. Rossi, quant à lui, n’affiche pas un rythme très rapide. En effet, il est 13e en FP1, 9e en FP2, 11e en FP3 et 2e en FP4. Son meilleur chrono étant celui de FP1, il ne fait pas partie des 10 pilotes accédant directement à la Q2. Il doit passer par la Q1 pour la première fois cette saison. Il parvient à se qualifier in extremis en Q2 avec le 2e temps de la session. En Q2, il n’améliore pas son chrono de Q1 et se qualifie au 12e et dernier rang de la séance. Cela dit, le dimanche, Rossi réalise un bon départ puisqu’il gagne 3 positions et pointe à la 9e place. Miller est leader à ce moment-là. Dans le deuxième tour, Rins commet une erreur et perd de nombreuses places. Rossi se retrouve donc 8e. Deux tours plus tard, l’Italien récupère sa 9e place après qu’Oliveira l’ait doublé mais le tour suivant, Rossi dépasse Morbidelli et reprend la 8e position. Un tour plus tard, Rossi est même 7e puisque Quartararo, le leader du championnat, tire tout droit dans le bac à graviers et doit repartir bon dernier. Rossi attaque même son coéquipier Viñalès mais ce dernier repasse après que Rossi ait un peu raté son virage. C’est à 20 tours de la fin qu’un effroyable accident se produit. En effet, Zarco et Morbidelli se percutent avant le virage 3. Ce virage est très serré et les motos se dirigent à toute allure vers la piste et elles traversent la piste. Heureusement, aucun pilote n’est fauché même si Rossi a eu la plus grosse frayeur de sa vie en voyant passer la moto de Morbidelli juste sous son nez à une vitesse qui l’aurait certainement tué si la moto l’avait percuté. Rossi apparaît même très choqué sur certaines images. Évidemment, la course est interrompue par drapeau rouge. Heureusement, les deux pilotes ne sont pas blessés et la course est relancée et aucun tour n’est retiré. La course repart donc pour 20 tours et Rossi s’élance 7e sur la grille de départ. Lors du deuxième départ, Rossi conserve sa position et la KTM d’Espargaró mène la course à domicile. Le tour suivant, Binder attaque Rossi. Les deux hommes se touchent légèrement et élargissent. Rossi tente de répliquer immédiatement mais il perd deux places dans l’histoire puisque Nakagami vient se porter à la hauteur de Valentino Rossi. Rossi se retrouve 9e. Deux tours plus loin, Rossi reprend la 8e place après une erreur de freinage de Nakagami. À 12 tours de l’arrivée, les pilotes KTM Espargaró et Oliveira, qui courent dans le pays de la marque pour laquelle ils courent, s’accrochent et partent au tapis. Rossi remonte donc en 6e place mais il apparaît assez loin de Binder alors qu’il était sur ses talons quelques virages auparavant. Peut-être est-ce dû à une erreur de pilotage de sa part. En tout cas, Rins revient très fort sur le leader qui est Dovizioso mais au moment de le dépasser, il perd l’avant et chute. Ce Grand Prix n’en finit pas d’être animé. Rossi se retrouve donc 5e. En fin de course, Rossi remonte sur Binder. C’est dans le dernier tour qu’il est complètement revenu mais il ne parvient pas à le dépasser avant la ligne. Il n’échoue qu’à 3 dixièmes de la 4e place. Devant, le podium est le suivant : Dovizioso vainqueur devant Mir, qui signe son premier podium en MotoGP, et Miller. Le circuit reste à nouveau propriété de Ducati comme depuis 2016. Rossi fait une bonne opération au général puisqu’il finit devant le leader du championnat. Il remonte en 5e position à 29 pts de Quartararo. Classement général après le GP d’Autriche : 1. Quartararo : 67 pts, 2. Dovizioso : 56 pts [-11 pts], 3. Viñalès : 48 pts [-19 pts].
Le week-end du 23 août, c’est le GP de Styrie, deuxième manche en Autriche, toujours sur le Red Bull Ring de Spielberg. Rossi est rapide aux essais mais la concurrence a également beaucoup progressé. Les écarts sont régulièrement faibles mais Rossi pointe loin au classement malgré d’assez bons chronos. Il est 17e en FP1, 9e en FP2, 15e en FP3 et 13e en FP4. À l’instar du week-end passé, l’Italien doit passer par la Q1 alors qu’une erreur en FP3 dans un tour rapide lui a peut-être coûté une place en Q2. En Q1, il est plutôt rapide mais une chute, à nouveau dans un tour rapide, ruine ses chances de mieux se qualifier alors qu’il aurait vraisemblablement pu se qualifier pour la phase suivante des qualifications. Il partira donc 14e. Au départ, Rossi part mal mais il arrive à gagner de nombreuses positions par l’extérieur aux virages 1 et 3 ce qui lui permet d’être 9e dans le premier tour alors que Miller et Mir mènent la course à tour de rôle. Quelques tours plus tard, Rossi est dépassé par Binder et se retrouve à la dernière place du top 10. À vingt tours de l’arrivée, c’est maintenant au tour du rookie Iker Lecuona de dépasser un Rossi en difficulté à l’image des trois autres Yamaha qui se retrouve maintenant relégué en dehors du top 10, en 11e position. Pendant quelques instants, Rossi se retrouve 12e, dépassé par Quartararo mais Viñalès commet une erreur apparemment liée à un souci du système de freinage qui fait gagner une place à Rossi qui est donc logiquement en 11e place. C’est d’ailleurs Viñalès qui va causer une interruption de course à 13 tours de la fin. En effet, le problème de freinage s’avère véridique puisque Viñalès doit s’éjecter de sa moto qui vient s’encastrer dans les protections gonflables (« air fence » en anglais) et prend feu au passage. Le drapeau rouge est donc brandi mais la course ne tarde pas à repartir. Rossi est 11e sur la grille de départ. Rossi prend un bon départ et se retrouve 9e comme lors du premier départ. Rossi est même 8e pendant 4 tours environ après s’être emparé de la position de Rins avant que l’Espagnol ne reprenne son dû définitivement. Cependant, Rins doit s’y reprendre à 3 fois pour passer pour de bon sur Rossi. La course reste très animée devant jusque dans le dernier tour. Pol Espargaró mène au début du dernier tour mais Miller repasse à mi-circuit. L’Espagnol repasse dans l’avant-dernière courbe mais l’Australien veut repasser dans le dernier virage. Les deux hommes se gênent et s’écartent de la trajectoire pour finalement profiter à Miguel Oliveira qui dépasse les deux pilotes à la sortie du virage pour s’adjuger sa première victoire en MotoGP, la première de Tech 3 et la première d’un Portugais en catégorie reine. Miller et Espargaró complètent le podium. Rossi ne finit que 9e mais il limite les dégâts après une course compliquée et une Yamaha en souffrance. Le leader du championnat reste leader mais il finit encore très loin donc Rossi se rapproche à 25 pts du leader mais en 7e place. Les écarts sont très serrés. Classement général après le GP de Styrie : 1. Quartararo : 70 pts, 2. Dovizioso : 67 pts [-3 pts], 3. Miller : 56 pts [-14 pts].
Le week-end du 13 septembre, c’est le GP de Saint-Marin, à Misano, sur le Misano World Circuit Marco Simoncelli. Dès la première journée, Rossi affiche une excellente forme qui se poursuit sur la journée suivante. Aux essais, Rossi termine 11e en FP1, 5e en FP2, 1er en FP3 et 8e en FP4. Il part donc favori à la pole en qualifications avec son meilleur temps de la FP3. En Q2, il est surclassé par ses trois collègues de Yamaha, mais il se classe en 4e place. C’est la première fois que quatre Yamaha se retrouvent en tête des qualifications depuis Jerez 1988. Le dimanche, Rossi prend un très bon départ et vient se positionner deuxième dès le premier virage derrière son compatriote Morbidelli et Rossi attaque très rapidement le pilote Petronas pour passer en tête, en vain. Ces deux pilotes semblent rapides et se démarquent légèrement du reste du peloton. En effet, ils commencent à créer un écart avec Miller, 3e. La course reste assez calme ensuite jusqu’à 20 tours de l’arrivée où il se passe probablement le premier tournant du championnat. Effectivement, le leader du championnat Quartararo est victime d’une chute alors qu’il était 4e. Au fil des tours, l’écart entre Rossi et Miller semble augmenter alors que Rossi commence aussi à perdre du terrain sur le leader de la course. C’est à mi-course que Rins et Bagnaïa dépassent Miller et commencent à menacer les hommes de devant par leur vélocité. L’écart entre Rossi et Rins est de 2 secondes mais Rins, plus rapide que l’Italien, va commencer à revenir en emmenant dans sa roue Bagnaïa. C’est seulement 5 tours plus tard (à 9 tours de la fin) que la jonction est faite entre le pilote Yamaha et les deux pilotes Suzuki et Ducati. Ils étaient revenus à 4 dixièmes mais une petite erreur de Rossi leur ont permis de revenir complètement. Dans les deux tours qui suivent, Bagnaïa en grande forme malgré sa blessure parvient à dépasser coup sur coup Rins et Rossi. Il se retrouve donc 2e et Rossi rétrograde en 3e place. Rossi reste sous la pression de Rins mais ce dernier n’arrive pas à l’attaquer. Et à 3 tours du dénouement, Bagnaïa, qui avait créé un léger écart, est rattrapé par Rossi et Rins et même Mir qui commence à revenir assez fort. Malgré la proximité, Rossi ne parviendra pas à dépasser Bagnaïa. En revanche, à l’entrée du dernier tour, Rins a perdu du temps et Rossi possède une avance suffisante pour le podium. Mais Mir dépasse Rins à l’entrée de ce dernier tour aussi et est déjà revenu sur Rossi après quelques virages. C’est à mi-circuit que Mir attaque virilement mais de façon très propre Rossi pour le gain de la 3e place. Morbidelli remporte sa toute première victoire en MotoGP devant Bagnaïa et Mir. Quant à Rossi, la déception est énorme car il passe à côté d’un podium en compagnie de ses deux élèves de l’académie VR46 mais surtout d’un 200e podium en catégorie reine. Avec la chute de Quartararo, Rossi réalise à nouveau une bonne opération en passant 6e avec 58 points à seulement 18 unités du nouveau leader Dovizioso. Classement général après le GP de Saint-Marin : 1. Dovizioso : 76 pts, 2. Quartararo : 70 pts [-6 pts], 3. Miller : 64 pts [-12 pts].
Le week-end du 20 septembre, c’est le GP d’Émilie-Romagne, en Italie, toujours à Misano et sur le Misano World Circuit Marco Simoncelli. Rossi semble éprouver un peu plus de difficultés que la semaine dernière mais la concurrence est également plus véloce. Rossi se place 17e en FP1, 12e en FP2, 6e en FP3 et 12e en FP4. Il se qualifie donc en Q2 avec le 8e temps du classement combiné des sessions. En qualifications, il réalise un bon temps à seulement trois dixièmes de la pole mais les écarts sont tellement faibles qu’il est relégué à la 7e place. Lors de la course, Rossi réalise un plutôt bon départ et vire en 6e position après la première chicane. Il se fait immédiatement repasser par Binder à peine 6 virages après le départ et reprend donc sa position initiale. Viñalès est en tête à l’entame du second tour de course. Au début de ce deuxième tour, Rossi, qui estimait avoir un bon rythme pour la course, met un terme à tous ses espoirs de bons résultats en chutant. C’est ensuite à 22 tours de l’arrivée que Bagnaïa prend la tête du GP avant de la céder à seulement 7 tours du dénouement alors qu’il avait sûrement course gagnée. Viñalès récupère ainsi la tête et remporte la course devant Mir, qui aura effectué une excellente remontée et Pol Espargaró ; Quartararo ayant écopé d’une pénalité de 3 secondes après ne pas avoir effectué sa pénalité de long lap. Rossi était tout de même reparti après sa chute mais il a abandonné à 11 tours de la fin alors que s’il avait continué jusqu’au bout, il aurait pu grappiller 2 petits points. Pour lui, les dégâts sont minimes puisqu’il ne concède que 8 points au leader ce qui le fait descendre en 9e place à 26 points désormais de Dovizioso. Classement général après le GP d’Émilie-Romagne : 1. Dovizioso : 84 pts, 2. Quartararo : 83 pts [-1 pt], 3. Viñalès : 83 pts [-1 pt].
Le week-end du 27 septembre, c’est le GP de Catalogne, en Espagne, à Montmelo, sur le circuit du même nom. Rossi est performant dès le vendredi. Ses simulations de rythme en course le placent comme un sérieux prétendant à la victoire. Les résultats aux essais ne sont pas fantastiques mais les écarts sont assez resserrés. Rossi finit 8e en FP1, 9e en FP2, 8e en FP3 et 4e en FP4. La qualification se déroule à merveille pour l’Italien puisqu’il signe un solide 3e chrono, ce qui le place pour la première fois depuis plus d’un an en première ligne. Ce bon résultat arrive le jour de l'officialisation de sa prolongation de carrière en 2021. L'Italien a signé pour le Team Yamaha Petronas pour un an pour l'instant au côté de son pilote de la VR46 Academy Franco Morbidelli. Le dimanche, Rossi réalise un envol correct et parvient à conserver sa position malgré la longue ligne droite défavorable aux moteurs Yamaha. En réalité, il est 4e dans le premier virage mais il arrive à dépasser Quartararo dans le virage suivant et reprend son dû alors que le leader du championnat Dovizioso chute dès le début avec Zarco. Quelques secondes plus tard, Rossi attaque déjà Miller pour le gain de la 2e position. Morbidelli est en tête. Toujours dans ce premier tour, le même Miller manque de percuter Rossi dans un virage lent après un freinage tardif. Rossi n’est aucunement perturbé alors que Quartararo passe 3e. C’est ensuite à 19 tours de la fin que Quartararo, en étant sur un rythme effréné, dépasse Rossi très proprement pour la 2e place. Rossi descend donc 3e. Seulement 3 tours plus tard, le pilote français réédite sa manœuvre mais sur Morbidelli cette fois, et s’empare de la tête de la course. C’est également à partir de là que les trois Yamaha semblent se détacher de Miller et commencent à s’assurer un éventuel triplé. À 11 tours du dénouement, Morbidelli loupe un freinage et manque de tomber. Il perd au moins 2 secondes dans l’histoire mais aussi sa 2e place au profit de Rossi qui aperçoit maintenant une possible victoire. C’est justement cette motivation supplémentaire qui va pousser Rossi à attaquer un peu plus et qui va le conduire à l’erreur à 9 tours d’un éventuel 200e podium et peut-être à 9 tours d’une victoire tant attendue. L’écart était de 2 secondes avec Morbidelli donc le podium semblait presque acquis. La course se finit difficilement pour le leader Quartararo qui est en perdition avec ses pneus. Il parvient quand même à remporter la course devant un finish triomphal des deux pilotes Suzuki Mir et Rins qui montent sur le podium. Rossi compte ainsi un débours de 50 points au championnat après ces deux résultats blancs consécutifs. Il pointe 11e au classement. Classement général après le GP de Catalogne : 1. Quartararo : 108 pts, 2. Mir : 100 pts [-8 pts], 3. Viñalès : 90 pts [-18 pts].
Le week-end du 11 octobre, c’est le GP de France, au Mans, sur le circuit Bugatti. Les essais sont perturbés par la météo capricieuse. La FP1 à lieu sous la pluie contrairement aux 3 autres. En FP2, Rossi est 5e initialement avant de se voir retirer son meilleur temps pour l’avoir réalisé alors qu’un drapeau jaune était agité. En FP3, il tombe à la fin de la séance mais son chrono lui permet de se qualifier quand même dans le top 10. Il termine 8e en FP1, 12e en FP2, 7e en FP3 et 4e en FP4. En Q2, il commet une erreur dans son dernier tour alors qu’il était en amélioration ce qui le place seulement en 10e position sur la grille. Le dimanche, alors que la course allait démarrer sur le sec, la pluie vient s’immiscer et perturbe complètement la physionomie de la course. Les pilotes chaussent donc les pneus pluie, ajustent certains réglages et reviennent se positionner sur la grille. Il s’agit de la première course sous la pluie depuis Valence 2018. Lors du départ, Rossi s’élance bien et parvient à gagner deux voire trois positions à l’entrée du premier virage mais sa course se termine déjà dans la deuxième courbe où il perd l’arrière à basse vitesse et manque de se faire rouler sur le pied par Joan Mir. Cette chute constitue son 3e abandon consécutif et déjà son 4e de l’année en 9 courses. Pendant ce temps, la course bat son plein et un trio de Ducati s’installe en tête avant qu’il ne soit rejoint par Rins, Pol Espargaró et Álex Márquez. Rins part au tapis, Miller est victime d’un ennui mécanique et c’est, finalement, Danilo Petrucci qui remporte son premier succès cette année devant Álex Márquez, le frère du champion du monde en titre Marc Márquez, qui signe son premier podium et Pol Espargaró. Rossi possède maintenant la moitié des points du leader et se retrouve en 13e position au général. Classement général après le GP de France : 1. Quartararo : 115 pts, 2. Mir : 105 pts [-10 pts], 3. Dovizioso : 97 pts [-18 pts].
Quelques jours avant le GP d’Aragon, Valentino Rossi se réveille avec de la fièvre et des douleurs dans tout le corps. Il ne perd pas de temps avant de se faire tester et le verdict tombe: il est bel et bien positif au COVID-19. C’est un nouveau coup de massue pour lui qui doit donc déclarer forfait pour le GP d’Aragon. Sa présence en Aragon pour le tout nouveau GP de Teruel est fortement remise en cause et son absence est officialisée quelques jours plus tard. Il doit donc manquer 2 GP après avoir connu une période de 3 abandons consécutifs, une saison difficile où la malchance l’accable.
Lors du GP d’Aragon, c’est Rins qui remporte la course devant Álex Márquez qui réitère son exploit du Mans et Mir complète le podium pendant que Quartararo dégringole au classement après être arrivé seulement 18e et perd la tête au championnat. Rossi est maintenant 14e du général. Classement général après le GP d’Aragon : 1. Mir : 121 pts, 2. Quartararo : 115 pts [-6 pts], 3. Viñalès : 109 pts [-12 pts].
Lors du GP de Teruel, également en Aragon, c’est cette fois-ci Morbidelli, le futur coéquipier de Valentino Rossi, qui s’impose devant, dans l’ordre, les deux Suzuki de Rins et de Mir. Mir accroît son avance au championnat et Rossi descend en 15e position au général. Il ne reste maintenant que 3 courses à Rossi pour tenter de sauver l’honneur et de finir cette saison sur du positif. Ayant plus de 75 points de retard, Rossi est aussi définitivement écarté de la course au titre qui était pourtant encore largement envisageable après Misano. Classement général après le GP de Teruel : 1. Mir : 137 pts, 2. Quartararo : 123 pts [-14 pts], 3. Viñalès : 118 pts [-19 pts].
Le week-end du 8 novembre, c’est le GP d’Europe, en Espagne, à Cheste sur le circuit Ricardo Tormo. Rossi est à nouveau testé positif en début de semaine mais parvient à fournir deux tests négatifs. Ainsi, il peut courir mais manque la journée du vendredi, remplacé d’ailleurs par Garrett Gerloff qui impressionne pour ses débuts. Sur le mouillé, Rossi est 8e en FP3 et 14e en FP4. Il doit passer par la Q1 mais, en difficulté sur une piste séchante, se place 18e sur la grille (17e puisque Viñalès doit partir de la voie des stands). Dimanche, lors de la course, Rossi réalise un départ correct. Il parvient à remonter 14e dans les premiers instants de course et pointe même 12e à la fin du premier tour avec la chute d’Aleix Espargaró et du prétendant au titre Quartararo. Rossi rétrograde 13e après s’être fait dépasser par Bagnaïa puis 14e dans le tour suivant après que Bradl est passé. Deux tours plus tard, Binder écope d’un « Long Lap » et Rossi reprend donc la 13e place. Mais ses espoirs prennent vite fin lorsque sa moto s’arrête à cause d’un problème électrique. La malchance l’accable à nouveau et il doit encore abandonner pour la 4e fois consécutive si l’on ne compte pas les deux courses qu’il n’a pas pu disputer. Pendant ce temps, les Suzuki sont très en forme et notamment Mir, le leader du championnat. Ce dernier dépasse son coéquipier à 11 tours de la fin pour conserver la tête de la course jusqu’au drapeau à damier. Mir remporte donc (enfin) son premier GP en MotoGP et prend une sérieuse option pour le titre. Rins est 2e devant Pol Espargaró. Classement général après le GP d’Europe : 1. Mir : 162 pts, 2. Quartararo : 125 pts [-37 pts], 3. Rins : 125 pts [-37 pts].
Le week-end du 15 novembre, c’est le GP de la Communauté Valencienne, toujours en Espagne, à Cheste et sur le circuit Ricardo Tormo. Il s’agit du 7e et dernier GP en Espagne de l’année. Rossi a du mal dès le début, la Yamaha n’étant pas stable et le grip arrière n’étant pas bon. Rossi est donc 13e en FP1, 18e en FP2, 17e en FP3 et 13e en FP4. Rossi doit donc passer par la case Q1 dont il n’échappera pas en se positionnant 16e sur la grille. Dimanche, Rossi réalise un plutôt bon départ puisqu’il gagne 2 places et pointe donc en 14e position. Trois tours plus tard, Bagnaïa commet une erreur et perd 3 positions dont une au profit de Rossi qui monte au 13e rang puis encore deux tours plus tard, il remonte 12e avec la chute de Zarco. Mais un peu après, Rossi perd deux positions coup sur coup au profit de Bagnaïa et de Crutchlow. Le voilà donc de retour en 14e place, celle qu’il occupait au premier tour. Derrière lui, Quartararo tombe et met fin à ses chances de titre pendant que Mir est 9e. Il faut ensuite attendre 8 tours pour que Rossi prenne la 13e place à Crutchlow puis 2 autres tours pour que la chute de Nakagami le fasse remonter en 12e position. En fin de course, Miller rattrape Morbidelli pour l’attaquer dans le dernier tour mais ce dernier réplique deux fois avant de finalement conserver la tête et remporter sa 3e course cette saison. Miller et Pol Espargaró complètent le podium. Mir finit 7e et est sacré champion du monde pour la deuxième fois après son titre en Moto3 en 2017. Quant à Rossi, il termine 12e à seulement sept dixièmes du top 10, Viñalès ayant fini 10e. Il marque des points pour la première fois depuis Misano et met fin à une série de quatre abandons, sans compter les deux courses auxquelles il a dû faire impasse. Classement général après le GP de la Communauté Valencienne : 1. Mir : 171 pts, 2. Morbidelli : 142 pts [-29 pts], 3. Rins : 138 pts [-33 pts].
Le week-end du 22 novembre, c’est déjà le dernier GP de la saison, au Portugal, sur le circuit de Portimão qui accueille exceptionnellement la MotoGP et pour la première fois de son histoire. Le circuit étant très vallonné et éprouvant physiquement, Rossi est en difficulté dès les essais. Ses résultats en témoignent puisqu’il termine 19e en FP1, 21e en FP2, 20e en FP3 et 17e en FP4. Les chronos restent assez serrés mais Rossi pointe régulièrement à plus d’une seconde de la tête. En Q1, Rossi arrive à trouver pas mal de temps mais cela reste insuffisant pour l’accès à la Q2. Il se qualifie 17e à huit dixièmes du meilleur temps de la séance. Lors de la course, Rossi réalise un départ médiocre mais parvient tout de même à conserver sa position de départ. Oliveira, le local de l’étape, prend la tête après s’être élancé depuis la pole position. Dès l’entame du second tour, le tout fraîchement titré Joan Mir manque de tomber et d’envoyer Binder au tapis. Rossi étant derrière, il se retrouve propulsé de la 17e à la 14e place au classement. Un tour plus tard, Álex Márquez repasse devant Rossi, qui descend donc à la 15e place. La mi-course est relativement calme et presque soporifique à part peut-être dans le milieu du classement où quelques groupes de pilotes se livrent une bataille propre et très intéressante à suivre. Les pilotes de la 4e à la 15e place sont en effet assez proches les uns des autres. Rossi choisit de se réveiller à 7 tours de la fin en dépassant pour la 14e position un Quartararo en perdition depuis déjà quelques courses. Vale ne s’arrête pas en bon chemin puisqu’il prend la 13e place dans le même tour à Rins. La remontée de Rossi se termine par le dépassement sur Crutchlow dans le dernier tour. Rossi termine donc sa dernière course en tant que pilote officiel Yamaha à cette faible mais intéressante 12e place au vu de ses performances du week-end et précisons qu’il finit à seulement 6 dixièmes de la 9e place. Oliveira remporte donc la course à domicile après avoir réalisé un sans-faute devant Miller et Morbidelli. Classement général final après le GP du Portugal : 1. Mir : 171 pts, 2. Morbidelli : 158 pts [-13 pts], 3. Rins : 139 pts [-32 pts], 4. Dovizioso : 135 pts [-36 pts], 5. Espargaró (Pol) : 135 pts [-36 pts] […] 15. Rossi : 66 pts [-105 pts].
Cette difficile saison 2020, marquée par un bon début de saison, de nombreux abandons puis l’épisode Covid-19, se clôt donc enfin pour Rossi, tout comme son partenariat avec l’équipe officielle Yamaha après 15 ans de bons et loyaux services, le tout couronné par 4 titres et 56 victoires. Mais bien qu’une page importante de sa carrière se tourne, le livre n’est pas fermé pour autant. En effet, la collaboration entre Rossi et Yamaha continuera en 2021, mais cette fois-ci dans l'équipe satellite Yamaha Petronas où il espère pouvoir continuer à être compétitif et à se battre pour de gros résultats. Cette année ne sera donc pas une tournée d’adieux.
En septembre 2020, après six mois de spéculations, Rossi a confirmé qu'il rejoindrait le Petronas Yamaha SRT pour la saison 2021 aux côtés de son protégé de la VR46 Academy, Franco Morbidelli. Ce sera la première fois que Rossi courra avec une équipe satellite depuis 2001 — l'époque où il a remporté son tout premier titre mondial en première classe.
Le week-end du 28 mars, c’est GP du Qatar, à Doha, sur le circuit de Losail, qui marque début de la saison comme traditionnellement. Aux essais, Rossi, avec sa Yamaha frappée des couleurs du team Petronas SRT, n’est ni trop loin ni trop proche. En effet, il termine 9e en FP1, 9ème en FP2, 16ème en FP3 et 17ème en FP4. Il parvient à se qualifier directement pour la Q2, ce qui ne lui était plus arrivé depuis le GP de France 2020. En Q2, Rossi parvient à réaliser un excellent chrono dans la roue du poleman Francesco Bagnaïa qui le positionne 4ème sur la grille de départ. Le dimanche, Rossi réalise un départ correct mais les Ducati sont tellement performantes qu’il perd 3 places et se retrouve 7ème au profit de Miller, Zarco et surtout Martin, le rookie, qui partait 14ème. Quatre Ducati sont donc en tête. Toujours dans ce premier tour, Viñalès attaque Rossi mais devant Aleix Espargaró commet une petite erreur qui permet à Rossi de finalement reprendre la 7e place. À la fin de ce premier tour, on a donc quatre Ducati en tête devant trois Yamaha avec Bagnaïa, leader de la course. Au début, Rossi semble en mesure de suivre le rythme imposé par les pilotes devant lui mais il perd rapidement du rythme et commence à se faire dépasser et à descendre dans le classement. Ainsi, deux tours seulement après le départ, il descend en 9e position, doublé par les deux pilotes Suzuki. Il ne perd pas pour autant le contact avec les pilotes qui le précèdent mais il n’est pas assez rapide pour les attaquer. Ensuite, il perd de nouveau 2 places au profit d’Aleix Espargaró (qu’il avait dépassé au début) et d’Oliveira. À 12 tours de l’arrivée, c’est maintenant au tour de Pol Espargaró de trouver l’ouverture sur Rossi, qui pointe désormais 12ème. La descente aux enfers ne s’arrête pas là pour lui puisqu’il est légèrement poussé à l’extérieur de la piste par la KTM de Brad Binder ; Rossi perd 4 places dans l’histoire et se retrouve 16ème, en dehors des points. Pendant ce temps à l’avant de la course, les Yamaha remontent sur les Ducati et c’est d’ailleurs à 8 tours du dénouement que Viñalès s’empare des commandes de la course. Rossi remonte 15e après avoir bénéficié de la chute d’Álex Márquez. Lors des 5 derniers tours, Rossi bénéficie de son expérience et de ses talents de finisseur pour grappiller la 12e position en allant chercher Martin, Binder puis Oliveira. Il expliquera le lendemain qu’il stressait trop le pneu arrière, qui a perdu donc de la performance après quelques tours, rendant le pilotage de la machine délicat. Devant, c’est Viñalès qui s’impose. Zarco et Bagnaïa complètent le podium après avoir tous les deux dépassé Mir dans la dernière ligne droite grâce à la puissance de leur moteur Ducati. Classement général après le GP du Qatar : 1. Viñalès : 25 pts, 2. Zarco : 20 pts [-5 pts], 3. Bagnaïa : 16 pts [-9 pts].
Le week-end du 4 avril, c’est le GP de Doha, deuxième épreuve sur le circuit de Losail, toujours au Qatar. Ce Grand Prix est mis en place à la suite du report du GP d’Argentine. Rossi, contrairement au week-end dernier, n’est pas dans son assiette. En effet, ses performances aux essais sont médiocres et les résultats l’attestent : il est 17e en FP1, 14e en FP2, 9e en FP3 et 21e en FP4. Il doit donc cette fois-ci disputer la Q1. Rossi a de gros problèmes puisqu’il signe une anonyme 21e place en qualifications, soit son pire résultat en qualifications en 25 ans de carrière, bien loin de la retentissante 4e place de la semaine passée. Le lendemain, lors du départ, Rossi gagne 3 positions et pointe en 18e place mais dès l’entame du deuxième tour, il retrouve sa place initiale de départ, soit la 21e position. Devant, c’est le rookie et poleman inattendu Jorge Martin qui mène. Pendant de nombreux tours, le classement évolue beaucoup au milieu du peloton notamment mais Martin reste en tête et la course est longue pour Rossi, qui reste longtemps impuissant à l’arrière de la course. C’est seulement 8 tours plus tard que Rossi gagne enfin une position. Il s’empare de la 20e place de Petrucci. À 10 tours de l’arrivée, les hostilités sont lancées avec Mir et Miller qui se touchent en pleine ligne droite après un passage en force de Mir sur l’Australien. C’est également ici que Rossi profite des chutes de Marquez et de Lecuona pour s’emparer de la 18e place. À 4 tours de la fin, Martin cède pour la première fois de la course les commandes à Quartararo. Même avec des problèmes, Rossi finit toujours bien ses courses et le prouve à nouveau ici en dépassant Nakagami puis son demi-frère Marini coup sur coup à trois tours du drapeau à damiers. Dans le dernier tour, Zarco parvient à dépasser son coéquipier Martin pour le gain de la 2e place. Ainsi, Quartararo s’impose devant son compatriote Zarco pour le premier doublé français de l’histoire en classe reine. Martin complète le podium. Rossi aura vécu une tout autre course, ponctuée à la 16e place aux portes des points après une des campagnes les plus compliquées de sa carrière. C’est seulement la deuxième fois en 416 GP qu’il arrive en dehors des points d’une course qu’il a terminée. Il est 14e du général, toujours avec 4 points. Classement général après le GP de Doha : 1. Zarco : 40 pts, 2. Quartararo : 36 pts [-4 pts], 3. Viñalès : 36 pts [-4 pts].
Le week-end du 18 avril, c’est le GP du Portugal, dans l’Algarve, à Portimão. Ce Grand Prix revient au calendrier cette année à la suite du report du GP des Amériques. Le GP est marqué par le retour de Marc Márquez, absent des circuits depuis 9 mois à cause d’une blessure au bras droit. Concernant Rossi, le week-end est difficile pour lui comme l’an passé même si les écarts sont plutôt réduits. Il termine 11e en FP1, 15e en FP2, 14e en FP3 et 15e en FP4. Évidemment, n’ayant pas réussi à se hisser dans le Top 10 une seule fois, il doit encore passer par la Q1 bien qu’il ait échoué à seulement 170 millièmes de la Q2. La Q1 est plus mauvaise que prévu, il se qualifie à une anonyme 17e place, incapable de battre son chrono de FP3. Lors du départ, Rossi ne réalise pas un envol sensationnel mais il parvient tout de même à récupérer sa 17e place dans le premier tour. Dès l’entame du deuxième tour, il s’empare de la 16e position de Lecuona alors que Zarco mène la course devant. Le tour suivant, Rossi rentre déjà dans les points en dépassant Pol Espargaró pour le bénéfice de la 15e place. Encore 2 tours plus tard, Rossi dépasse coup sur coup Oliveira et Nakagami pour le gain de la 13e place. Il semblerait qu’il ait trouvé un léger mieux pour la course. C’est dans ce tour que Rins s’empare de la tête de la course et la chute de Miller permet à Rossi de pointer déjà en 12e position. Quelques tours plus tard, Quartararo prend les commandes de la course. À douze tours de la fin, Rossi dépasse son frère Marini pour la 11e place. Cette petite remontée s’achève malheureusement prématurément pour lui puisqu’il chute à 11 tours du drapeau à damier. La fin de course est marquée par deux chutes à seulement 1 tour d’intervalle : celle de Rins alors qu’il jouait la victoire avec Quartararo et celle de Zarco alors qu’il jouait le podium. Une fois ces deux évènements passés, le classement reste figé jusqu’à l’arrivée. Quartararo remporte une victoire retentissante, Bagnaïa et Mir l’accompagnent dans cet ordre sur le podium. Marc Marquez signe une solide 7e place pour son retour. Avec ces deux chutes finales, Rossi aurait pu prétendre à une 9e place très importante pour lui au vu de sa position de départ et au vu de ses derniers résultats. Au lieu de ça, son capital point reste bloqué à 4 et il pointe en 19e position au général. Classement général après le GP du Portugal : 1. Quartararo : 61 pts, 2. Bagnaïa : 46 pts [-15 pts], 3. Viñalès : 41 pts [-20 pts].
Le week-end du 2 mai, c’est le GP d’Espagne, en Andalousie, à Jerez de la Frontera, sur le circuit Angel Nieto. Malgré les espoirs de retour aux avant-postes du Docteur, Rossi démarre très mal son week-end. Il termine seulement 20e en FP1, 21e en FP2, 15e en FP3 et 19ème en FP4. Malgré s’être rapproché à seulement 7 dixièmes du meilleur temps en FP3, il doit passer à nouveau par la Q1. Il n’arrivera pas à se repêcher et échouera à une lointaine 17e place. Au départ, Rossi s’extrait plutôt bien de son emplacement mais il perd 3 positions dans les premiers virages. Cependant, il finit le premier tour en 19e place après la chute d’Álex Márquez. Devant, c’est Miller qui mène. En deux tours, deux nouvelles chutes se produisent : celle de Binder et celle de Rins. Rossi récupère donc la 17e place, soit sa position de départ alors que Quartararo récupère déjà la tête de la course. Quelques tours plus tard, la chute de Bastianini permet à Rossi de prendre la 16e place. C’est à 10 tours de la fin que la course s’anime à nouveau. Quartararo, alors en tête, est victime d’un problème physique à l’avant-bras, ce qui s’apparente à un syndrome des loges. Miller reprend ainsi la tête de la course et le pilote français descendra jusqu’en 13e position tellement il était gêné. De son côté, Rossi a énormément de mal. Il commet beaucoup d’erreurs contrairement à d’habitude et se fera même dépasser par son demi-frère Luca Marini pour finir la course à une anonyme 17e place, à nouveau hors des points pour la 3e fois consécutivement. Une pénalité de 3 secondes est infligée à Lecuona quelques jours après la course ce qui permet à Rossi de finir 16e, mais toujours hors des points. L’Australien Jack Miller remporte la course 5 ans après avoir remporté sa dernière en date à Assen. Son coéquipier Bagnaïa ainsi que Morbidelli complètent le podium. Au général, Rossi conserve un total de 4 points, ce qui le fait descendre en 21e position. Classement général après le GP d’Espagne : 1. Bagnaïa : 66 pts, 2. Quartararo : 64 pts [-2 pts], 3. Viñalès : 50 pts [-16 pts].
Le week-end du 16 mai, c’est le GP de France, dans la Sarthe, au Mans, sur le circuit Bugatti. Le week-end est perturbé par une météo très capricieuse et très changeante. Cela dit, Rossi montre de bonnes aptitudes aussi bien sur le mouillé que sur le sec. Il termine 14ème en FP1, 9ème en FP2, 21ème en FP3 et 13ème en FP4. La FP2 s’étant déroulée sur le sec, il accède directement à la Q2 après 3 GP consécutifs sans l’atteindre. Il se qualifie à une honorable 9ème place, à seulement 8 dixièmes du poleman. Le dimanche, lors de la course, Rossi réalise un bon départ puisqu’il gagne immédiatement 2 places. Il pointe donc 7ème alors que Miller s’est emparé de la tête. Rossi se fait dépasser dans le premier tour par son coéquipier Morbidelli mais il parvient à répliquer de suite et conserver sa position. Devant, Pol Espargaro se fait une frayeur, ce qui permet à Rossi de le dépasser par l’extérieur mais Morbidelli essaye d’attaquer les deux hommes à l’intérieur. Morbidelli finit par lâcher l’affaire sauf qu’il tire tout droit et chute. Quant à Rossi et Espargaro, ils sont contraints de sortir de la piste et perdent de nombreuses places dans l’histoire. Rossi chute à la 13ème position alors que son départ était très correct pour une fois. À peine les deux premiers tours finis, la course se pimente avec l’arrivée de la pluie. Seulement 2 tours plus tard, la piste est déjà détrempée et les pilotes se ruent dans la voie des stands pour changer de moto. Marquez, terriblement efficace dans ces conditions mixtes, et Quartararo rentrent côte à côte dans les stands alors que Miller a tiré tout droit quelques virages avant. Rossi rentre dans la voie des stands en 13ème position et en ressort en 15ème place après avoir dû freiner pour éviter Binder qui lui a coupé la route. Rins tombe dès la sortie et Marquez est en tête. Rossi semble à l’aise dans ses conditions de forte pluie puisqu’il termine son premier tour en pneus pluie en 11ème position. Rossi dépasse ensuite Bagnaïa pour le gain de la 10ème place puis Aleix Espargaro pour la 9ème place. Cette course folle n’en finit plus de rebondissements. En effet, le leader de la course Marc Marquez se fait surprendre et chute, ce qui permet à Rossi de pointer déjà en 8ème place. À 16 tours de la fin, Miller prend les commandes après pourtant avoir effectué deux « long lap » pour vitesse excessive dans la ligne des stands. Rossi se fait dépasser par Petrucci dans le même temps, qui excelle dans ces conditions. Il descend ensuite 10ème après s’être fait doubler par Oliveira, qui tombera un tour plus tard. Rossi est donc à nouveau 9ème. C’est précisément à ce moment-là que la pluie semble cesser et que la piste devient donc séchante. Rossi est justement en difficulté sur ce type d’asphalte. Viñalès et Bagnaïa le dépassent d’ailleurs coup sur coup à 12 tours du dénouement. L’abandon d’Aleix Espargaro permet cependant à Rossi de conserver la 10ème position. Après ça, la course devient beaucoup plus calme jusqu’à l’arrivée. Zarco s’empare de la 2ème place au détriment de son compatriote Quartararo et Rossi se fait rattraper et dépasser par Lecuona quelques tours avant l’arrivée. Rossi clôt donc la course en 11ème position, ce qui constitue un plutôt bon résultat au vu des quelques faits de course dans lesquels il a été impliqué et au vu de l’état de la piste. Dommage pour lui que la piste est séchée trop vite car il aurait certainement pu faire une bien meilleure course. Miller remporte la course devant les deux Français Zarco et Quartararo qui couraient à domicile. Rossi remonte en 19ème place au général avec un capital de seulement 9 points. Classement général après le GP de France : 1. Quartararo : 80 pts, 2. Bagnaïa : 79 pts [-1 pt], 3. Zarco : 68 pts [-12 pts].
Le week-end du 30 mai, c’est le GP d’Italie, en Toscane, à Mugello et sur le circuit du même nom. Rossi éprouve de grandes difficultés à domicile dès les premiers essais. En effet, la preuve puisqu’il termine seulement 17ème en FP1, 21ème en FP2, 18ème en FP3 et 19ème en FP4. Il doit donc évidemment passer à nouveau par la Q1. Cela ne s’arrange guère en qualifications ; il se positionne à une lointaine 19ème place sur la grille. Le lendemain, un hommage est rendu au jeune pilote suisse de Moto3 Jason Dupasquier, décédé à cause d’un violent accident survenu la veille. Il succombe à ses blessures aux alentours de midi, à l’âge de 19 ans. Le dimanche, la course a quand même lieu malgré l’état de choc dans lequel se trouve l’entièreté du paddock. Juste avant le départ, Bastianini percute Zarco dans la ligne droite et tombe. Sa moto est détruite, il ne peut donc pas se rendre sur la grille de départ. Rossi part donc 18ème. Il réalise un bon envol mais se fait un peu enfermer dans le peloton, ce qui lui fait perdre deux positions après avoir élargi légèrement. Rossi termine son premier tour en 20ème position alors que Bagnaïa mène. Dans le deuxième tour, Marc Marquez tombe et contraint Morbidelli à passer par les graviers et à perdre toutes ses places. À peine quelques virages plus loin, c’est le leader Bagnaïa qui part à la faute. Rossi gagne donc 3 places indirectement et se retrouve 17ème alors que c’est désormais Quartararo qui est en tête. Pendant quelques tours, les deux Français s’échangent les politesses avant que Quartararo ne s’installe réellement en tête. À 17 tours de l’arrivée, Rossi prend la 16ème position à l’autre frère Marquez et dans le tour suivant, il rentre dans les points en subtilisant la 15ème place à Savadori. Rossi, semblant avoir un meilleur rythme que prévu, ne s’arrête pas en bon chemin. En effet, il rattrape le groupe de devant et c’est à 6 tours de la fin qu’il dépasse Pol Espargaro pour le gain de la 14ème position. La course s’anime à 5 tours du but avec la chute de Rins, suivi par la chute de Nakagami à un tour d’intervalle. Ces incidents permettent à Rossi de pointer 12ème. Dans le tour suivant, Pirro, le remplaçant de Martin lors de ce week-end, commet une erreur et coupe à travers le bac à graviers. Il perd du temps et cela permet à Rossi de remonter au 11ème rang alors qu’il est dans le sillage de Lecuona. Dans les deux derniers tours, Rossi dépasse Lecuona une première fois avant que l’Espagnol ne réplique dans la ligne droite, et dans le dernier tour, Rossi place une nouvelle attaque sur Lecuona. L’Espagnol essaye de repasser dans la dernière ligne droite grâce à la puissance de sa KTM mais échoue à seulement 6 millièmes du Docteur qui finit donc 10ème. Il fait plus que limiter la casse avec ce résultat puisqu’il signe tout simplement son meilleur résultat de la saison jusqu’à présent, et aussi son premier Top 10 depuis Misano 1 l’an dernier. Quartararo gagne la course d’une main de maître, devant Oliveira et Mir qui complètent le podium alors qu’ils étaient passés tous les deux dans la partie verte dans ce dernier tour. Au championnat, Vale pointe toujours 19ème, avec cette fois-ci 15 points à son actif. Classement général après le GP d’Italie : 1. Quartararo : 105 pts, 2. Zarco : 81 pts [-24 pts], 3. Bagnaïa : 79 pts [-26 pts].
Le week-end du 6 juin, c’est le GP de Catalogne, en Espagne, à Montmelo, sur le circuit du même nom. Contrairement à l’an passé, Rossi éprouve des difficultés en début de week-end mais il arrive à trouver des solutions le samedi qui lui permettent une forte progression. Il fait 15ème en FP1, 19ème en FP2, 10ème en FP3 et 7ème en FP4. Il parvient à se qualifier en Q2 sur le fil. En qualifications, Rossi est victime d’une petite chute qui perturbe sa séance. Il ne pourra se qualifier qu’en 11ème position alors qu’il aurait peut-être pu espérer mieux. Le dimanche, lors de la course, Rossi s’extirpe plutôt bien de son emplacement mais il se fait enfermer au milieu du peloton et perd énormément de places. Effectivement, il finit le premier tour très loin en 17ème place. Miller est en tête. Rossi a beau reprendre la 16ème place à Alex Marquez, le moteur de la Honda permet à l’Espagnol de repasser dans la longue ligne droite des stands. Même Petrucci dépasse Rossi alors que Pol Espargaro tombe ; Rossi conserve donc sa 17ème position. Pendant ce temps, Oliveira a récupéré la tête de la course. La chute de Petrucci permet à Rossi de remonter au 16ème rang. Deux tours plus tard, Rossi réintègre la zone des points avec la chute de Marc Marquez. Encore deux tours plus loin, Rossi passe 14ème grâce à une erreur de Nakagami. Rossi prend même la 13ème place après la chute d’Aleix Espargaro. Malgré le bon rythme de course affiché aux essais, Rossi ne parvient pas à remonter. Comme l’an dernier, Rossi chute à 9 tours de l’arrivée alors que la fin de course lui aurait certainement permis de remonter quelque peu, peut-être jusqu’à la dixième place. À 4 tours de la fin, quelque chose d’incroyable se produit. Alors que Quartararo essaye de revenir sur Oliveira, il ouvre sa combinaison car son plastron le gêne. Sauf qu’avec la vitesse, le plastron est éjecté et le Français ne peut pas fermer sa combinaison. Il roule ainsi pendant 4 tours poitrail au vent. Zarco le dépasse pour la 2ème place et échoue à quelques dixièmes d’Oliveira, vainqueur du jour. Derrière, Quartararo parvient à résister à Miller et finir 3ème. Mais il écope de 2 pénalités de 3 secondes : une pour avoir court-circuité les deux premiers virages, et l’autre car sa combinaison était ouverte. Il est donc rétrogradé en 6ème position et Miller complète le podium. Quant à Rossi, les déboires s’accumulent. Il reste 19ème au général avec 15 points seulement au compteur. Classement général après le GP de Catalogne: 1. Quartararo: 115 pts, 2. Zarco: 101 pts [-14 pts], 3. Miller: 90 pts [-25 pts].
Le week-end du 20 juin, c’est le GP d’Allemagne, dans la Saxe, à Hohenstein-Ernsthall, sur le Sachsenring. Rossi, comme très régulièrement cette année, est en difficulté aux essais. Ses résultats le prouvent : il est 20ème en FP1, 21ème en FP2, 16ème en FP3 et 14ème en FP4. Il est à nouveau plus rapide le samedi malgré une petite chute la veille en FP2, mais il n’échappe pas à la Q1. En qualifications, il est éliminé dès la Q1 et se qualifie 16ème. Il partira finalement 15ème après que Bastianini a écopé d’une pénalité de 3 places sur la grille. Au départ, Rossi perd de nombreuses places. Effectivement, il pointe seulement 19ème à la fin du premier tour alors que Marc Marquez mène enfin une course depuis Jerez 2020. Rossi réagit vite dans le deuxième tour en récupérant la 17ème place après avoir dépassé Bastianini puis son demi-frère Marini. À 26 tours de la fin, Petrucci et A. Marquez s’accrochent, ce qui permet à Rossi de reprendre sa 15ème position de départ. Dans le tour suivant, il subtilise la 14ème place à Bagnaïa. Dans les premiers tours, Marquez et A. Espargaro s’échangent les politesses en tête de course avant que quelques gouttelettes ne viennent se mêler à la course, sans pour autant mouiller la piste et obliger les pilotes à changer de moto. C’est précisément à ce moment que l’octuple champion du monde commence à creuser l’écart sur ses poursuivants. À 20 tours du drapeau à damier, Bagnaïa reprend la 14ème position à Rossi. Cinq tours plus tard, Rossi dépasse Lecuona et récupère ainsi la 14ème place. Jusqu’à la fin, la course est peu animée à l’avant et c’est donc Marc Marquez qui remporte la course après presque 2 ans d’attente sur un circuit où il compte désormais 11 victoires d’affilée depuis 2010. Oliveira et Quartararo complètent le podium, tous deux auteurs d’une bonne deuxième partie de course. Rossi termine 14ème, ce qui reste loin malgré un bon rythme de course affiché en séance d’essais. Au championnat, il marque deux points mais reste 19ème avec 17 points désormais. Classement général après le GP d’Allemagne: 1. Quartararo: 131 pts, 2. Zarco: 109 pts [-22 pts], 3. Miller: 100 pts [-31 pts].
Le week-end du 27 juin, c’est le GP des Pays-Bas, à Assen, sur le Dutch TT Assen. Le dernier GP avant la trêve estivale commence timidement pour Rossi qui termine 15ème en FP1, 18ème en FP2, 9ème en FP3 et 12ème en FP4. Malgré un vendredi compliqué, il parvient à se qualifier directement en Q2 le samedi matin. En qualifications, il n’arrive pas à améliorer son chrono de la matinée, ce qui le place dernier de la Q2, soit 12ème. Lors de la course, le départ est catastrophique, si ce n’est le plus désastreux de sa carrière. En effet, il se retrouve dernier à la sortie du premier virage alors qu’il partait 10 places plus haut ! À la fin du premier tour, il pointe avant-dernier après avoir dépassé l’Américain Garrett Gerloff, remplaçant de son coéquipier habituel Franco Morbidelli qui est blessé. Le tour suivant, Rossi est 19ème après avoir profité du passage dans les graviers de Rins et après s’être défait de son demi-frère Marini. Pendant ce temps, c’est Bagnaïa qui mène la danse en tête de course. Trois tours plus tard, Rossi dépasse Savadori puis Bastianini un tour plus tard pour le gain de la 17ème place. Malheureusement, ses chances de remontée s’arrêtent ici puisqu’il part à la faute assez lourdement, mais sans conséquences. Jusqu’à la fin, la course est dominée par le leader du championnat Quartararo bien que Viñalès aura essayé jusqu’au bout de revenir sur son coéquipier. C’est donc un doublé Yamaha et le podium est complété par Mir. Rossi conserve sa 19ème place au général, toujours avec ses maigres 17 points. Classement général après le GP des Pays-Bas : 1. Quartararo: 156 pts, 2. Zarco: 122 pts [-34 pts], 3. Bagnaïa: 109 pts [-47 pts].
Le jeudi 5 août 2021, lors d'une conférence de presse exceptionnelle du Grand Prix de Styrie en Autriche, il annonce mettre un terme à sa carrière de pilote moto à la fin de la saison, pour se consacrer à la course automobile. Il refuse par la même occasion de courir dans sa propre écurie sur Ducati.
Le week-end du 8 août, c’est le GP de Styrie, en Autriche, à Spielberg, sur le Red Bull Ring. Comme habituellement sur ce circuit, Rossi est en difficulté. En effet, il n’est que 16ème en FP1, 22ème en FP2, 19ème en FP3 et en FP4. À noter que la FP2 s’est déroulée sur piste mouillée. Il doit donc passer par la Q1. Il se qualifie 17ème sur la grille, ce qui évidemment ne suffit pas pour aller plus loin dans ses qualifications. Le dimanche en course, Rossi réalise un envol plutôt correct mais sa position en piste à l’extérieur dans le virage suivant le fait redescendre 22ème et avant-dernier dans le classement. Encore un premier tour très compliqué pour le Docteur. Dans le tour suivant, Rossi prend la 20ème place à Petrucci et Savadori. Encore un tour plus loin, Dani Pedrosa, qui fait son grand retour en tant que wildcard sur une KTM, chute et Savadori percute sa moto ce qui suffit à fêler le réservoir de la KTM. De l’essence se répand donc sur le circuit et des flammes se déclenchent. La course est immédiatement interrompue sur drapeau rouge, les deux pilotes vont bien ; seul Savadori est tout de même transporté au centre médical pour voir si tout va bien. La course met du temps à reprendre et les pilotes partent depuis leur place initiale sur la grille. Rossi retrouve donc sa 17ème position, ou plutôt 16ème puisque Viñalès cale sur la grille et est contraint de s’élancer depuis la voie des stands. Rossi réalise un meilleur départ, mais perd quand même 3 positions et se retrouve 19ème, puis 18ème le tour suivant après avoir dépassé Petrucci. Le poleman Jorge Martin mène les débats pour le moment. Aleix Espargaro étant victime d’un problème technique, Rossi récupère la 17ème position quelques tours plus tard. À 14 tours de la fin, Oliveira est aussi victime d’un ennui mécanique. Rossi est donc promu au 16ème rang. Dans la deuxième moitié de la course, 3 pilotes devant Rossi écopent d’un Long Lap. Il s’agit dans l’ordre de Bastianini, Pol Espargaro et Lecuona. Entre-temps, Miller, alors à la poursuite de Quartararo, tombe. Rossi gagne donc 4 positions en quelques tours une fois toutes les pénalités effectuées, 3 en réalité puisque Bastianini a pu le dépasser à nouveau malgré la pénalité. Rossi termine donc tranquillement la course en 13ème position alors que Martin remporte sa première course en MotoGP et la première pour l’écurie Pramac devant Mir et Quartararo. Rossi possède désormais 20 points au général mais est bloqué au 19ème rang. Classement général après le GP de Styrie: 1. Quartararo: 172 pts, 2. Zarco: 132 pts [-40 pts], 3. Mir: 121 pts [-51 pts].
Le week-end du 15 août, c’est le GP d’Autriche, à Spielberg, à nouveau sur le circuit du Red Bull Ring. Comme la semaine passée, les essais ne sont pas très glorieux bien que les écarts soient beaucoup plus faibles qu’il y a quelques jours. En effet, Rossi termine 14ème en FP1, 16ème en FP2, 15ème en FP3 et 16ème en FP4. Rossi doit donc encore passer par la Q1 qui ne se passe pas aussi bien qu’il l’espérait. Il ne se qualifie qu’en 18ème position alors que son chrono de la matinée lui aurait permis de s’élancer 15ème. Quand vient le moment du départ, quelques gouttes de pluie viennent quelque peu perturber la physionomie de la course, bien qu’elles ne soient pas assez fortes pour mouiller la piste. Au départ, Rossi s’élance mal et se retrouve 20ème, soit dernier de la course alors que Martin réalise le holeshot mais se fait dépasser instantanément par Bagnaïa. Rossi parvient tout de même à récupérer sa position initiale dans le tour suivant en doublant son nouveau coéquipier Cal Crutchlow, revenu pour remplacer Morbidelli, puis Petrucci. Quatre tours plus tard, Bastianini perd une grosse partie de son carénage et est contraint à l’abandon. Rossi hérite donc de la 17ème place. Ensuite, un peu après avoir atteint la mi-course, Rossi gagne 3 positions en l’espace de deux tours. Il dépasse Pol Espargaro, puis Alex Marquez avant d’hériter de la 14ème position à la suite de la chute de Zarco. C’est à 6 tours de la fin que la course s’affole. La pluie s’intensifie et Oliveira en fait d’ailleurs les frais en chutant. Rossi passe donc en 13ème place. Dans le même tour, Miller et Rins rentrent aux stands pour changer de moto, sur lesquelles sont équipés les pneus pluie. Rossi dépasse également son demi-frère Marini et se retrouve donc en 10ème position. Puis à 4 tours de l’arrivée, ce sont les 6 pilotes de tête, excepté Brad Binder, qui passent aux stands pour prendre les pneus pluie ! Valentino Rossi, qui choisit de ne pas s’arrêter et de continuer en slicks sur une piste de plus en plus détrempée, est donc promu au 5ème rang ! Mais il ne s’arrête pas là puisque dans le tour suivant, il dépasse coup sur coup Lecuona puis Nakagami pour pointer à la 3ème place à l’entame des 2 derniers tours ! Lecuona et Marini parviennent tout de même à le repasser ce qui le fait rétrograder en 5ème place. Dans le dernier tour de course, les pilotes en pneus slicks sont à l’arrêt total sur le circuit alors que les pilotes en pneus pluie reviennent comme des boulets de canon à l’arrière du peloton. C’est pourtant la stratégie la plus audacieuse qui paye puisque Brad Binder empoche la victoire avec plus de 10 secondes d’avance, malgré avoir reçu une pénalité de 3 secondes pour être trop sorti en dehors des limites de la piste. Derrière, les pilotes en pneus pluie dépassent les pilotes un par un mais dans les tout derniers instants. Bagnaïa et Martin, tous deux en pneus pluie, complètent le podium. Rossi aura réalisé un grand coup également puisqu’il termine 8ème de cette course, dépassé à la toute fin par Mir puis Quartararo en plus de Bagnaïa et Martin, alors qu’il partait 10 places plus loin au départ. Comme les autres pilotes restés en slicks, il roulait sur des œufs à la fin et pouvait tomber à chaque instant. Il aurait même pu finir 4ème si la pluie n’avait pas redoublé de puissance à la fin. Quoi qu’il en soit, il fallait tenter le coup et cela a bien fonctionné puisqu’il signe son meilleur résultat de la saison. Au général, il pointe toujours 19ème, mais avec 28 points cette fois. Classement général après le GP d’Autriche: 1. Quartararo: 181 pts, 2. Bagnaïa: 134 pts [-47 pts], 3. Mir: 134 pts [-47 pts].
Le week-end du 29 août, c’est le GP de Grande-Bretagne, à Silverstone, sur le circuit du même nom. Contrairement à d’habitude depuis quelques GP, Rossi performe dès le début du week-end, dès les essais. En effet, il se positionne 16ème en FP1, 10ème en FP2, 7ème en FP3 et 8ème en FP4. Il accède donc à la Q2 et se qualifie en 8ème position, à la hauteur de ses attentes. En course, Rossi réalise enfin un départ correct puisqu’il ne perd aucune position dans les premiers virages. Dans le premier tour, Marc Marquez et Martin s’accrochent et partent tous les deux au tapis. Rossi hérite donc de la 6ème place et finit le premier tour ainsi alors que Pol Espargaro, poleman surprise, conserve la tête de course. Deux tours plus tard, Rossi retrouve sa 8ème place de départ après avoir été passé par les deux Suzuki. Rossi perd peu à peu le contact avec le groupe de tête alors que Quartararo s’empare du commandement. Après seulement 6 tours, Rossi commence déjà à souffrir avec ses pneus, se faisant d’ailleurs dépasser par Alex Marquez. À mi-course, Rossi descend en 10ème place après que Nakagami l’ait dépassé. C’est ici que démarre la descente aux enfers de Rossi. Ses pneus se dégradant à une vitesse folle, il doit baisser significativement son rythme. Tous les pilotes, dont Binder, Zarco ou Marini, le rattrapent donc et le dépassent facilement. Rossi signe donc le pire résultat de sa carrière dans une course qu’il a terminé, il termine 18ème à 6 secondes de Crutchlow devant lui. Il a encore manqué de chance dans une course où il pouvait espérer un bon résultat, non pas à cause d’un mauvais choix de pneus (Quartararo vainqueur avec les mêmes pneus), mais à cause de mauvais pneus Médiums tout court. Terrible désillusion pour lui qui pointe désormais 21ème du classement, toujours avec 28 unités. Quartararo gagne donc et accentue son avance sur ses rivaux les plus proches ayant également subi de gros problèmes de pneus. Rins et Aleix Espargaro complètent le podium, enfin le premier podium pour Aprilia en MotoGP. Classement général après le GP de Grande-Bretagne: 1. Quartararo: 206 pts, 2. Mir: 141 pts [-65 pts], 3. Zarco: 137 pts [-69 pts].
Le week-end du 12 septembre, c’est le GP d’Aragon, en Espagne, à Alcañiz, sur le Motorland d’Aragon. Dès les essais, Rossi est lent. Bien qu’il ne rencontre pas de difficultés particulières, les écarts sont assez réduits et il n’arrive pas à rivaliser avec les meilleurs. Les résultats parlent d’eux-mêmes : il fait 20ème en FP1, 18ème en FP2, 15ème en FP3 et en FP4. Alors que le samedi matin s’était mieux passé, il n’arrive pas à extraire le maximum de ses capacités en Q1 et se qualifie à une lointaine 21ème position alors que son chrono de la matinée l’aurait placé 15ème. Le dimanche, Rossi réalise un départ prudent mais correct puisqu’il reste à sa place. A. Marquez tombe dans le premier tour mais Dixon, pilote Moto2 remplaçant de Morbidelli, le dépasse. Il reste 21ème, mais dernier cette fois-ci. Bagnaïa clôt le premier tour en tête. Rossi repasse sur Dixon le tour suivant pour la 20ème place mais il est de nouveau dernier avec la chute de Dixon justement. Il faut ensuite attendre 8 tours pour que Rossi prenne l’avantage sur Marini pour la 19ème place. La fin de course nous offre une magnifique passe d’armes entre Bagnaïa et M. Marquez, remportée par l’Italien qui gagne donc sa première course en MotoGP. Le champion du monde en titre Joan Mir complète le podium alors que le leader du championnat Fabio Quartararo ne finit que 8ème. Quant à Vale, il ne sera pas parvenu à doubler qui que ce soit d’autres, et termine donc 19ème, son pire résultat en carrière du GP passé étant malheureusement à nouveau battu. Classement général après le GP d’Aragon : 1. Quartararo: 214 pts, 2. Bagnaïa: 161 pts [-53 pts], 3. Mir: 157 pts [-57 pts].
Le week-end du 19 septembre, c’est le GP de Saint-Marin, à Misano, sur le Misano World Circuit Marco Simoncelli. Pourtant sur ses terres, Rossi ne peut rivaliser avec les meilleurs aux essais. Il pointe en effet 19ème en FP1, 16ème en FP2, 18ème en FP3 et 17ème en FP4, avec une chute en FP3 notamment. Il doit passer par la Q1, mais à la suite d’une chute, il ne peut faire mieux que 23ème et avant-dernier, soit son pire résultat en qualifications. Dimanche, Rossi ne réussit pas un départ fantastique et finit le premier tour dernier alors que Bagnaïa réalise un envol aux limites du départ anticipé et s’échappe déjà. Deux tours plus tard, Martin tombe et Rossi dépasse son nouveau coéquipier pour le reste de la saison qui n’est autre que Dovizioso, habitué de la catégorie. Rossi est donc 22ème. Rossi se défait ensuite d’Oliveira et Marini écope d’un Long Lap, Rossi hérite donc du 20ème rang. À mi-course, Quartararo dépasse Miller et se lance à la poursuite de Bagnaïa. La chute de Lecuona permet à Rossi de remonter 19ème. Trois tours plus loin, c’est Rins qui chute ; Rossi est donc promu au 18ème rang. Dans les derniers tours, Rossi ne sera capable que de dépasser le revenant Morbidelli, promu dans le team officiel Yamaha, pour la 17ème place. Quartararo sera revenu dans la roue de Bagnaïa dans les tout derniers instants, mais l’Italien parvient malgré tout à l’emporter devant son rival au championnat. Fort de sa première victoire la semaine passée, il enchaîne à domicile. Enea Bastianini venant de nulle part complète le podium, son tout premier en MotoGP. Rossi termine donc à nouveau hors des points, 17ème devant son public. Il pourra toutefois se rattraper lors de la deuxième course à Misano, prévue dans un mois environ. Classement général après le GP de Saint-Marin: 1. Quartararo: 234 pts, 2 ; Bagnaïa: 186 pts [-48 pts], 3. Mir: 167 pts [-67 pts].
Le week-end du 3 octobre, c’est le GP des Amériques, aux États-Unis, à Austin dans le Texas, sur le Circuit of the Americas (COTA). Revenant après 2 ans sur le circuit où il avait failli gagner, Rossi s’attend à être performant. Malheureusement pour lui, il est en difficulté. En effet, il termine 20ème en FP1, 17ème en FP2, 15ème en FP3 et 18ème en FP4. Il doit donc emprunter le chemin vers la Q1. Encore une fois, il tombe en fin de séance et ne peut donc améliorer son chrono, il se qualifie 20ème et avant-dernier alors qu’il avait cette fois-ci roulé plus vite qu’en FP3. Le dimanche, Rossi prend un départ moyen et prudent puisqu’il pointe dernier dans le premier tour alors que Marc Marquez s’empare de la tête sur « son » circuit. Rossi monte 20ème dans le tour suivant après la chute de Nakagami. Trois tours plus tard, Rossi reste dernier mais passe 19ème après la chute de Zarco. Rossi dépasse enfin un pilote dans le tour suivant en la personne de Petrucci, il est donc 18ème. La chute d’Aleix Espargaro propulse ensuite Rossi au 17ème rang, puis au 16ème rang car il dépasse Morbidelli quasiment au même instant. La remontée de Rossi s’achève après son dépassement sur Lecuona. Il finit donc la course en 15ème position et grappille un petit point. Devant, Marquez remporte la course haut la main. Quartararo et Bagnaïa complètent le podium. Quartararo disposera donc d’une première balle de match pour le gain du championnat dans 3 semaines à Misano face à Bagnaïa. Rossi reste 21ème du général avec 29 points et atteint les 5 400 points inscrits en catégorie reine ! Classement général après le GP des Amériques: 1. Quartararo: 254 pts, 2. Bagnaïa: 202 pts [-52 pts], 3. Mir: 175 pts [-79 pts].
Le week-end du 24 octobre, c’est le GP d’Émilie-Romagne, deuxième rendez-vous à Misano de la saison. La pluie vient s’inviter en ce début de week-end. Rossi est plutôt performant sur piste complètement mouillée mais éprouve de grandes difficultés sur piste séchante. Il fait 12ème en FP1, 22ème en FP2, 23ème en FP3 et 13ème en FP4. Il passe par la Q1 mais le bilan est désastreux. Il se qualifie bon dernier (soit 23ème) sur une piste grasse, mais s’élancera finalement 22ème après un problème sur la grille pour Binder. Le lendemain, Rossi n’a rien à perdre et ne peut que faire mieux. Rossi réalise un départ correct et conserve sa place. Bagnaïa a pris la tête. Petrucci et Mir s’accrochent dans le tour suivant, Rossi est donc promu au 21ème rang (Dovizioso l’a repassé entre-temps). Dans le tour suivant, Miller, alors 2ème, tombe sous la pression de Marc Marquez. Rossi est donc 20ème. Il repasse ensuite Dovizioso pour s’emparer de la 19ème place. À 18 tours de l’arrivée, Nakagami tombe puis Alex Marquez a un problème mécanique. Rossi est alors 17ème. Lecuona tombe quelques minutes plus tard, Rossi pointe donc 16ème à la porte des points. C’est ensuite au tour de Martin de chuter, l’Italien rentre donc dans les points. Il dépasse ensuite Morbidelli ce qui lui permet d’être 14ème. Mais à 5 tours de la fin se produit l’impensable. Bagnaïa tombe alors qu’il semblait avoir course gagnée et pouvait encore croire au titre. Marquez s’empare donc de la tête de la course. Oliveira tombe dans le même temps, Rossi est donc maintenant 12ème ! Il dépasse Pirro dans le tour suivant ce qui lui permet de pointer 11ème. Marquez gagne la course devant son coéquipier Pol Espargaro. Bastianini complète le podium (comme lors de la première course à Misano) en doublant Quartararo, qui devient le premier français champion du monde en catégorie reine alors que personne ne s’attendait à un triomphe dès maintenant. Pour remercier tous ses fans pour sa dernière à domicile, Valentino Rossi s’offre même le luxe d’aller dépasser Binder dans le dernier tour pour s’adjuger la 10ème place alors qu’il partait 23ème ! Classement général après le GP d’Émilie-Romagne: 1. Quartararo: 267 pts, 2. Bagnaïa: 202 pts [-65 pts], 3. Mir: 175 pts [-92 pts].
Le week-end du 7 novembre, c’est le GP d’Algarve, deuxième manche de l’année disputée à Portimão, au Portugal. Les performances de Rossi sont très médiocres le vendredi, mais s’améliorent nettement à partir du samedi. En effet, il termine 22ème en FP1, 21ème en FP2, 17ème en FP3 et 18ème en FP4. En Q1, il fait un bond de 6 dixièmes par rapport à son chrono de la matinée, ce qui lui permet de se qualifier 16ème, à seulement 9 dixièmes de la pole au cumulé. Lors du départ, Rossi réalise pour une fois un départ correct puisqu’il ne perd aucune position. Effectivement, la chute de Petrucci le maintient à la 16ème position. Bagnaïa clôt le premier tour en tête. Il gagne ensuite une place dans le tour suivant avec l’erreur d’Aleix Espargaro. Le pilote Aprilia le repassera quelques tours plus tard, ainsi que le Japonais Nakagami. L’Italien pointe donc 17ème désormais mais il reprend une place avec cette fois-ci la chute d’Aleix Espargaro. Il se fait dépasser quelques tours plus tard par Marini, avant de compenser par le dépassement de Morbidelli. Il reste donc au 16ème rang. À 5 tours de l’arrivée, le tout récent champion du monde Fabio Quartararo tombe et offre donc la 15ème place à Rossi. Puis à 2 tours du drapeau à damiers, Lecuona, voulant dépasser Oliveira agressivement, tombe et emporte le Portugais dans sa chute. Le drapeau rouge est de sortie, la course est neutralisée et les résultats sont entérinés. Bagnaïa est donc déclaré vainqueur devant Mir et Miller. Quant à Rossi, il finit donc 13ème, et première Yamaha. C’est d’ailleurs la première fois que la première Yamaha à l’arrivée est aussi loin dans le classement depuis 1995, soit un an avant que Rossi ne commence sa carrière ! Au général, il gagne enfin une position et se place donc 20ème. Classement général après le GP d’Algarve: 1. Quartararo: 267 pts, 2. Bagnaïa: 227 pts [-40 pts], 3. Mir: 195 pts [-72 pts].
Le week-end du 14 novembre, c’est le GP de la Communauté Valencienne, en Espagne, à Cheste, sur le circuit Ricardo Tormo. Comme habituellement, c’est la fin de la saison mais c’est aussi l’ultime GP de la longue carrière de Valentino Rossi. Le week-end entier lui est consacré et de nombreux hommages lui sont rendus. Pour sa dernière campagne, il veut finir sur une bonne note. Les premiers essais sont très compliqués mais il arrive à signer un très bon chrono le samedi grâce au coup de pouce de son ami Bagnaïa. Il finit 21ème en FP1 et en FP2, mais il termine 10ème en FP3 et 17ème en FP4. Ce chrono inattendu, à seulement 3 dixièmes du meilleur temps d’ailleurs, lui permet donc de se qualifier in extremis en Q2 ; belle histoire pour sa dernière. En qualifications, il bénéficie à nouveau de la roue de Bagnaïa et parvient à se classer 10ème en améliorant légèrement sa marque. Le dimanche, ayant à cœur de bien faire, il s’élance bien et gagne une position. Il clôt le premier tour au 9ème rang alors que Martin mène la course après être parti depuis la pole. Après 3 tours, Rossi se fait dépasser par Zarco et reprend donc sa position initiale. Il descend à la 11ème place à 20 tours de l’arrivée après le dépassement de Bastianini. Rossi est de retour en 10ème position 3 tours plus tard à la suite de la chute de Rins. La course reste ensuite assez calme, à part que Bagnaïa s’empare de la tête face à Martin à mi-course. Rossi ne sera pas dépasser du reste de la course et rattrapera même Aleix Espargaro mais un peu trop tard pour pouvoir l’attaquer, il finit donc sa dernière course dans le Top 10. Devant, c’est un premier triplé Ducati en MotoGP avec Bagnaïa, Martin et Miller sur le podium. Sur cette dernière course, Rossi sauve tout de même l’honneur et grâce à ce bon résultat, il gagne 2 places au général pour finir 18ème, ce qui reste sa plus mauvaise saison en 25 ans de carrière. Classement général final après le GP de la Communauté Valencienne : 1. Quartararo: 278 pts, 2. Bagnaïa: 252 pts [-26 pts], 3. Mir: 208 pts [-70 pts], 4. Miller: 181 pts [-97 pts], 5. Zarco: 173 pts [-105 pts] ….. 18. Rossi: 44 pts [-234 pts].

## Le numéro
Bien que neuf fois champion du monde, il a toujours préféré porter le numéro 46, il le tient de son père. C'est le numéro qu'il portait à sa première victoire en Grand Prix, en 1979, l'année où Valentino est né. Le fameux numéro 1, destiné au champion du monde, apparaîtra cependant sur sa moto en 2002 sur le carénage de sa Honda (lorsqu'il l'avait superposé sur le numéro 46). Le numéro 1 trouve aussi sa place sur l'épaule droite de sa combinaison.
Lors du Grand Prix moto d'Italie 2022 son numéro a été officiellement retiré des Grand Prix moto, même si Valentino Rossi aurait aimé voir un autre pilote portant son numéro.

## Surnoms
Durant sa carrière de pilote, il se sera affublé de plusieurs surnoms, dont « Rossifumi » en hommage au pilote japonais Norifumi Abe qu'il admire, puis « Valentinik », en référence au héros de bandes-dessinées Paperinik. Son surnom le plus connu reste « The Doctor » qu'il adopte dès son arrivée en catégorie reine.

## Possibles reconversions
Il a un moment été question que Valentino Rossi devienne pilote de Formule 1, il a d'ailleurs fait plusieurs essais chez Ferrari en 2004, 2005 et 2008. Il s'est également essayé au Rallye Automobile.
- 12e au Rallye de Grande-Bretagne en 2008.
- 11e au Rallye de Nouvelle-Zélande en 2006.
- Abandon lors du rallye de Grande-Bretagne en 2002.
- 7 Victoires au Monza Rally Show en 2006, 2007, 2012, 2015, 2016, 2017 et 2018
- 2e au Monza Rally Show en 2005, 2008, 2009, 2011 et 2014.
- 3e au Monza Rally Show en 2004.
- 3e au 6H de Vallelunga en 2009.

En 2012, il participe également à la première manche des Blancpain Endurance Series qui se déroule à Monza. Avec Alessio Salucci, Il termine 18e à bord d'une Ferrari 458 Italia GT3 engagée sous la bannière du Kessel Racing.
L'année suivant son arrêt en MotoGP, Valentino Rossi se reconvertit dans le monde des 4 roues en GT World Challenge Europe avec l'équipe WRT à bord d'une Audi R8 GT3 lors de la première saison, puis la saison d'après toujours dans la même structure la voiture est remplacée par une BMW M4 GT3. En 2023, lors de la course 2 à Brands Hatch, il décrochera avec son coéquipier Maxime Martin la 2e place.
Le 16 juillet 2023, il décroche sa première victoire en GT3 à Misano.

## Résultats en championnats
Résultats en Championnats du monde de Vitesse Moto depuis ses débuts en 1996 :

### Par saison
Mise à jour après le Grand Prix Moto  de la Communauté Valencienne 2021.
| Année | Catégorie | Motos              | Courses | Victoires | Podiums | Pole positions | Meilleurs tours¹ | Points | Classement final |
| ----- | --------- | ------------------ | ------- | --------- | ------- | -------------- | ---------------- | ------ | ---------------- |
| 1996  | 125 cm3   | Aprilia RS125      | 15      | 1         | 2       | 1              | 2                | 111    | 9e               |
| 1997  | 125 cm3   | Aprilia RS125      | 15      | 11        | 13      | 4              | 7                | 321    | Champion         |
| 1998  | 250 cm3   | Aprilia RS250      | 14      | 5         | 9       | 0              | 3                | 201    | 2e               |
| 1999  | 250 cm3   | Aprilia RS250      | 16      | 9         | 12      | 5              | 8                | 309    | Champion         |
| 2000  | 500 cm3   | Honda NSR 500      | 16      | 2         | 10      | 0              | 5                | 209    | 2e               |
| 2001  | 500 cm3   | Honda NSR 500      | 16      | 11        | 12      | 4              | 10               | 325    | Champion         |
| 2002  | MotoGP    | Honda RC211V       | 16      | 11        | 15      | 7              | 9                | 355    | Champion         |
| 2003  | MotoGP    | Honda RC211V       | 16      | 9         | 16      | 9              | 12               | 357    | Champion         |
| 2004  | MotoGP    | Yamaha YZR-M1      | 16      | 9         | 11      | 5              | 3                | 304    | Champion         |
| 2005  | MotoGP    | Yamaha YZR-M1      | 17      | 11        | 16      | 5              | 6                | 367    | Champion         |
| 2006  | MotoGP    | Yamaha YZR-M1      | 17      | 5         | 10      | 5              | 4                | 247    | 2e               |
| 2007  | MotoGP    | Yamaha YZR-M1      | 18      | 4         | 8       | 4              | 3                | 241    | 3e               |
| 2008  | MotoGP    | Yamaha YZR-M1      | 18      | 9         | 16      | 2              | 5                | 373    | Champion         |
| 2009  | MotoGP    | Yamaha YZR-M1      | 17      | 6         | 13      | 7              | 6                | 306    | Champion         |
| 2010  | MotoGP    | Yamaha YZR-M1      | 14      | 2         | 10      | 1              | 2                | 233    | 3e               |
| 2011  | MotoGP    | Ducati Desmosedici | 17      | 0         | 1       | 0              | 1                | 139    | 7e               |
| 2012  | MotoGP    | Ducati Desmosedici | 18      | 0         | 2       | 0              | 1                | 163    | 6e               |
| 2013  | MotoGP    | Yamaha YZR-M1      | 18      | 1         | 7       | 0              | 1                | 240    | 4e               |
| 2014  | MotoGP    | Yamaha YZR-M1      | 18      | 2         | 14      | 1              | 1                | 295    | 2e               |
| 2015  | MotoGP    | Yamaha YZR-M1      | 18      | 4         | 15      | 1              | 4                | 325    | 2e               |
| 2016  | MotoGP    | Yamaha YZR-M1      | 18      | 2         | 10      | 3              | 2                | 249    | 2e               |
| 2017  | MotoGP    | Yamaha YZR-M1      | 17      | 1         | 6       | 0              | 0                | 208    | 5e               |
| 2018  | MotoGP    | Yamaha YZR-M1      | 18      | 0         | 5       | 1              | 0                | 198    | 3e               |
| 2019  | MotoGP    | Yamaha YZR-M1      | 19      | 0         | 2       | 0              | 1                | 174    | 7e               |
| 2020  | MotoGP    | Yamaha YZR-M1      | 12      | 0         | 1       | 0              | 0                | 66     | 15e              |
| 2021  | MotoGP    | Yamaha YZR-M1      | 18      | 0         | 0       | 0              | 0                | 44     | 18e              |
| Total |           |                    | 432     | 115       | 236     | 65             | 96               | 6360   | 9 titres         |

¹Meilleurs tours en course.

### Résultats détaillés
Mise à jour après le Grand Prix Moto  de la Communauté Valencienne 2021.
| Année | Cat.    | Moto    | 1       | 2       | 3       | 4       | 5       | 6       | 7       | 8       | 9       | 10      | 11      | 12      | 13      | 14      | 15      | 16      | 17     | 18      | 19     | Classement | Points |
| ----- | ------- | ------- | ------- | ------- | ------- | ------- | ------- | ------- | ------- | ------- | ------- | ------- | ------- | ------- | ------- | ------- | ------- | ------- | ------ | ------- | ------ | ---------- | ------ |
| 1996  | 125 cm3 | Aprilia | MAL 6   | INA 11  | JPN 11  | SPA 4   | ITA 4   | FRA Ab. | NED Ab. | GER 5   | GBR Ab. | AUT 3   | CZE 1   | IMO 5   | CAT Ab. | RIO Ab. | AUS 14  |         |        |         |        | 9e         | 111    |
| 1997  | 125 cm3 | Aprilia | MAL 1   | JPN Ab. | SPA 1   | ITA 1   | AUT 2   | FRA 1   | NED 1   | IMO 1   | GER 1   | RIO 1   | GBR 1   | CZE 3   | CAT 1   | INA 1   | AUS 6   |         |        |         |        | 1er        | 321    |
| 1998  | 250 cm3 | Aprilia | JPN Ab. | MAL Ab. | SPA 2   | ITA 2   | FRA 2   | MAD Ab. | NED 1   | GBR Ab. | GER 3   | CZE Ab. | IMO 1   | CAT 1   | AUS 1   | ARG 1   |         |         |        |         |        | 2e         | 201    |
| 1999  | 250 cm3 | Aprilia | MAL 5   | JPN 7   | SPA 1   | FRA Ab. | ITA 1   | CAT 1   | NED 2   | GBR 1   | GER 1   | CZE 1   | IMO 2   | VAL 8   | AUS 1   | RSA 1   | RIO 1   | ARG 3   |        |         |        | 1er        | 309    |
| 2000  | 500 cm3 | Honda   | RSA Ab. | MAL Ab. | JPN 11  | SPA 3   | FRA 3   | ITA 12  | CAT 3   | NED 6   | GBR 1   | GER 2   | CZE 2   | POR 3   | VAL Ab. | RIO 1   | PAC 2   | AUS 3   |        |         |        | 2e         | 209    |
| 2001  | 500 cm3 | Honda   | JPN 1   | RSA 1   | SPA 1   | FRA 3   | ITA Ab. | CAT 1   | NED 2   | GBR 1   | GER 7   | CZE 1   | POR 1   | VAL 11  | PAC 1   | AUS 1   | MAL 1   | RIO 1   |        |         |        | 1er        | 325    |
| 2002  | MotoGP  | Honda   | JPN 1   | RSA 2   | SPA 1   | FRA 1   | ITA 1   | CAT 1   | NED 1   | GBR 1   | GER 1   | CZE Ab. | POR 1   | RIO 1   | PAC 2   | MAL 2   | AUS 1   | VAL 2   |        |         |        | 1er        | 355    |
| 2003  | MotoGP  | Honda   | JPN 1   | RSA 2   | SPA 1   | FRA 2   | ITA 1   | CAT 2   | NED 3   | GBR 3   | GER 2   | CZE 1   | POR 1   | RIO 1   | PAC 2   | MAL 1   | AUS 1   | VAL 1   |        |         |        | 1er        | 357    |
| 2004  | MotoGP  | Yamaha  | RSA 1   | SPA 4   | FRA 4   | ITA 1   | CAT 1   | NED 1   | RIO Ab. | GER 4   | GBR 1   | CZE 2   | POR 1   | JPN 2   | QAT Ab. | MAL 1   | AUS 1   | VAL 1   |        |         |        | 1er        | 304    |
| 2005  | MotoGP  | Yamaha  | SPA 1   | POR 2   | CHN 1   | FRA 1   | ITA 1   | CAT 1   | NED 1   | USA 3   | GBR 1   | GER 1   | CZE 1   | JPN Ab. | MAL 2   | QAT 1   | AUS 1   | TUR 2   | VAL 3  |         |        | 1er        | 367    |
| 2006  | MotoGP  | Yamaha  | SPA 14  | QAT 1   | TUR 4   | CHN Ab. | FRA Ab. | ITA 1   | CAT 1   | NED 8   | GBR 2   | GER 1   | USA Ab. | CZE 2   | MAL 1   | AUS 3   | JPN 2   | POR 2   | VAL 13 |         |        | 2e         | 247    |
| 2007  | MotoGP  | Yamaha  | QAT 2   | SPA 1   | TUR 10  | CHN 2   | FRA 6   | ITA 1   | CAT 2   | GBR 4   | NED 1   | GER Ab. | USA 4   | CZE 7   | RSM Ab. | POR 1   | JPN 13  | AUS 3   | MAL 5  | VAL Ab. |        | 3e         | 241    |
| 2008  | MotoGP  | Yamaha  | QAT 5   | SPA 2   | POR 3   | CHN 1   | FRA 1   | ITA 1   | CAT 2   | GBR 2   | NED 11  | GER 2   | USA 1   | CZE 1   | RSM 1   | IND 1   | JPN 1   | AUS 2   | MAL 1  | VAL 3   |        | 1er        | 373    |
| 2009  | MotoGP  | Yamaha  | QAT 2   | JPN 2   | SPA 1   | FRA 16  | ITA 3   | CAT 1   | NED 1   | USA 2   | GER 1   | GBR 5   | CZE 1   | IND Ab. | RSM 1   | POR 4   | AUS 2   | MAL 3   | VAL 2  |         |        | 1er        | 306    |
| 2010  | MotoGP  | Yamaha  | QAT 1   | SPA 3   | FRA 2   | ITA DNS | GBR INJ | NED INJ | CAT INJ | GER 4   | USA 3   | CZE 5   | IND 4   | RSM 3   | ARA 6   | JPN 3   | MAL 1   | AUS 3   | POR 2  | VAL 3   |        | 3e         | 233    |
| 2011  | MotoGP  | Ducati  | QAT 7   | SPA 5   | POR 5   | FRA 3   | CAT 5   | GBR 6   | NED 4   | ITA 6   | GER 9   | USA 6   | CZE 6   | IND 10  | RSM 7   | ARA 10  | JAP Ab. | AUS Ab. | MAL C  | VAL Ab. |        | 7e         | 139    |
| 2012  | MotoGP  | Ducati  | QAT 10  | SPA 9   | POR 7   | FRA 2   | CAT 7   | GBR 9   | NED 9   | GER 6   | ITA 5   | USA Ab. | IND 7   | CZE 7   | RSM 2   | ARA 8   | JAP 7   | MAL 5   | AUS 7  | VAL 10  |        | 6e         | 163    |
| 2013  | MotoGP  | Yamaha  | QAT 2   | AME 6   | SPA 3   | FRA 12  | ITA Ab. | CAT 4   | NED 1   | GER 3   | USA 3   | IND 4   | CZE 4   | GBR 4   | RSM 4   | ARA 3   | MAL 4   | AUS 3   | JAP 6  | VAL 4   |        | 4e         | 240    |
| 2014  | MotoGP  | Yamaha  | QAT 2   | AME 8   | ARG 4   | SPA 2   | FRA 2   | ITA 3   | CAT 2   | NED 5   | GER 4   | IND 3   | CZE 3   | GBR 3   | RSM 1   | ARA Ab. | JAP 3   | AUS 1   | MAL 2  | VAL 2   |        | 2e         | 295    |
| 2015  | MotoGP  | Yamaha  | QAT 1   | AME 3   | ARG 1   | SPA 3   | FRA 2   | ITA 3   | CAT 2   | NED 1   | GER 3   | IND 3   | CZE 3   | GBR 1   | RSM 5   | ARA 3   | JAP 2   | AUS 4   | MAL 3  | VAL 4   |        | 2e         | 325    |
| 2016  | MotoGP  | Yamaha  | QAT 4   | ARG 2   | AME Ab. | SPA 1   | FRA 2   | ITA Ab. | CAT 1   | NED Ab. | GER 8   | AUT 4   | CZE 2   | GBR 3   | RSM 2   | ARA 3   | JAP Ab. | AUS 2   | MAL 2  | VAL 4   |        | 2e         | 249    |
| 2017  | MotoGP  | Yamaha  | QAT 3   | ARG 2   | AME 2   | SPA 10  | FRA Ab. | ITA 4   | CAT 8   | NED 1   | GER 5   | CZE 4   | AUT 7   | GBR 3   | RSM INJ | ARA 5   | JAP Ab. | AUS 2   | MAL 7  | VAL 5   |        | 5e         | 208    |
| 2018  | MotoGP  | Yamaha  | QAT 3   | ARG Ab. | AME 4   | SPA 5   | FRA 3   | ITA 3   | CAT 3   | NED 5   | GER 2   | CZE 4   | AUT 6   | GBR C   | RSM 7   | ARA 8   | THA 4   | JAP 4   | AUS 6  | MAL Ab. | VAL 13 | 3e         | 198    |
| 2019  | MotoGP  | Yamaha  | QAT 5   | ARG 2   | AME 2   | SPA 6   | FRA 5   | ITA Ab. | CAT Ab. | NED Ab. | GER 8   | CZE 6   | AUT 4   | GBR 4   | RSM 4   | ARA 8   | THA 8   | JAP Ab. | AUS 8  | MAL 4   | VAL 8  | 7e         | 174    |
| 2020  | MotoGP  | Yamaha  | ESP Ab. | AND 3   | CZE 5   | AUT 5   | STY 9   | RSM 4   | EMR Ab. | CAT Ab. | FRA Ab. | ARA DNS | TER DNS | EUR Ab. | VAL 12  | POR 12  |         |         |        |         |        | 15e        | 66     |
| 2021  | MotoGP  | Yamaha  | QAT 12  | DOH 16  | POR Ab. | ESP 16  | FRA 11  | ITA 10  | CAT Ab. | GER 14  | NED Ab. | STY 13  | AUT 8   | GBR 18  | ARA 19  | RSM 17  | AME 15  | EMR 10  | ALG 13 | VAL 10  |        | 18e        | 44     |

Notes :
| Couleur | Résultat                     |
| ------- | ---------------------------- |
| Or      | Vainqueur                    |
| Argent  | 2e place                     |
| Bronze  | 3e place                     |
| Vert    | Terminé, dans les points     |
| Bleu    | Terminé, pas dans les points |
| Violet  | Abandon (Ab.) ou (Ret)       |
| Violet  | Non classé (NC)              |
| Rouge   | Pas qualifié (DNQ)           |
| Noir    | Disqualifié (DSQ)            |
| Blanc   | Pas au départ (DNS)          |
| Blanc   | Forfait (WD)                 |
| Blanc   | N'a pas participé (DNP)      |
| Blanc   | Blessé (INJ)                 |
| Blanc   | Exclu (EX)                   |
| Blanc   | Course annulée (C)           |

### Par Grand Prix
Mise à jour après le Grand Prix Moto  de la Communauté Valencienne 2021.
| Grands Prix        | Circuits                      | Participations | Pole Positions | Meilleurs tours | Podiums | Victoires | Années de la victoire                                      | Abandons | Points inscrits |
| ------------------ | ----------------------------- | -------------- | -------------- | --------------- | ------- | --------- | ---------------------------------------------------------- | -------- | --------------- |
| Qatar              | Losail                        | 17             | 1              | 2               | 10      | 4         | 2005, 2006, 2010, 2015                                     | 1        | 266 pts         |
| Doha               | Losail                        | 1              | 0              | 0               | 0       | 0         | -                                                          | 0        | 0 pt            |
| Espagne            | Jerez                         | 26             | 5              | 9               | 15      | 9         | 1997, 1999, 2001, 2002, 2003, 2005, 2007, 2009, 2016       | 1        | 418 pts         |
| Andalousie         | Jerez                         | 1              | 0              | 0               | 1       | 0         | -                                                          | 0        | 16 pts          |
| République tchèque | Brno                          | 25             | 4              | 4               | 14      | 7         | 1996, 1999, 2001, 2003, 2005, 2008, 2009                   | 2        | 402 pts         |
| Catalogne          | Barcelone                     | 25             | 4              | 6               | 17      | 10        | 1997, 1998, 1999, 2001, 2002, 2004, 2005, 2006, 2009, 2016 | 4        | 421 pts         |
| Australie          | Phillip Island                | 23             | 1              | 7               | 16      | 8         | 1998, 1999, 2001, 2002, 2003, 2004, 2005, 2014             | 1        | 427 pts         |
| Australie          | Eastern Creek Raceway         | 1              | 0              | 0               | 0       | 0         | -                                                          | 0        | 2 pts           |
| Grande-Bretagne    | Donington Park                | 14             | 4              | 5               | 10      | 7         | 1997, 1999, 2000, 2001, 2002, 2004, 2005                   | 2        | 253 pts         |
| Grande-Bretagne    | Silverstone                   | 9              | 0              | 1               | 4       | 1         | 2015                                                       | 0        | 116 pts         |
| Pays-Bas           | TT Circuit Assen              | 24             | 7              | 8               | 13      | 10        | 1997, 1998, 2002, 2004, 2005, 2007, 2009, 2013, 2015, 2017 | 4        | 367 pts         |
| Italie             | Mugello                       | 24             | 7              | 3               | 14      | 9         | 1997, 1999, 2002, 2003, 2004, 2005, 2006, 2007, 2008       | 3        | 366 pts         |
| Malaisie           | Johor                         | 1              | 0              | 1               | 0       | 0         | -                                                          | 1        | 0 pt            |
| Malaisie           | Shah Alam                     | 2              | 1              | 1               | 1       | 1         | 1997                                                       | 0        | 35 pts          |
| Malaisie           | Sepang                        | 20             | 5              | 6               | 12      | 6         | 2001, 2003, 2004, 2006, 2008, 2010                         | 2        | 324 pts         |
| Rio de Janeiro     | Jacarepagua                   | 8              | 1              | 5               | 6       | 6         | 1997, 1999, 2000, 2001, 2002, 2003                         | 2        | 150 pts         |
| Allemagne          | Nürburgring                   | 2              | 1              | 0               | 1       | 1         | 1997                                                       | 0        | 36 pts          |
| Allemagne          | Sachsenring                   | 23             | 2              | 1               | 12      | 5         | 1999, 2002, 2005, 2006, 2009                               | 1        | 337 pts         |
| Pacifique          | Motegi                        | 4              | 0              | 3               | 4       | 1         | 2001                                                       | 0        | 84 pts          |
| Japon              | Suzuka                        | 8              | 2              | 2               | 3       | 3         | 2001, 2002, 2003                                           | 2        | 85 pts          |
| Japon              | Motegi                        | 16             | 2              | 2               | 7       | 1         | 2008                                                       | 4        | 181 pts         |
| France             | Circuit du Castellet          | 4              | 1              | 1               | 2       | 1         | 1997                                                       | 2        | 45 pts          |
| France             | Le Mans                       | 22             | 4              | 7               | 13      | 3         | 2002, 2005, 2008                                           | 3        | 302 pts         |
| Imola              | Imola                         | 4              | 1              | 2               | 3       | 2         | 1997, 1998                                                 | 0        | 81 pts          |
| Saint-Marin        | Misano                        | 14             | 1              | 2               | 6       | 3         | 2008, 2009, 2014                                           | 1        | 198 pts         |
| Émilie-Romagne     | Misano                        | 2              | 0              | 0               | 0       | 0         | -                                                          | 1        | 6 pts           |
| États-Unis         | Laguna Seca                   | 9              | 0              | 0               | 5       | 1         | 2008                                                       | 2        | 116 pts         |
| Indianapolis       | Indianapolis Motor Speedway   | 8              | 1              | 1               | 3       | 1         | 2008                                                       | 1        | 98 pts          |
| Austin             | Circuit des Amériques         | 8              | 0              | 0               | 3       | 0         | -                                                          | 1        | 88 pts          |
| Argentine          | Autódromo Juan y Oscar Gálvez | 2              | 1              | 1               | 2       | 1         | 1998                                                       | 0        | 41 pts          |
| Argentine          | Autódromo Termas de Río Hondo | 6              | 0              | 1               | 3       | 1         | 2015                                                       | 1        | 78 pts          |
| Indonésie          | Sentul                        | 2              | 0              | 1               | 1       | 1         | 1997                                                       | 0        | 30 pts          |
| Afrique du Sud     | Phakisa Freeway               | 6              | 3              | 4               | 5       | 3         | 1999, 2001, 2004                                           | 1        | 115 pts         |
| Portugal           | Estoril                       | 13             | 1              | 4               | 10      | 5         | 2001, 2002, 2003, 2004, 2007                               | 0        | 250 pts         |
| Portugal           | Portimão                      | 2              | 0              | 0               | 0       | 0         | -                                                          | 1        | 4 pts           |
| Algarve            | Portimão                      | 1              | 0              | 0               | 0       | 0         | -                                                          | 0        | 3 pts           |
| Valence            | Valence                       | 23             | 3              | 1               | 8       | 2         | 2003, 2004                                                 | 3        | 253 pts         |
| Europe             | Valence                       | 1              | 0              | 0               | 0       | 0         | -                                                          | 1        | 0 pt            |
| Thaïlande          | Circuit de Buriram            | 2              | 0              | 0               | 0       | 0         | -                                                          | 0        | 21 pts          |
| Madrid             | Circuit permanent du Jarama   | 1              | 0              | 0               | 0       | 0         | -                                                          | 1        | 0 pt            |
| Chine              | Shanghai                      | 4              | 1              | 1               | 3       | 2         | 2005, 2008                                                 | 1        | 70 pts          |
| Autriche           | A1 Ring                       | 2              | 0              | 1               | 2       | 0         | -                                                          | 0        | 36 pts          |
| Autriche           | Red Bull Ring                 | 6              | 0              | 0               | 0       | 0         | -                                                          | 0        | 64 pts          |
| Styrie             | Red Bull Ring                 | 2              | 0              | 0               | 0       | 0         | -                                                          | 0        | 10 pts          |
| Turquie            | Istanbul Park                 | 3              | 1              | 0               | 1       | 0         | -                                                          | 0        | 39 pts          |
| Aragon             | Motorland Aragon              | 11             | 0              | 0               | 3       | 0         | -                                                          | 1        | 99 pts          |

### Par catégorie
Mise à jour après le Grand Prix Moto  de la Communauté Valencienne 2021.
| Catégories | Années    | 1er GP          | 1er Podium    | 1re Victoire            | Courses | Victoires | Podiums | Pole Positions | Meilleurs tours¹ | Points | Titres |
| ---------- | --------- | --------------- | ------------- | ----------------------- | ------- | --------- | ------- | -------------- | ---------------- | ------ | ------ |
| 125 cm3    | 1996-1997 | Malaisie 1996   | Autriche 1996 | République tchèque 1996 | 30      | 12        | 15      | 5              | 9                | 432    | 1      |
| 250 cm3    | 1998-1999 | Japon 1998      | Espagne 1998  | Pays-Bas 1998           | 30      | 14        | 21      | 5              | 11               | 510    | 1      |
| 500 cm3    | 2000-2001 | Af. du Sud 2000 | Espagne 2000  | Grande-Bretagne 2000    | 32      | 13        | 23      | 4              | 15               | 534    | 1      |
| MotoGP     | 2002-2021 | Japon 2002      | Japon 2002    | Japon 2002              | 340     | 76        | 176     | 51             | 61               | 4861   | 6      |
| Total      | 1996-2021 |                 |               |                         | 432     | 115       | 235     | 65             | 96               | 6357   | 9      |

¹Meilleurs tours en course.

### Par constructeur
Mise à jour après le Grand Prix Moto  de la Communauté Valencienne 2021.
| Constructeur | Catégorie        | Saisons | Courses | Victoires | Podiums | Pole positions | Meilleurs tours | Points | Titres |
| ------------ | ---------------- | ------- | ------- | --------- | ------- | -------------- | --------------- | ------ | ------ |
| Aprilia      | 125 cm3, 250 cm3 | 4       | 60      | 26        | 36      | 10             | 20              | 942    | 2      |
| Honda        | 500 cm3, MotoGP  | 4       | 64      | 33        | 54      | 20             | 36              | 1246   | 3      |
| Ducati       | MotoGP           | 2       | 35      | 0         | 3       | 0              | 2               | 302    | 0      |
| Yamaha       | MotoGP           | 16      | 273     | 56        | 142     | 35             | 37              | 3867   | 4      |

## Palmarès
Mise à jour après le Grand Prix Moto  de la Communauté Valencienne 2021.
- 26 saisons (2 en 125 cm3 / 2 en 250 cm3 / 2 en 500 cm3 et 20 en Moto GP).
- 22 saisons consécutives en catégorie reine.
- 21 saisons consécutives avec au moins un meilleur tour en course.
- 15 saisons consécutives avec au moins une victoire.
- 9 titres de champion du monde (1 en 125 cm3 en 1997 / 1 en 250 cm3 en 1999/ 1 en 500 cm3 en 2001 et 6 en Moto GP de 2002 à 2005 ainsi qu'en 2008 et 2009).
- 6 places de vice-champion du monde (1 en 250 cm3 en 1998 / 1 en 500 cm3 en 2000 / 4 en MotoGP en 2006, 2014, 2015 et 2016).
- 3 places de 3e en championnat du monde en 2007, 2010 et 2018.
- 432 départs en Grands Prix de Vitesse Moto (record).
- 175 départs de la première ligne (record).
- 372 Grands Prix en catégorie reine (500 cm3 et Moto GP) (record).
- 340 Grands Prix en catégorie Moto GP (record).
- 115 victoires (76 en Moto GP / 13 en 500 cm3 / 14 en 250 cm3 / 12 en 125 cm3).
- 67 deuxième place.
- 53 troisième place.
- 65 pole positions (51 en Moto GP / 4 en 500 cm3 / 5 en 250 cm3 / 5 en 125 cm3).
- 55 pole positions en catégorie reine.
- 41 victoires depuis la pole position (33 en Moto GP, 3 en 500 cm3, 1 en 250 cm3, 4 en 125 cm3).
- 235 podiums (176 en Moto GP / 23 en 500 cm3 / 21 en 250 cm3 / 15 en 125 cm3) (record).
- 199 podiums en catégorie reine (record).
- 96 meilleurs tours en course, 2e derrière Giacomo Agostini (117).
- 76 meilleurs tours en course en catégorie reine (record).
- 26 Hat Tricks (pole position, meilleur tour et victoire dans le même week-end).
- 373 arrivées dans les points (record).
- 6 arrivées hors des points.
- 53 abandons et 2 courses annulées.
- Nombre de points gagnés en championnat du monde : 6 357 (record).
- Nombre de points gagnés en catégorie reine (500 cm3 et Moto GP) : 5 415 (record).
- Nombre de points gagnés en catégorie Moto GP : 4 881 (record).
- Endurance : victoire aux 8 Heures de Suzuka en 2001 avec Colin Edwards.

### Victoires en125cm3: 12
|    | S.   | Date         | Lieu du Grand Prix                 | Circuit                         | Ville                | Ecurie  | Moto  | Grille |
| 1  | 1996 | 18 août      | Grand Prix moto de Tchéquie        | Circuit de Masaryk              | Brno                 | Aprilia | RS125 | Pole   |
| 2  | 1997 | 13 avril     | Grand Prix moto de Malaisie        | Circuit de Shah Alam            | Shah Alam            | Aprilia | RS125 | Pole   |
| 3  | 1997 | 4 mai        | Grand Prix moto d'Espagne          | Circuit Permanent de Jerez      | Jerez de la Frontera | Aprilia | RS125 | 6e     |
| 4  | 1997 | 18 mai       | Grand Prix moto d'Italie           | Circuit du Mugello              | Mugello              | Aprilia | RS125 | 3e     |
| 5  | 1997 | 8 juin       | Grand Prix moto de France          | Circuit Paul-Ricard             | Le Castellet         | Aprilia | RS125 | 3e     |
| 6  | 1997 | 28 juin      | Grand Prix moto des Pays-Bas       | Circuit d'Assen                 | Assen                | Aprilia | RS125 | Pole   |
| 7  | 1997 | 6 juillet    | Grand Prix moto d'Imola            | Autodromo Enzo e Dino Ferrari   | Imola                | Aprilia | RS125 | Pole   |
| 8  | 1997 | 20 juillet   | Grand Prix moto d'Allemagne        | Nürburgring                     | Eifel                | Aprilia | RS125 | Pole   |
| 9  | 1997 | 3 août       | Grand Prix moto de Rio de Janeiro  | Circuit Jacarepagua             | Rio de Janeiro       | Aprilia | RS125 | 2e     |
| 10 | 1997 | 17 août      | Grand Prix moto de Grande-Bretagne | Donington Park                  | Donington            | Aprilia | RS125 | 4e     |
| 11 | 1997 | 14 septembre | Grand Prix moto de Catalogne       | Circuit de Catalogne            | Barcelone            | Aprilia | RS125 | 4e     |
| 12 | 1997 | 28 septembre | Grand Prix moto d'Indonésie        | Circuit international de Sentul | Bogor                | Aprilia | RS125 | 4e     |

### Victoires en250cm3: 14
|    | S.   | Date         | Lieu du Grand Prix                 | Circuit                       | Ville                | Ecurie  | Moto  | Grille |
| 1  | 1998 | 27 juin      | Grand Prix moto des Pays-Bas       | TT Circuit Assen              | Assen                | Aprilia | RS250 | 3e     |
| 2  | 1998 | 6 septembre  | Grand Prix moto d'Imola            | Autodromo Enzo e Dino Ferrari | Imola                | Aprilia | RS250 | 5e     |
| 3  | 1998 | 20 septembre | Grand Prix moto de Catalogne       | Circuit de Catalunya          | Barcelone            | Aprilia | RS250 | 2e     |
| 4  | 1998 | 4 octobre    | Grand Prix moto d'Australie        | Circuit de Phillip Island     | Cowes                | Aprilia | RS250 | 2e     |
| 5  | 1998 | 25 octobre   | Grand Prix moto d'Argentine        | Circuit Oscar Alfredo Galvez  | Buenos Aires         | Aprilia | RS250 | 3e     |
| 6  | 1999 | 9 mai        | Grand Prix moto d'Espagne          | Circuit Permanent de Jerez    | Jerez de la Frontera | Aprilia | RS250 | 3e     |
| 7  | 1999 | 6 juin       | Grand Prix moto d'Italie           | Circuit du Mugello            | Mugello              | Aprilia | RS250 | 6e     |
| 8  | 1999 | 29 juin      | Grand Prix moto de Catalogne       | Circuit de Catalogne          | Barcelone            | Aprilia | RS250 | 2e     |
| 9  | 1999 | 4 juillet    | Grand Prix moto de Grande-Bretagne | Donington Park                | Donington            | Aprilia | RS250 | 3e     |
| 10 | 1999 | 18 juillet   | Grand Prix moto d'Allemagne        | Sachsenring                   | Chemnitz             | Aprilia | RS250 | Pole   |
| 11 | 1999 | 22 août      | Grand Prix moto de Tchéquie        | Circuit de Masaryk            | Brno                 | Aprilia | RS250 | 3e     |
| 12 | 1999 | 3 octobre    | Grand Prix moto d'Australie        | Circuit de Phillip Island     | Cowes                | Aprilia | RS250 | 7e     |
| 13 | 1999 | 10 octobre   | Grand Prix moto d'Afrique du Sud   | Phakisa Freeway               | Welkom               | Aprilia | RS250 | 6e     |
| 14 | 1999 | 24 octobre   | Grand Prix moto de Rio de Janeiro  | Circuit Jacarepagua           | Rio de Janeiro       | Aprilia | RS250 | 2e     |

### Victoires en500cm3et Moto GP: 89
- Sur fond bleu les victoires en 500 cm3

|    | S.   | Date         | Lieu du Grand Prix                          | Circuit                               | Ville                | Ecurie | Moto    | Grille |
| 1  | 2000 | 9 juillet    | Grand Prix moto de Grande-Bretagne          | Donington Park                        | Donington            | Honda  | NSR500  | 4e     |
| 2  | 2000 | 7 octobre    | Grand Prix moto de Rio de Janeiro           | Circuit Jacarepagua                   | Rio de Janeiro       | Honda  | NSR500  | 4e     |
| 3  | 2001 | 8 avril      | Grand Prix moto du Japon                    | Circuit de Suzuka                     | Suzuka               | Honda  | NSR500  | 7e     |
| 4  | 2001 | 22 avril     | Grand Prix moto d'Afrique du Sud            | Phakisa Freeway                       | Welkom               | Honda  | NSR500  | Pole   |
| 5  | 2001 | 6 mai        | Grand Prix moto d'Espagne                   | Circuit Permanent de Jerez            | Jerez de la Frontera | Honda  | NSR500  | Pole   |
| 6  | 2001 | 17 juin      | Grand Prix moto de Catalogne                | Circuit de Catalogne                  | Barcelone            | Honda  | NSR500  | Pole   |
| 7  | 2001 | 8 juillet    | Grand Prix moto de Grande-Bretagne          | Donington Park                        | Donington            | Honda  | NSR500  | 11e    |
| 8  | 2001 | 26 août      | Grand Prix moto de Tchéquie                 | Circuit de Masaryk                    | Brno                 | Honda  | NSR500  | 2e     |
| 9  | 2001 | 9 septembre  | Grand Prix moto du Portugal                 | Circuit d'Estoril                     | Estoril              | Honda  | NSR500  | 3e     |
| 10 | 2001 | 7 octobre    | Grand Prix moto du Pacifique                | Twin Ring Motegi                      | Motegi               | Honda  | NSR500  | 4e     |
| 11 | 2001 | 14 octobre   | Grand Prix moto d'Australie                 | Circuit de Phillip Island             | Cowes                | Honda  | NSR500  | 2e     |
| 12 | 2001 | 21 octobre   | Grand Prix moto de Malaisie                 | Circuit de Sepang                     | Sepang               | Honda  | NSR500  | 2e     |
| 13 | 2001 | 3 novembre   | Grand Prix moto de Rio de Janeiro           | Circuit Jacarepagua                   | Rio de Janeiro       | Honda  | NSR500  | 5e     |
| 14 | 2002 | 7 avril      | Grand Prix moto du Japon                    | Circuit de Suzuka                     | Suzuka               | Honda  | RC211V  | Pole   |
| 15 | 2002 | 5 mai        | Grand Prix moto d'Espagne                   | Circuit Permanent de Jerez            | Jerez de la Frontera | Honda  | RC211V  | Pole   |
| 16 | 2002 | 19 mai       | Grand Prix moto de France                   | Circuit Bugatti                       | Le Mans              | Honda  | RC211V  | Pole   |
| 17 | 2002 | 2 juin       | Grand Prix moto d'Italie                    | Circuit du Mugello                    | Mugello              | Honda  | RC211V  | Pole   |
| 18 | 2002 | 16 juin      | Grand Prix moto de Catalogne                | Circuit de Catalogne                  | Barcelone            | Honda  | RC211V  | 4e     |
| 19 | 2002 | 29 juin      | Grand Prix moto des Pays-Bas                | TT Circuit Assen                      | Assen                | Honda  | RC211V  | Pole   |
| 20 | 2002 | 14 juillet   | Grand Prix moto de Grande-Bretagne          | Donington Park                        | Donington            | Honda  | RC211V  | Pole   |
| 21 | 2002 | 21 juillet   | Grand Prix moto d'Allemagne                 | Sachsenring                           | Chemnitz             | Honda  | RC211V  | 6e     |
| 22 | 2002 | 8 septembre  | Grand Prix moto du Portugal                 | Circuit d'Estoril                     | Estoril              | Honda  | RC211V  | 3e     |
| 23 | 2002 | 21 septembre | Grand Prix moto de Rio de Janeiro           | Circuit Jacarepagua                   | Rio de Janeiro       | Honda  | RC211V  | 2e     |
| 24 | 2002 | 20 octobre   | Grand Prix moto d'Australie                 | Circuit de Phillip Island             | Cowes                | Honda  | RC211V  | 7e     |
| 25 | 2003 | 6 avril      | Grand Prix moto du Japon                    | Circuit de Suzuka                     | Suzuka               | Honda  | RC211V  | Pole   |
| 26 | 2003 | 11 mai       | Grand Prix moto d'Espagne                   | Circuit Permanent de Jerez            | Jerez de la Frontera | Honda  | RC211V  | 5e     |
| 27 | 2003 | 8 juin       | Grand Prix moto d'Italie                    | Circuit du Mugello                    | Mugello              | Honda  | RC211V  | Pole   |
| 28 | 2003 | 17 août      | Grand Prix moto de Tchéquie                 | Circuit de Masaryk                    | Brno                 | Honda  | RC211V  | Pole   |
| 29 | 2003 | 7 septembre  | Grand Prix moto du Portugal                 | Circuit d'Estoril                     | Estoril              | Honda  | RC211V  | 3e     |
| 30 | 2003 | 20 septembre | Grand Prix moto de Rio de Janeiro           | Circuit Jacarepagua                   | Rio de Janeiro       | Honda  | RC211V  | Pole   |
| 31 | 2003 | 12 octobre   | Grand Prix moto de Malaisie                 | Circuit de Sepang                     | Sepang               | Honda  | RC211V  | Pole   |
| 32 | 2003 | 19 octobre   | Grand Prix moto d'Australie                 | Circuit de Phillip Island             | Cowes                | Honda  | RC211V  | Pole   |
| 33 | 2003 | 2 novembre   | Grand Prix moto de la Communauté de Valence | Circuit de Valencia                   | Valence              | Honda  | RC211V  | Pole   |
| 34 | 2004 | 18 avril     | Grand Prix moto d'Afrique du Sud            | Phakisa Freeway                       | Welkom               | Yamaha | YZR-M1  | Pole   |
| 35 | 2004 | 6 juin       | Grand Prix moto d'Italie                    | Circuit du Mugello                    | Mugello              | Yamaha | YZR-M1  | 3e     |
| 36 | 2004 | 13 juin      | Grand Prix moto de Catalogne                | Circuit de Catalogne                  | Barcelone            | Yamaha | YZR-M1  | 2e     |
| 37 | 2004 | 26 juin      | Grand Prix moto des Pays-Bas                | TT Circuit Assen                      | Assen                | Yamaha | YZR-M1  | Pole   |
| 38 | 2004 | 25 juillet   | Grand Prix moto de Grande-Bretagne          | Donington Park                        | Donington            | Yamaha | YZR-M1  | Pole   |
| 39 | 2004 | 5 septembre  | Grand Prix moto du Portugal                 | Circuit d'Estoril                     | Estoril              | Yamaha | YZR-M1  | 2e     |
| 40 | 2004 | 10 octobre   | Grand Prix moto de Malaisie                 | Circuit de Sepang                     | Sepang               | Yamaha | YZR-M1  | Pole   |
| 41 | 2004 | 17 octobre   | Grand Prix moto d'Australie                 | Circuit de Phillip Island             | Cowes                | Yamaha | YZR-M1  | 2e     |
| 42 | 2004 | 31 octobre   | Grand Prix moto de la Communauté de Valence | Circuit de Valencia                   | Valence              | Yamaha | YZR-M1` | 3e     |
| 43 | 2005 | 10 avril     | Grand Prix moto d'Espagne                   | Circuit Permanent de Jerez            | Jerez de la Frontera | Yamaha | YZR-M1  | Pole   |
| 44 | 2005 | 1er mai      | Grand Prix moto de Chine                    | Circuit international de Shanghai     | Shanghai             | Yamaha | YZR-M1  | 6e     |
| 45 | 2005 | 15 mai       | Grand Prix moto de France                   | Circuit Bugatti                       | Le Mans              | Yamaha | YZR-M1  | Pole   |
| 46 | 2005 | 5 juin       | Grand Prix moto d'Italie                    | Circuit du Mugello                    | Mugello              | Yamaha | YZR-M1  | Pole   |
| 47 | 2005 | 12 juin      | Grand Prix moto de Catalogne                | Circuit de Catalogne                  | Barcelone            | Yamaha | YZR-M1  | 3e     |
| 48 | 2005 | 25 juin      | Grand Prix moto des Pays-Bas                | TT Circuit Assen                      | Assen                | Yamaha | YZR-M1  | Pole   |
| 49 | 2005 | 24 juillet   | Grand Prix moto de Grande-Bretagne          | Donington Park                        | Donington            | Yamaha | YZR-M1  | Pole   |
| 50 | 2005 | 31 juillet   | Grand Prix moto d'Allemagne                 | Sachsenring                           | Chemnitz             | Yamaha | YZR-M1  | 4e     |
| 51 | 2005 | 28 août      | Grand Prix moto de Tchéquie                 | Circuit de Masaryk                    | Brno                 | Yamaha | YZR-M1  | 4e     |
| 52 | 2005 | 1er octobre  | Grand Prix moto du Qatar                    | Circuit international de Losail       | Doha                 | Yamaha | YZR-M1  | 3e     |
| 53 | 2005 | 16 octobre   | Grand Prix moto d'Australie                 | Circuit de Phillip Island             | Cowes                | Yamaha | YZR-M1  | 2e     |
| 54 | 2006 | 8 avril      | Grand Prix moto du Qatar                    | Circuit international de Losail       | Doha                 | Yamaha | YZR-M1  | 6e     |
| 55 | 2006 | 4 juin       | Grand Prix moto d'Italie                    | Circuit du Mugello                    | Mugello              | Yamaha | YZR-M1  | 3e     |
| 56 | 2006 | 18 juin      | Grand Prix moto de Catalogne                | Circuit de Catalogne                  | Barcelone            | Yamaha | YZR-M1  | Pole   |
| 57 | 2006 | 16 juillet   | Grand Prix moto d'Allemagne                 | Sachsenring                           | Chemnitz             | Yamaha | YZR-M1  | 10e    |
| 58 | 2006 | 10 septembre | Grand Prix moto de Malaisie                 | Circuit de Sepang                     | Sepang               | Yamaha | YZR-M1  | Pole   |
| 59 | 2007 | 25 mars      | Grand Prix moto d'Espagne                   | Circuit Permanent de Jerez            | Jerez de la Frontera | Yamaha | YZR-M1  | 2e     |
| 60 | 2007 | 3 juin       | Grand Prix moto d'Italie                    | Circuit du Mugello                    | Mugello              | Yamaha | YZR-M1  | 3e     |
| 61 | 2007 | 30 juin      | Grand Prix moto des Pays-Bas                | TT Circuit Assen                      | Assen                | Yamaha | YZR-M1  | 11e    |
| 62 | 2007 | 16 septembre | Grand Prix moto du Portugal                 | Circuit d'Estoril                     | Estoril              | Yamaha | YZR-M1  | 3e     |
| 63 | 2008 | 4 mai        | Grand Prix moto de Chine                    | Circuit international de Shanghai     | Shanghai             | Yamaha | YZR-M1  | 2e     |
| 64 | 2008 | 18 mai       | Grand Prix moto de France                   | Circuit Bugatti                       | Le Mans              | Yamaha | YZR-M1  | 4e     |
| 65 | 2008 | 1er juin     | Grand Prix moto d'Italie                    | Circuit du Mugello                    | Mugello              | Yamaha | YZR-M1  | Pole   |
| 66 | 2008 | 20 juillet   | Grand Prix moto des États-Unis              | Circuit de Laguna Seca                | Monterey             | Yamaha | YZR-M1  | 2e     |
| 67 | 2008 | 17 août      | Grand Prix moto de Tchéquie                 | Circuit de Masaryk                    | Brno                 | Yamaha | YZR-M1  | 2e     |
| 68 | 2008 | 31 août      | Grand Prix moto de Saint-Marin              | Misano World Circuit                  | Misano Adriatico     | Yamaha | YZR-M1  | 2e     |
| 69 | 2008 | 14 septembre | Grand Prix moto d'Indianapolis              | Indianapolis Motor Speedway           | Indianapolis         | Yamaha | YZR-M1  | Pole   |
| 70 | 2008 | 28 septembre | Grand Prix moto du Japon                    | Twin Ring Motegi                      | Motegi               | Yamaha | YZR-M1  | 4e     |
| 71 | 2008 | 19 octobre   | Grand Prix moto de Malaisie                 | Circuit de Sepang                     | Sepang               | Yamaha | YZR-M1  | 2e     |
| 72 | 2009 | 3 mai        | Grand Prix moto d'Espagne                   | Circuit Permanent de Jerez            | Jerez de la Frontera | Yamaha | YZR-M1  | 4e     |
| 73 | 2009 | 14 juin      | Grand Prix moto de Catalogne                | Circuit de Catalogne                  | Barcelone            | Yamaha | YZR-M1  | 2e     |
| 74 | 2009 | 27 juin      | Grand Prix moto des Pays-Bas                | TT Circuit Assen                      | Assen                | Yamaha | YZR-M1  | Pole   |
| 75 | 2009 | 19 juillet   | Grand Prix moto d'Allemagne                 | Sachsenring                           | Chemnitz             | Yamaha | YZR-M1  | Pole   |
| 76 | 2009 | 16 août      | Grand Prix moto de Tchéquie                 | Circuit de Masaryk                    | Brno                 | Yamaha | YZR-M1  | Pole   |
| 77 | 2009 | 6 septembre  | Grand Prix moto de Saint-Marin              | Misano World Circuit                  | Misano Adriatico     | Yamaha | YZR-M1  | Pole   |
| 78 | 2010 | 11 avril     | Grand Prix moto du Qatar                    | Circuit international de Losail       | Doha                 | Yamaha | YZR-M1  | 2e     |
| 79 | 2010 | 10 octobre   | Grand Prix moto de Malaisie                 | Circuit de Sepang                     | Sepang               | Yamaha | YZR-M1  | 6e     |
| 80 | 2013 | 29 juin      | Grand Prix moto des Pays-Bas                | TT Circuit Assen                      | Assen                | Yamaha | YZR-M1  | 4e     |
| 81 | 2014 | 14 septembre | Grand Prix moto de Saint-Marin              | Misano World Circuit Marco Simoncelli | Misano Adriatico     | Yamaha | YZR-M1  | 3e     |
| 82 | 2014 | 19 octobre   | Grand Prix moto d'Australie                 | Circuit de Phillip Island             | Cowes                | Yamaha | YZR-M1  | 8e     |
| 83 | 2015 | 29 mars      | Grand Prix moto du Qatar                    | Circuit international de Losail       | Doha                 | Yamaha | YZR-M1  | 8e     |
| 84 | 2015 | 19 avril     | Grand Prix moto d'Argentine                 | Autódromo Termas de Río Hondo         | Santiago del Estero  | Yamaha | YZR-M1  | 8e     |
| 85 | 2015 | 27 juin      | Grand Prix moto des Pays-Bas                | TT Circuit Assen                      | Assen                | Yamaha | YZR-M1  | Pole   |
| 86 | 2015 | 30 août      | Grand Prix moto de Grande-Bretagne          | Circuit de Silverstone                | Silverstone          | Yamaha | YZR-M1  | 4e     |
| 87 | 2016 | 24 avril     | Grand Prix moto d'Espagne                   | Circuit Permanent de Jerez            | Jerez de la Frontera | Yamaha | YZR-M1  | Pole   |
| 88 | 2016 | 5 juin       | Grand Prix moto de Catalogne                | Circuit de Catalogne                  | Barcelone            | Yamaha | YZR-M1  | 5e     |
| 89 | 2017 | 25 juin      | Grand Prix moto des Pays-Bas                | TT Circuit Assen                      | Assen                | Yamaha | YZR-M1  | 4e     |

### Victoires diverses
Septuple vainqueur du Monza Rally Show :
- 2006[81] (copilote Carlo Cassina, sur Ford Focus WRC ‘05) ;
- 2007[82] (copilote Carlo Cassina, sur Ford Focus WRC ‘05) ;
- 2012 (copilote Carlo Cassina, sur Ford Fiesta RS WRC) ;
- 2015 (copilote Carlo Cassina, sur Ford Fiesta RS WRC) ;
- 2016 (copilote Carlo Cassina, sur Ford Fiesta RS WRC) ;
- 2017 (copilote Carlo Cassina, sur Ford Fiesta WRC ‘17) ;
- 2018 (copilote Carlo Cassina, sur Ford Fiesta WRC ‘17).

## Records
Mise à jour après le Grand Prix Moto  de la Communauté Valencienne 2021.

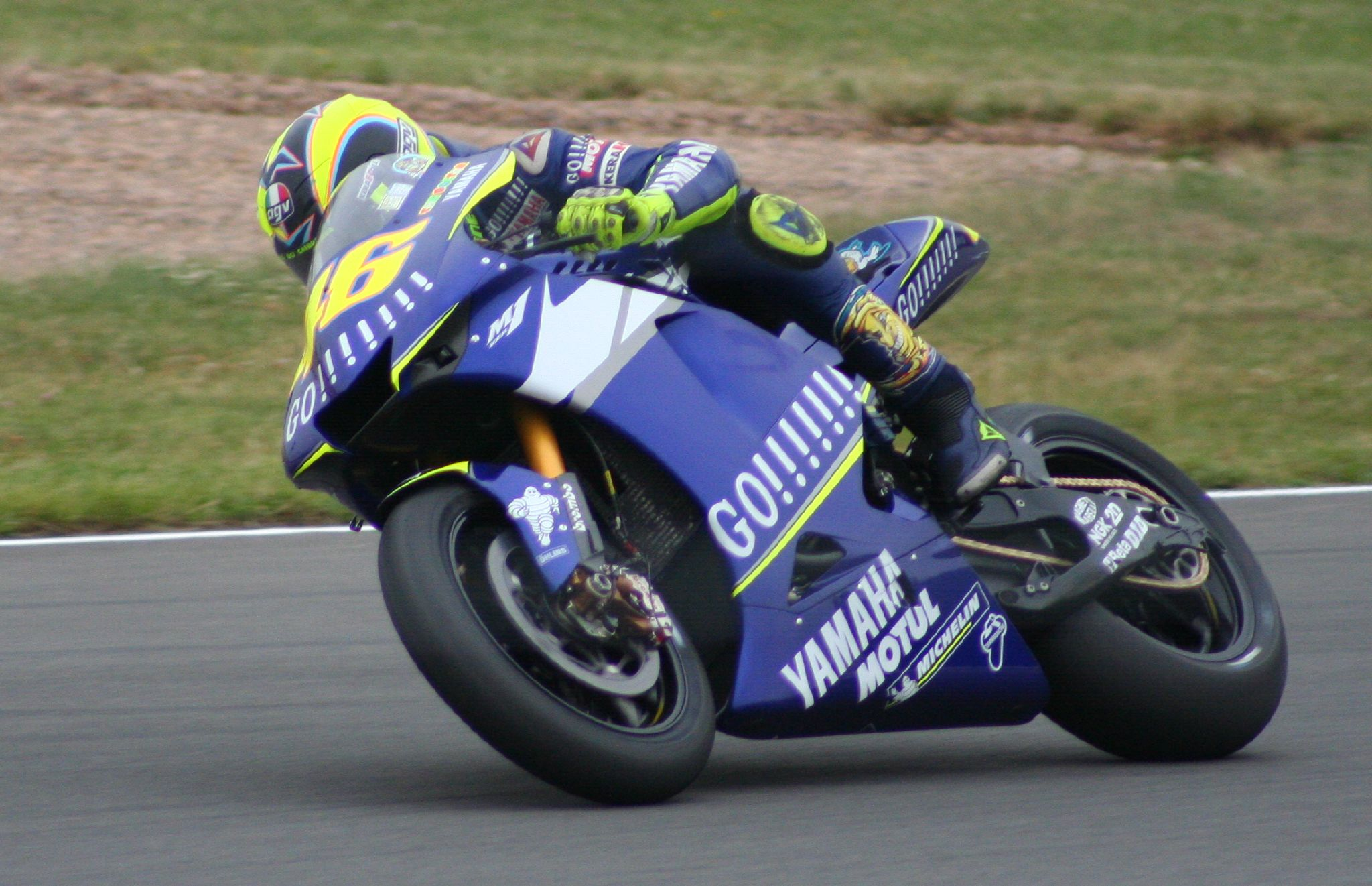
Valentino Rossi sur une Yamaha YZR-M1.

- Valentino Rossi fut l'un des plus jeunes champions du monde dans la catégorie reine (après Freddy Spencer, Marc Márquez, Mike Hailwood et John Surtees).
- Valentino Rossi est le plus vieux pilote à avoir obtenu un titre de champion du monde en Moto GP (Moto GP Malaisie 2009), soit 30 ans et 249 jours.
- Il fut l’un des plus jeunes à être sacré dans trois catégories différentes, les seuls autres furent Phil Read (125, 250 et 500 cm3), Mike Hailwood (250, 350 et 500 cm3), Marc Márquez (125, Moto 2, Moto GP).
- Il est le seul à avoir eu un titre dans cinq catégories différentes, si l'on considère la 500 cm3 et la MotoGP (990 cm3 et 800 cm3) comme trois catégories.
- Il est le deuxième pilote de l'histoire ayant réussi à décrocher au moins sept titres dans la catégorie reine (500 cm3 ou MotoGP), Giacomo Agostini en ayant remporté huit.
- Il est le premier pilote à remporter au moins neuf Grands Prix par saison pendant cinq années consécutives.
- Neuf fois champion du monde (derrière Giacomo Agostini).
- Il a remporté des victoires dans cinq catégories différentes, 125, 250 et 500 cm3, 800 et 990 cm3 Moto GP (record).
- 115 victoires en Grand Prix (derrière Giacomo Agostini 122 victoires).
- 89 victoires en catégorie reine (record).
- 235 podiums en championnat du monde moto depuis ses débuts (record).
- 199 podiums en catégorie reine (500 cm3 et Moto GP) (record).
- Grâce à sa victoire au Grand Prix du Qatar en 2010, Valentino Rossi est devenu le premier pilote de l’histoire à avoir remporté au moins un Grand Prix par saison durant quinze saisons successives.
- Durant la saison 2003, il finit sur le podium de chaque course du championnat (finissant neuf fois en 1re position, cinq fois sur la 2e marche du podium et deux fois en 3e position).
- 23 podiums consécutifs (saisons 2003, 2004 et 2005) en Moto GP (record).
- Depuis le 13 septembre 2020, après le Grand Prix de Saint-Marin à Misano, il est le seul pilote à avoir dépassé les 6300 points en Grand Prix Moto (record).
- Depuis le 3 octobre 2021, après le Grand Prix des Amériques, il est le seul pilote à avoir dépassé les 5400 points en catégorie reine (record).
- Depuis le 16 août 2020, après le Grand Prix d'Autriche, il est le seul pilote à avoir dépassé les 4800 points en catégorie Moto GP (record).
- Depuis le 25 juin 2017, après le Grand Prix des Pays-Bas à Assen, il est plus vieux pilote à remporter un Grand Prix Moto en Moto GP (38 ans et 129 jours).
- Depuis le 2 juin 2018, après le Grand Prix d'Italie au Mugello, il est le plus vieux pilote à décrocher la pole position en Moto GP (39 ans et 107 jours).
- Depuis le 26 septembre 2020, après le Grand Prix de Catalogne à Barcelone, il est le plus vieux pilote à se qualifier en première ligne d'une course Moto GP (41 ans et 220 jours).
- Depuis le 3 novembre 2019, après le GP de Malaisie à Sepang, il est le plus vieux pilote à avoir effectuer le meilleur tour en course d'une course Moto GP (40 ans et 257 jours).
- 372 départs en catégorie reine (record).
- Record de longévité entre son premier podium (A1 Ring Spielberg, Autriche 125 cm3 le 4 août 1996) et son dernier podium (Jerez, GP d’Andalousie le 2 août 2020) en championnat du monde de moto vitesse, soit 23 ans et 363 jours.
- Record de longévité entre sa première victoire (Brno, République tchèque 125 cm3 le 18 août 1996) et sa dernière victoire (Assen, Pays-Bas Moto GP le 25 juin 2017) en championnat du monde de moto vitesse, soit 20 ans et 311 jours.
- Record de longévité entre sa première pole position (Brno, République tchèque 125 cm3 le 18 août 1996) et sa dernière pole position (Mugello, Italie Moto GP le 2 juin 2018) en championnat du monde de moto vitesse, soit 21 ans et 285 jours.
- Record de longévité entre sa première victoire en 500 cm3 (Donington Park, Grande-Bretagne 9 juillet 2000) et sa dernière victoire en Moto GP (Assen, Pays-Bas le 25 juin 2017), soit 16 ans et 351 jours.
- Depuis le 2 novembre 2019, il est le seul pilote professionnel à avoir dépassé les 400 courses courues en championnat du monde moto (record).
- Valentino Rossi a couru sur 39 circuits différents depuis ses débuts en championnat du monde de moto, il a remporté au moins une victoire sur 30 d'entre eux.
- 26 participations consécutives au Grand Prix d'Espagne (Circuit Permanent de Jerez, 9 victoires/15 podiums).
- 25 participations consécutives au Grand Prix de la République tchèque (Circuit de Brno, 7 victoires/14 podiums).
- 24 participations consécutives au Grand Prix d'Italie (Circuit du Mugello, 9 victoires/14 podiums).
- 23 participations consécutives au Grand Prix d'Australie (Circuit de Phillip Island, 8 victoires/16 podiums).
- 23 participations consécutives au Grand Prix de France (Circuit du Mans, 3 victoires/13 podiums).
- 23 participations consécutives au Grand Prix d'Allemagne (Circuit du Sachsenring, 5 victoires/12 podiums).
- 23 participations consécutives au Grand Prix de la Communauté de Valence (Circuit de Valence, 2 victoires/8 podiums).
- 20 participations consécutives au Grand Prix de Malaisie (Circuit de Sepang, 6 victoires/12 podiums).
- 17 participations consécutives au Grand Prix du Qatar (Circuit de Losail, 4 victoires/10 podiums).
- 16 participations consécutives au Grand Prix du Japon (Circuit de Motegi, 1 victoire/7 podiums).
- 14 participations consécutives au Grand Prix de Grande-Bretagne (Circuit de Donington Park, 7 victoires/10 podiums).

## Statistiques
Mise à jour après le Grand Prix Moto  de la Communauté Valencienne 2021.
Toutes catégories confondues, sur les 432 Grands Prix auxquels Valentino Rossi a participé :
- il en a gagné 115, soit 26,62 % de victoires ;
- il termine second 67 fois, soit 15,51 % du temps ;
- il termine troisième 53 fois, soit 12,27 % du temps.

Depuis le début de sa carrière, il termine 54,4 % du temps sur le podium. Il possède également un taux de réussite de 15,05 % pour la pole position.
|                      | 500 cm3/MotoGP | 250 cm3 | 125 cm3 | Total   |
| Nb de victoires      | 23,92 %        | 46,67 % | 40 %    | 26,62 % |
| Nb de 2e position    | 16,4 %         | 16,67 % | 3,33 %  | 15,51 % |
| Nb de 3e position    | 13,17 %        | 6,67 %  | 6,67 %  | 12,27 % |
| Nb de podiums        | 53,49 %        | 70 %    | 50 %    | 54,4 %  |
| Nb de pole positions | 14,78 %        | 16,67 % | 16,67 % | 15,05 % |

## Vie privée

### Famille
Valentino Rossi est le fils de Graziano Rossi, cinquième du championnat du monde 500 cm3 en 1980. Il a un demi-frère né d'une seconde union de sa mère : de dix-huit ans son cadet, Luca Marini est lui aussi pilote moto.
Quelques jours après le Grand Prix d'Autriche 2021, Valentino Rossi annonce que sa compagne, Francesca Sofia Novello, est enceinte. Sa fille Giulietta naît le 4 mars 2022.
Le 4 juillet 2024, le couple annonce attendre un nouvel enfant. Leur seconde fille, prénommée Gabriella, naît le 8 janvier 2025.

### Passions
Rossi essaye de garder sa vie privée assez secrète même s'il ne cache pas sa passion pour le football et pour l'équipe de l'Inter Milan. Sur le podium du GP d'Argentine 2015, il porte le maillot de la légende du football, Diego Maradona. Il aime sa campagne.

### Animaux
Rossi possédait un chien connu sous le célèbre nom de Guido. Il s'agissait d'un bulldog anglais. Ce chien a été longtemps la mascotte et le porte bonheur de Rossi. Il a été représenté sur sa moto ou peint sur son dosseret de selle. Rossi a durant plusieurs années fait évoluer la représentation de Guido, le déguisant en inuit lorsqu'il avait 32 points de retard au championnat en 2006 ou l'affublant d'un costume de prisonnier après sa victoire à Brno en 2003. Guido est décédé juste après le Grand Prix d'Australie en 2008. En hommage à celui-ci, Rossi l'a alors peint en ange flottant au-dessus des nuages.

## Philanthropie et engagements
Avant le Grand Prix d'Afrique du Sud 2002, Valentino a rendu visite à des enfants séropositifs dans un centre qui leur est affecté à Welkom.

## Jeux vidéo
En 2016, Valentino Rossi a droit à son propre jeu vidéo de moto ; Valentino Rossi: The Game. Développé et édité par Milestone, il fait suite à MotoGP 15.

## Casques

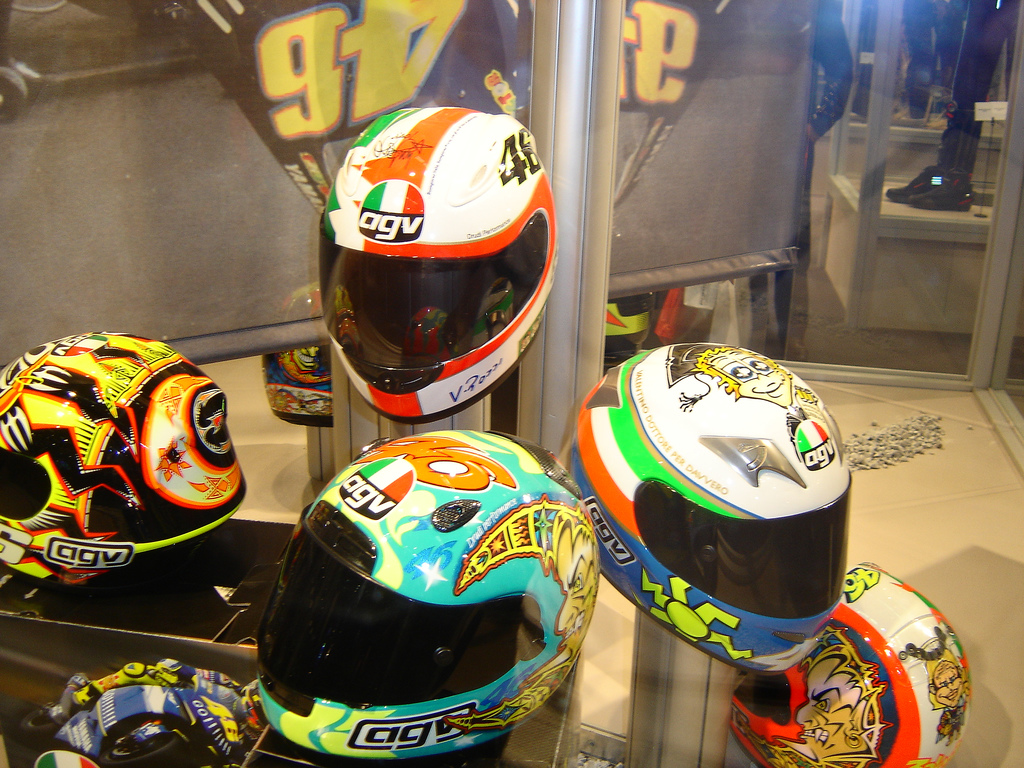
Casques AGV de différentes périodes.

Depuis ses débuts en 1996, Valentino Rossi a arboré de nombreux casques créés par son ami Aldo Drudi qui témoignent de son extravagance. La représentation parfois symbolique du soleil et de la lune est une constante qui revient de manière récurrente dans la décoration de ses casques.

## Popularité
Le fan-club de Rossi bénéficie de la réservation d'une colline pour assister au grand-prix du Circuit du Mugello.[réf. nécessaire]
Le public apprécie son palmarès semblable à celui d'icônes telles que Mike Hailwood et Giacomo Agostini, ainsi que son apparent mépris du danger et les sketchs qu'il présente, lors de ses victoires, avec ses copains d'enfance de Tavullia, petit village situé près de Pesaro.
Valentino Rossi est le pilote de course le plus doué de sa génération et un des plus doués de l'histoire de la moto de vitesse. Il semble apprécier plus que tout la bagarre en course, surtout contre son grand rival italien Max Biaggi ou contre Sete Gibernau, comme à Jerez au Grand Prix d’Espagne 2005 où il s’imposa au prix d’un dépassement musclé et audacieux.
Sa famille et lui ont déménagé à Tavullia. La limitation de vitesse y est fixée à 46 km/h en hommage au numéro avec lequel il court.

## Publications
- Valentino Rossi (avec Enrico Borghi), Pensa se non ci avessi provato - L'autobiografia, Milano, Mondadori, 2005  (ISBN 88-04-54738-3).